# タイタニック (客船)
座標: 北緯41度43分57秒 西経49度56分49秒 / 北緯41.73250度 西経49.94694度
タイタニック（英語: RMS Titanic、ロイヤルメールシップ・タイタニック）は、20世紀初頭に建造されたイギリス船籍のオーシャン・ライナー。
ホワイト・スター・ライン社が保有するオリンピック級客船の2番船であったが、最初の航海の途中である1912年4月14日深夜に氷山に衝突し、その際の損傷による浸水が原因となって翌15日未明に沈没した。

## 概要
タイタニックは、イギリスのホワイト・スター・ライン社が北大西洋航路用に計画し、造船家のアレクサンダー・カーライルとトーマス・アンドリューズによって設計され、北アイルランドのベルファストにあるハーランド・アンド・ウルフ造船所で建造された豪華客船である。タイタニックの正式名称「RMS Titanic」のRMS（Royal Mail ShipまたはSteamer）は英国郵便船（または英国郵便汽船）を意味する艦船接頭辞であり、船上でステーショナリーの購入、手紙の投函も可能だった。タイタニックはホワイト・スター・ラインが保有する3隻のオリンピック級客船の2番船であり、姉妹船にオリンピックとブリタニックがある。
最初の航海の途中である1912年4月14日深夜、北大西洋上で氷山に接触、翌日未明にかけて沈没した。犠牲者数は乗員乗客合わせて1,513人（ほかに1,490人、1,517人、1,522または1,523人、1,609人などさまざまな説がある）であり、戦時中に沈没した船舶を除くと20世紀最大の海難事故であった。生還者数は710人だった。タイタニックとその事故は、しばしば映画化されるなどして、世界的にその名を知られている。

## 造船

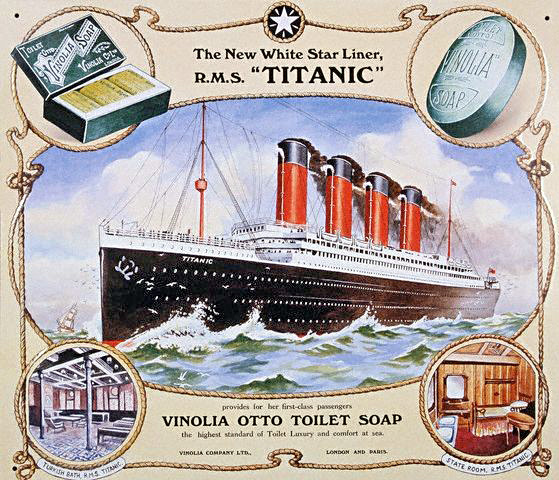
vinolia otto toilet soapの看板に描かれたタイタニック
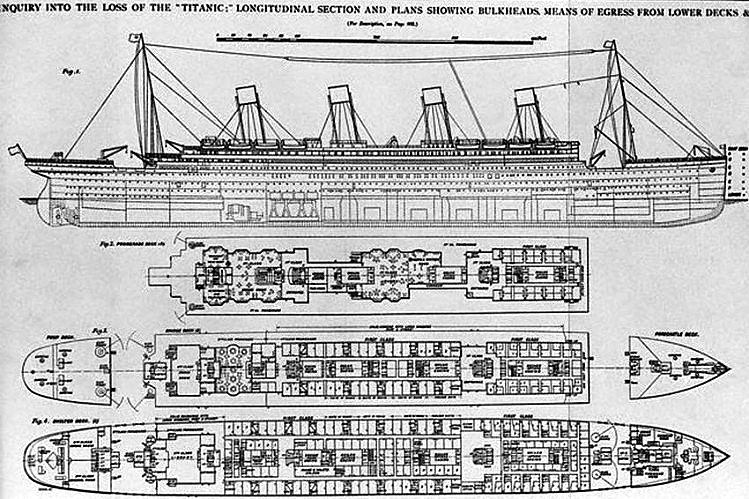
タイタニックの設計図（その後B甲板が大幅に変更される）

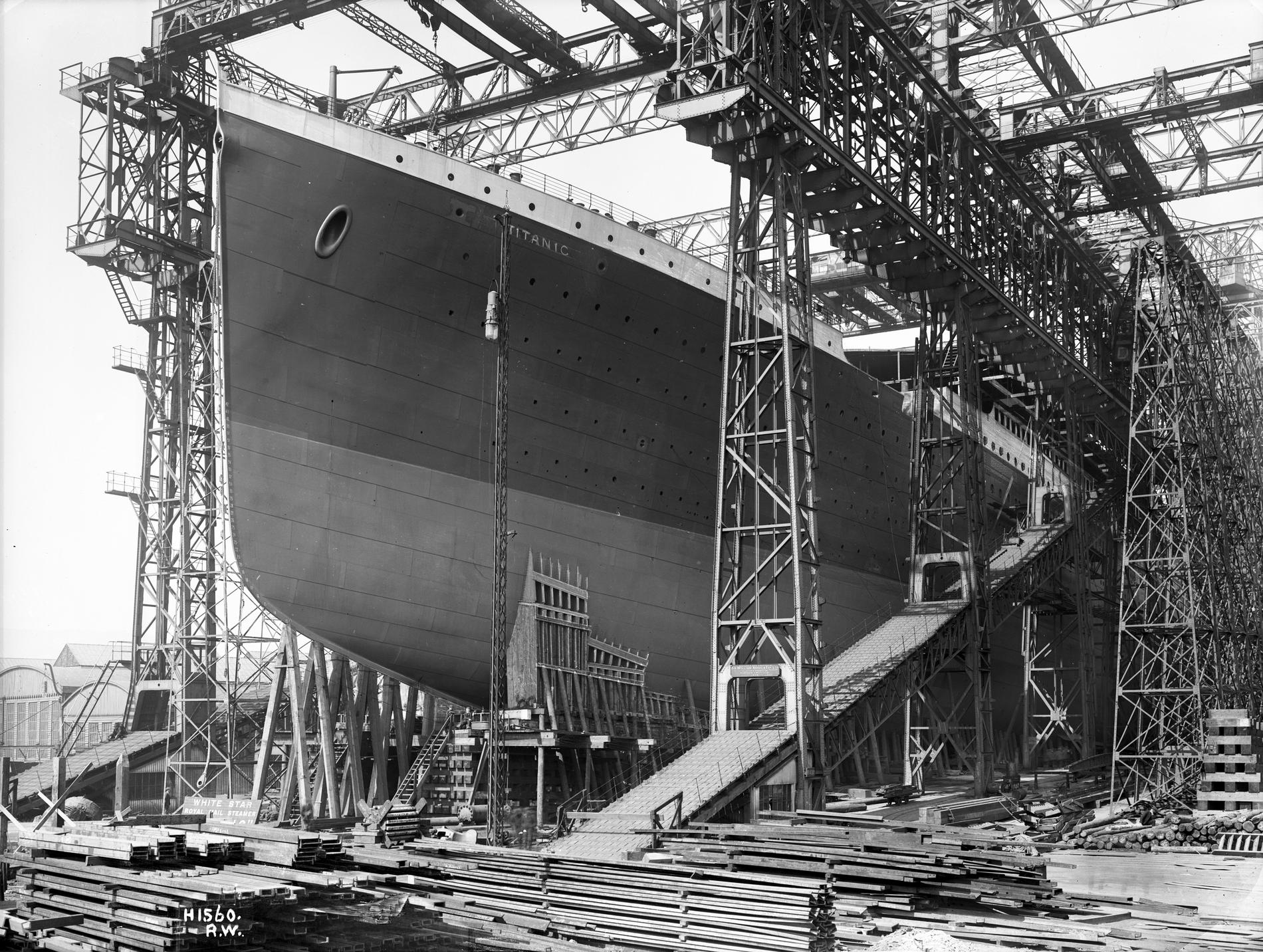
建造中のタイタニック
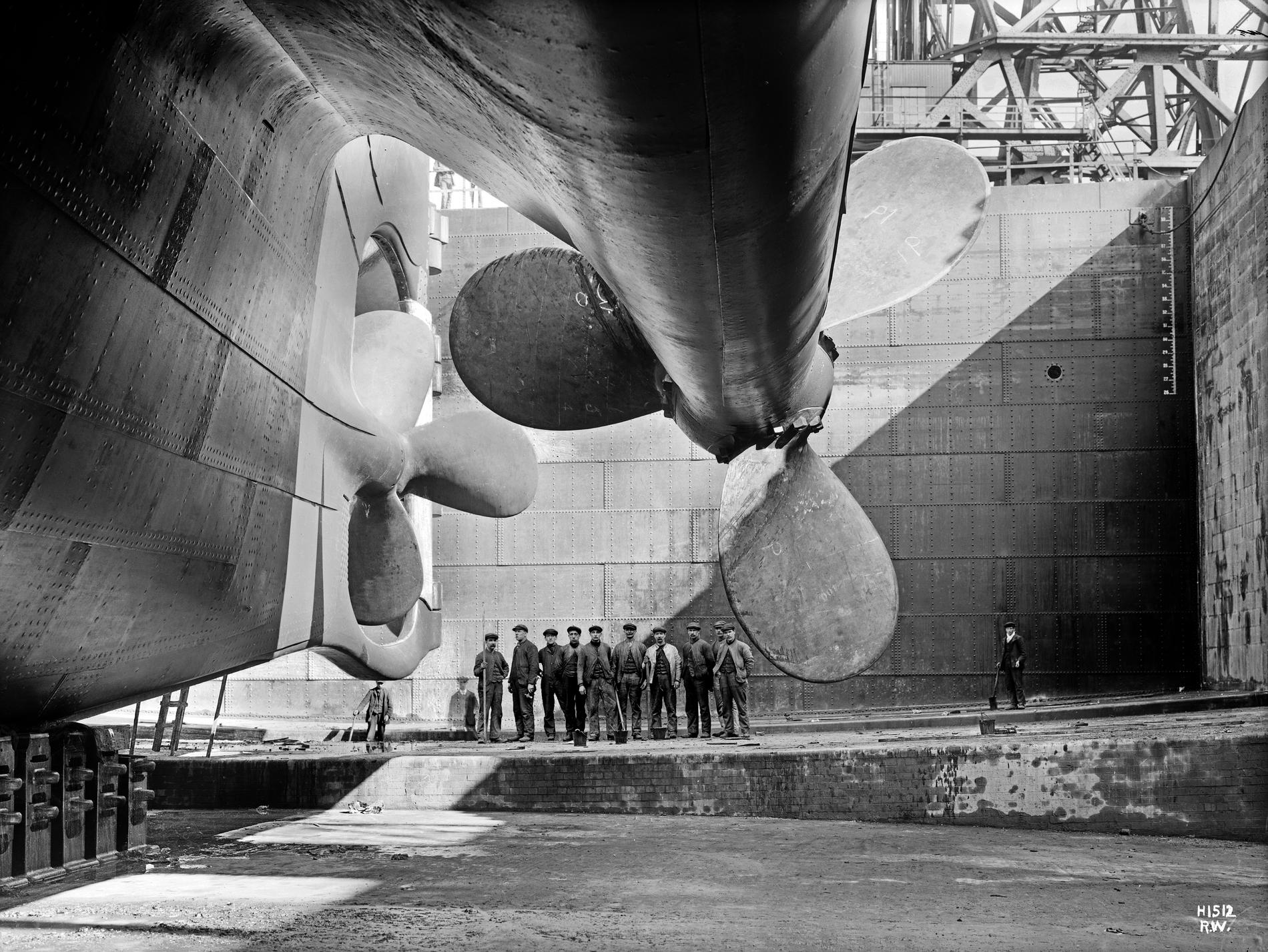
建造中のタイタニック（船尾スクリュー）
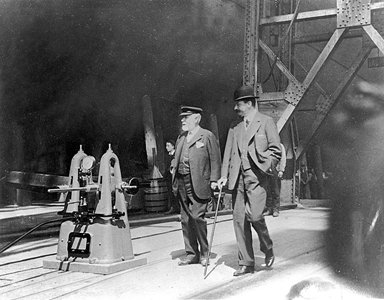
タイタニックの進水式でのピリー卿とイズメイ、1911年5月31日

タイタニックの造船計画は、20世紀初頭に造船業としての勢力を保っていたハーランド・アンド・ウルフの会長ウィリアム・ピリー卿が、1907年、ロンドンのメイフェアの夕食会でホワイト・スター・ラインの社長ジョセフ・ブルース・イズメイ (J. Bruce Ismay) に大型客船3隻の造船を提案したことに始まる。

## 設備
ホワイト・スター・ラインは当時白熱していた北大西洋航路における「ブルーリボン賞」と呼ばれるスピード競争にはあまり興味を示さず、ゆとりのある快適な船旅を売りにしており、タイタニックもスピードよりも設備の豪華さに重点を置いて設計されていた。もっとも、特等および一等船室は贅沢な造りではあるものの、船体下層ではレシプロ蒸気機関の振動が響くなど、快適とは言いがたい船室もあった。
船室は一等、二等、三等に分かれていた。一等船室はボートデッキからEデッキ、二等船室と三等船室はDデッキからGデッキにあり、三等船室は主としてFデッキやGデッキにあった。一等船室にはスイートルームも存在した。
煙突は4本あるが、最後尾の第4煙突は厨房・喫煙室・ボイラー室などの換気用であり、殆ど煙が排出されないダミー的なものであった（ただし煙突内部に厨房の石炭コンロや喫煙室の暖房からの細い排煙路が存在するため、完全に煙が出ないわけではない）。実際「4本目の煙突はダミー、伊達であり、乗客が持ち込んだペットを預かるスペースとして使用されていた」という調査・証言もある。ダミー煙突を設置した理由は船の美観を重視したためで、換気機能を第4煙突に集約することで、その分、船上の通気口の設置数を減らすことが可能となり、デッキの見栄えが良くなる効果を図ったものである。言わば、第4煙突は煙突としては機能していなかったが、巨大な通気口としての役割を担っていた。
ボイラー室は6つあり、合計29基の石炭ボイラーが設置されていた。その後方には2基の3段膨張4気筒レシプロ蒸気機関があり、左右の直径7mのスクリューを駆動していた。中央にある直径5mのスクリューは蒸気機関を通過したあとの低圧蒸気でタービンを回して駆動するもので、燃費を改善する目的があった。

### 大階段
一等客専用の階段である。タイタニックの室内装飾の目玉であり、精巧なウィリアム＆メアリー様式を基調とし、ルイ14世様式風の手すりに縁どられている。この階段でDデッキまで下りてくると一等のダイニングルームの大広間に直接入れるようになっていた。

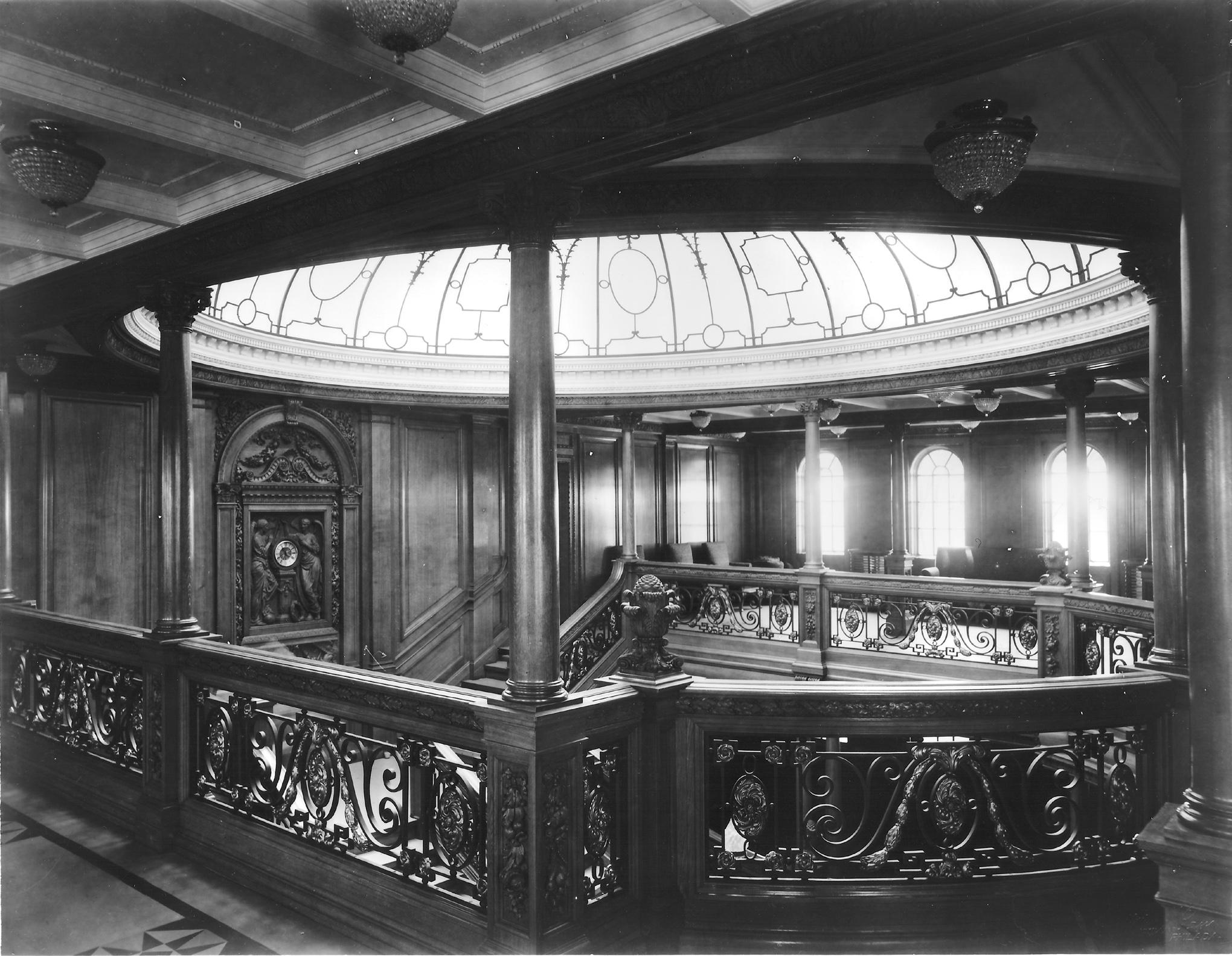
大階段最上部（画像は姉妹船オリンピック号の物）
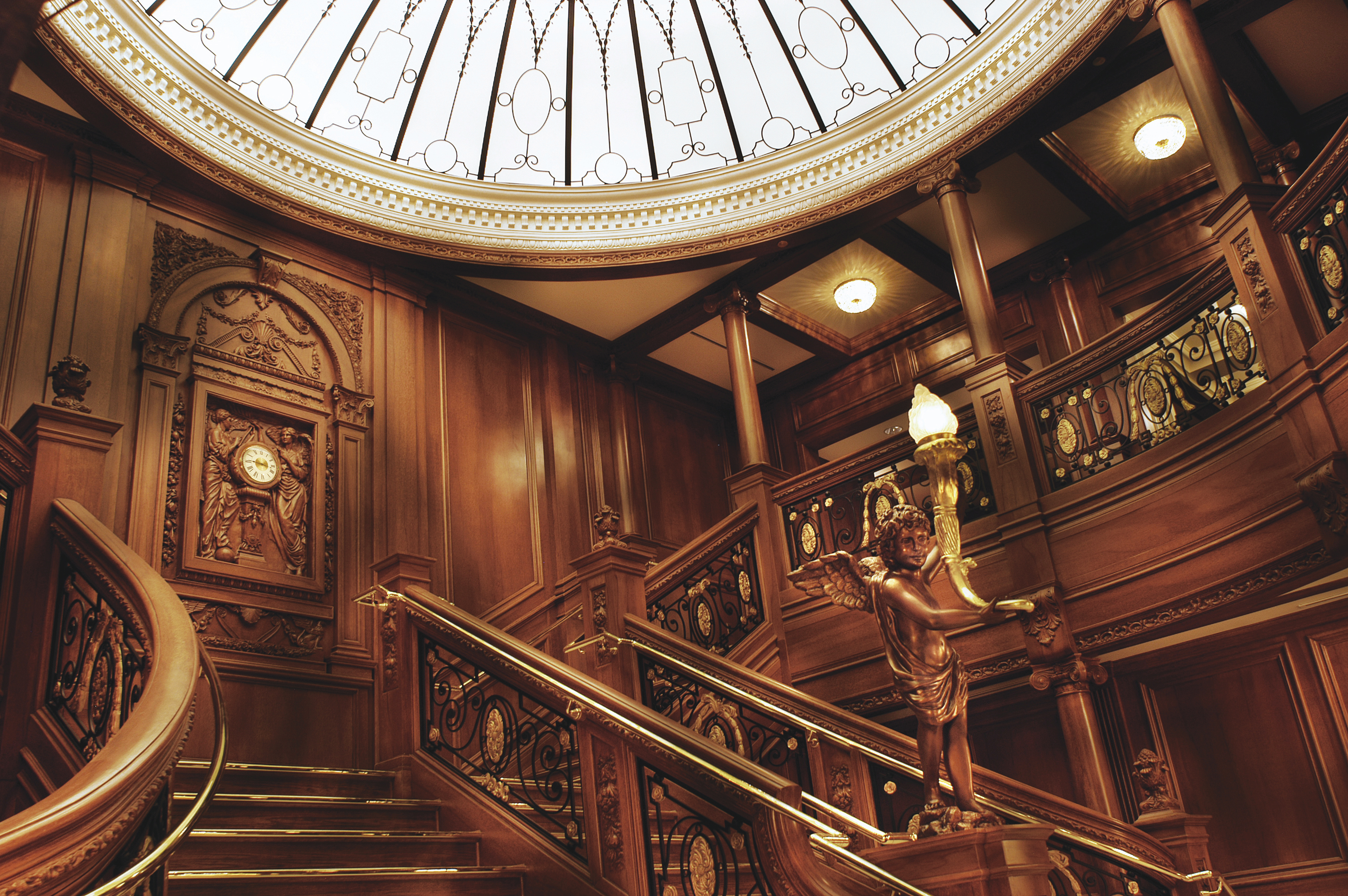
再現された大階段（テネシー州ピジョン・フォージ（英語版）にあるタイタニック博物館（英語版））
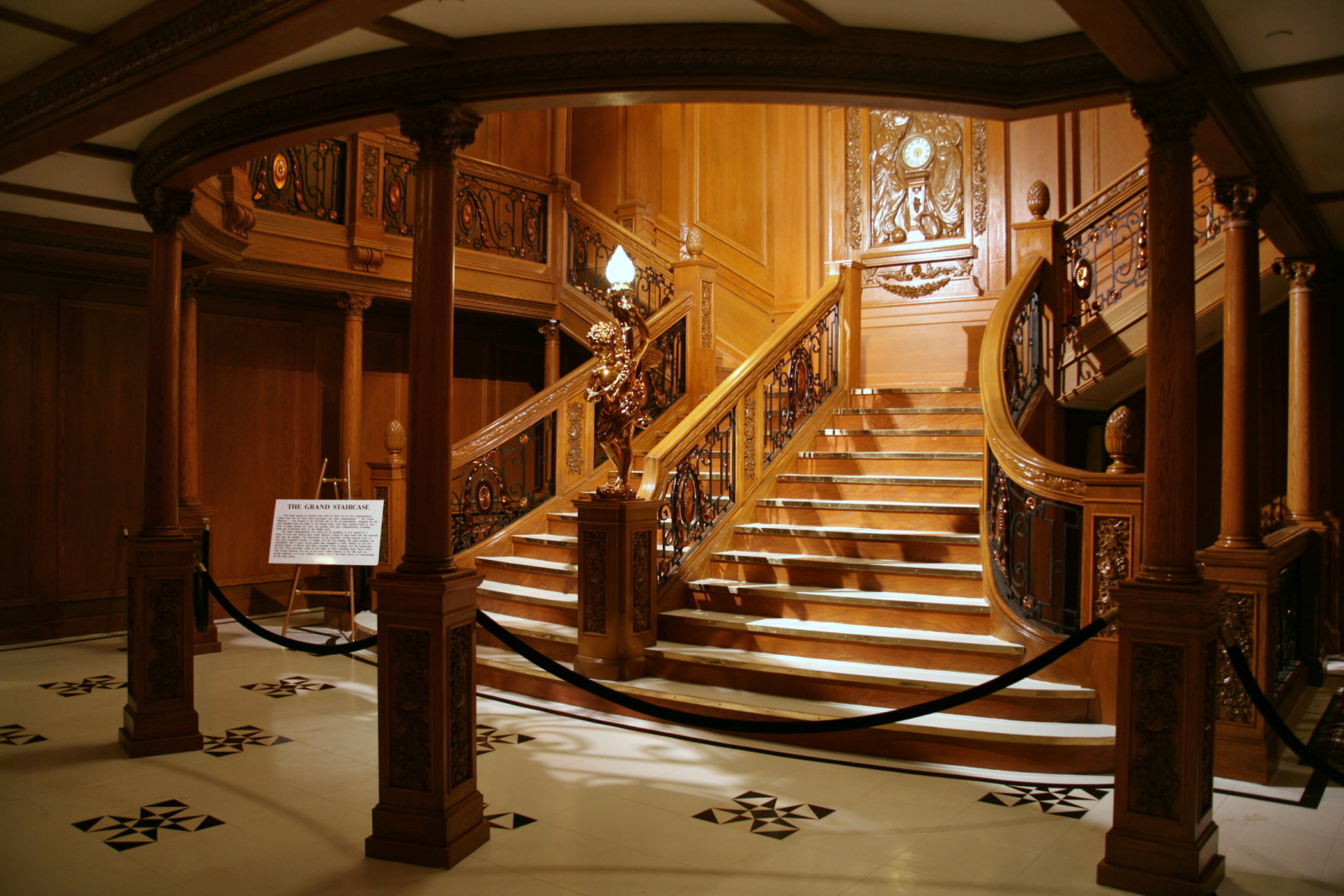
再現された大階段（同前）
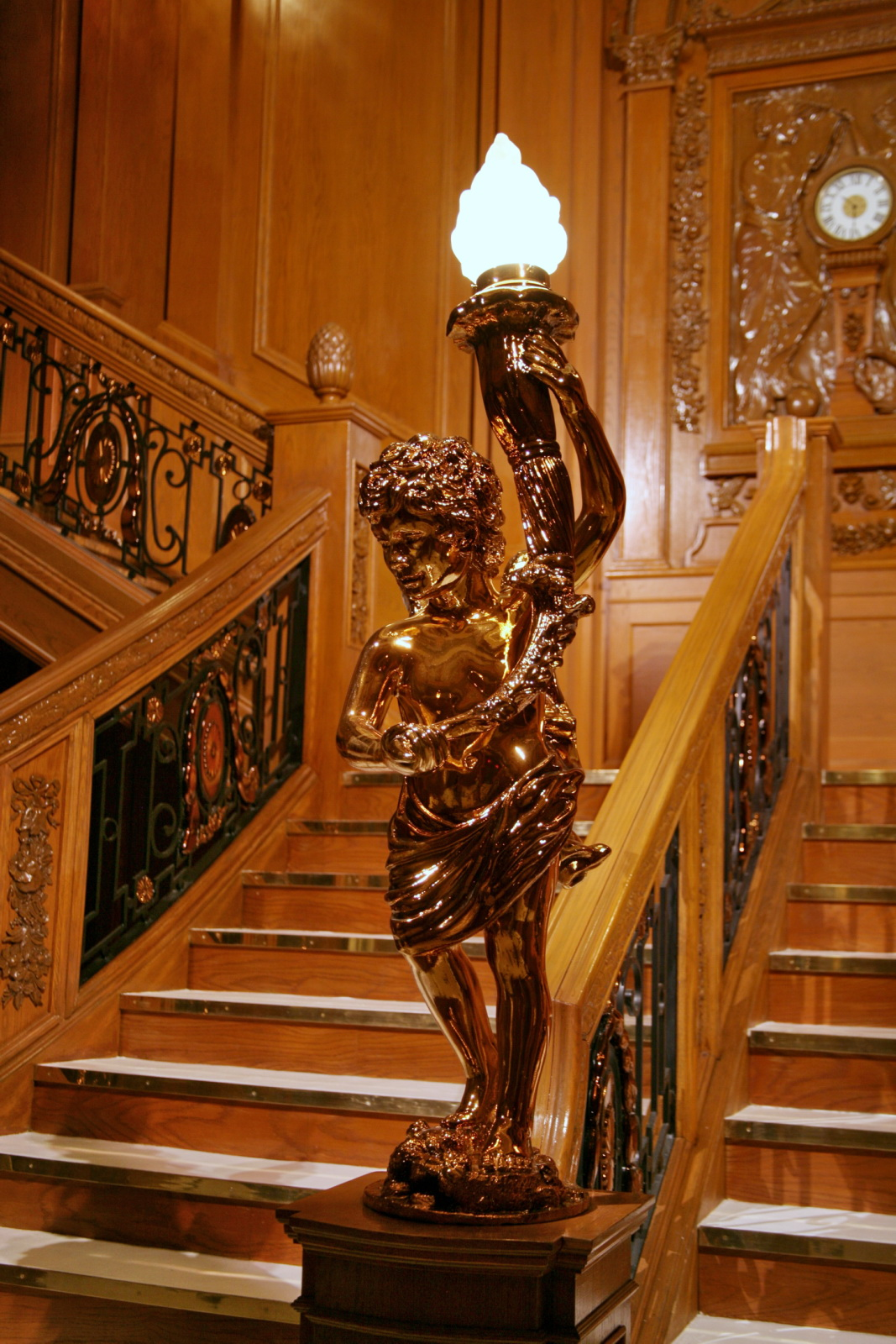
大階段の智天使像（同前）
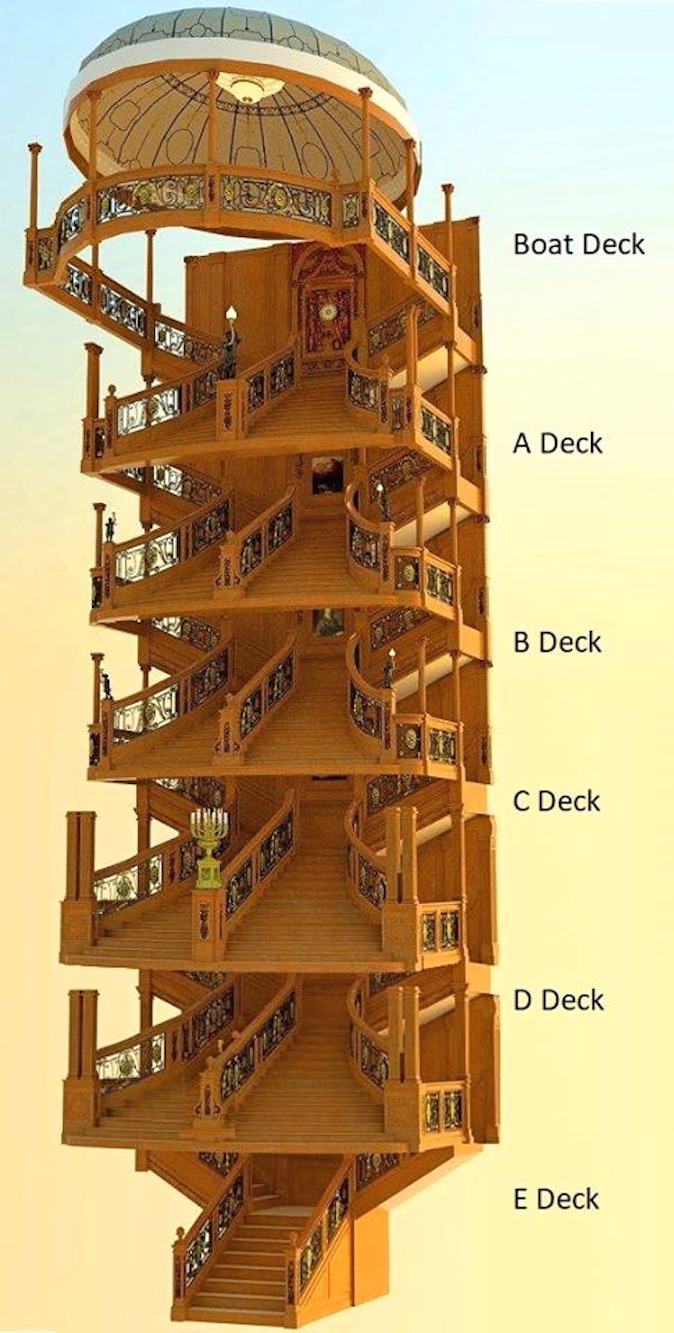
大階段の構造

### 一等客室
一等船室やスイートルームには贅の限りが尽くされた。お金があれば、三部屋、四部屋、五部屋といったように続き部屋をそっくり借り切ることもできた。部屋の装飾様式はルイ様式（ルイ14世様式、ルイ15世紀様式、ルイ16世様式）、帝国様式、ジャコビアン様式、ジョージアン様式、アン女王様式、レジャンス（フランス摂政時代）様式、旧式・現代式のオランダ様式など部屋ごとに異なった。一番高級なのはBデッキのパーラースイートであり、リビングルーム、2つのベッドルーム、専用のバスルームに加え専用のプロムナードデッキ（遊歩道）も付いている。その金額は片道で4350ドル、ほぼ1000ポンドに近い額で、これは1997年時の換算で8万ドルに相当する金額である。当時最も高額な「海上不動産」だったといわれる。

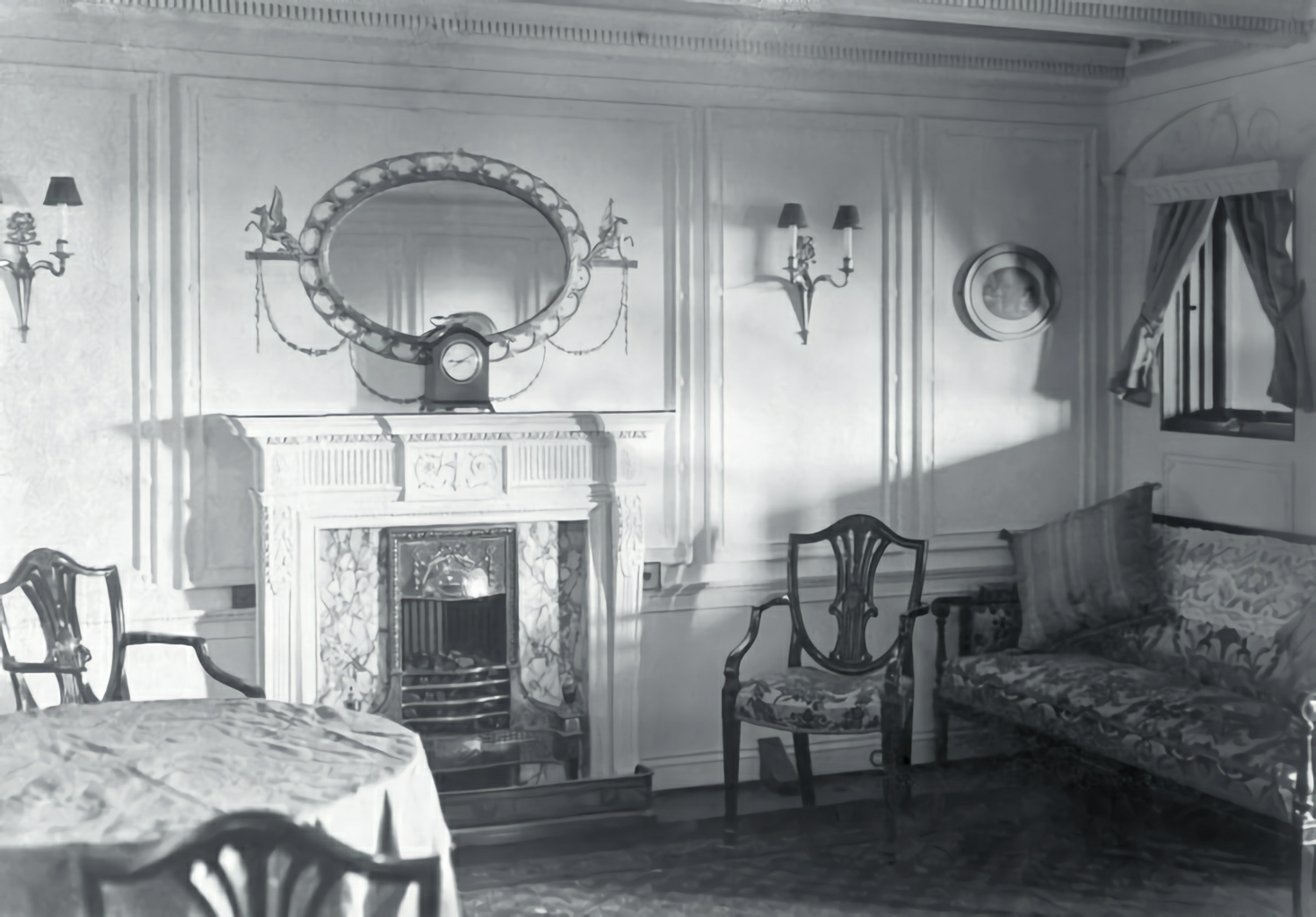
アダム様式（英語版）のB-51
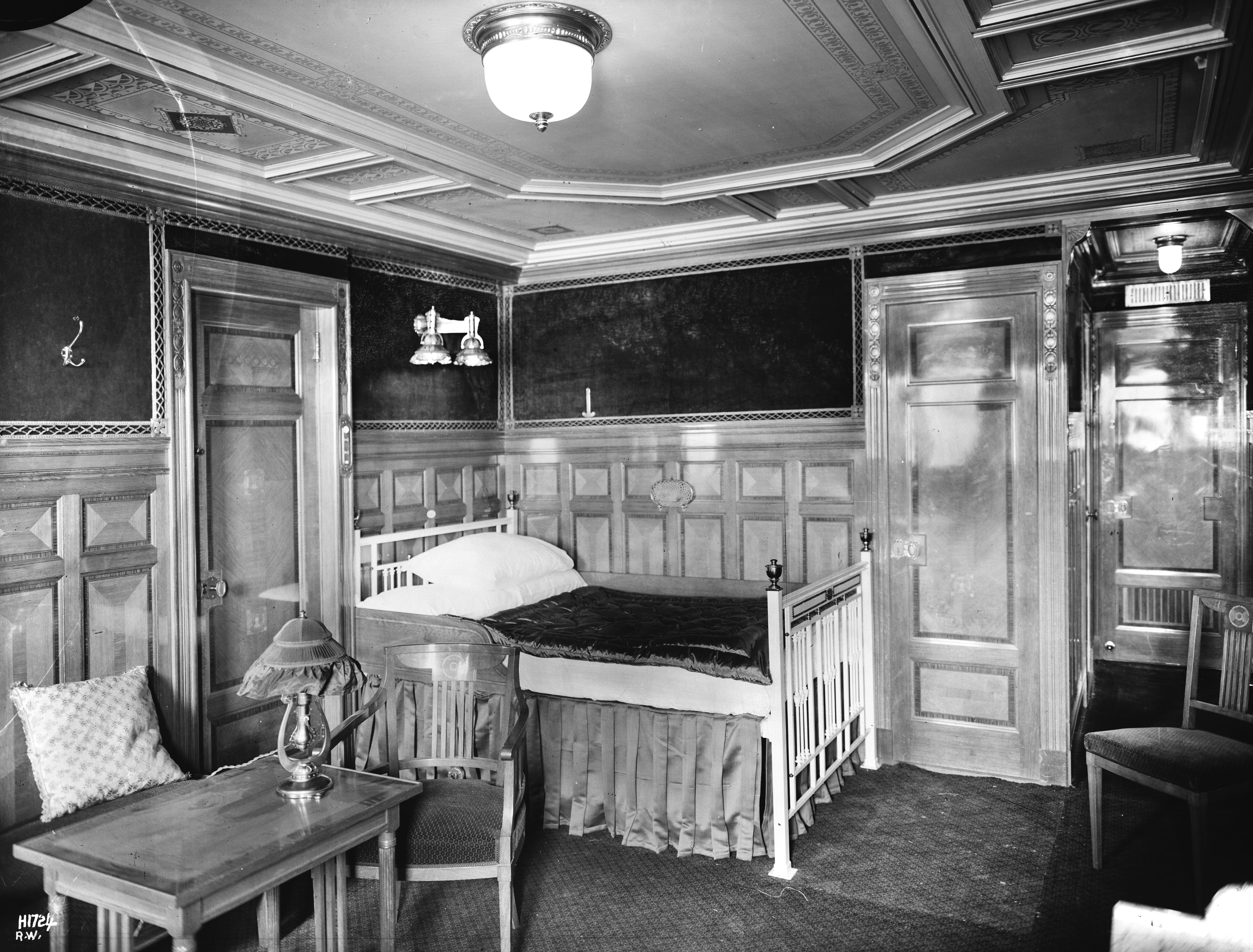
オランダ様式のB-57
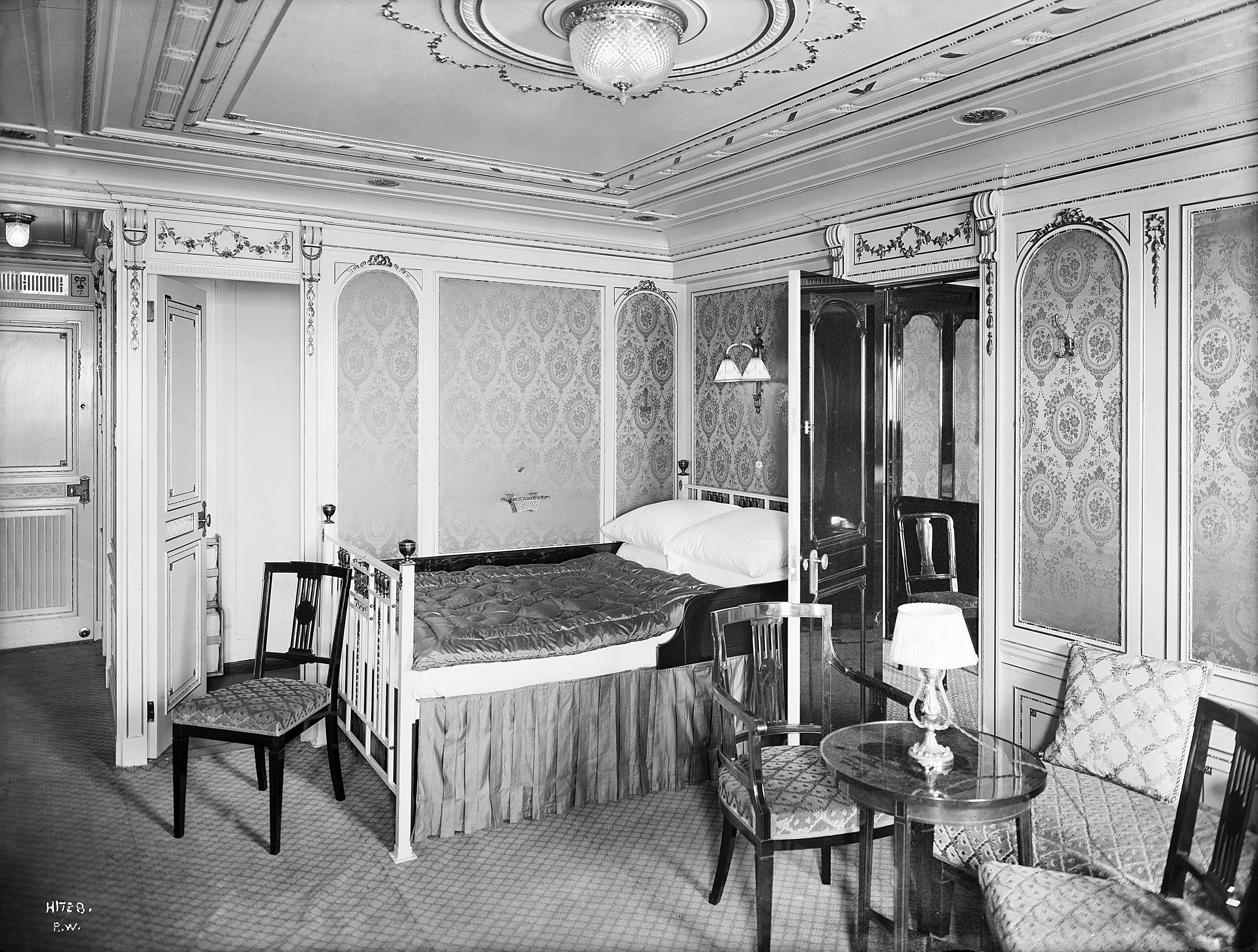
ルイ16世様式（英語版）のB-58
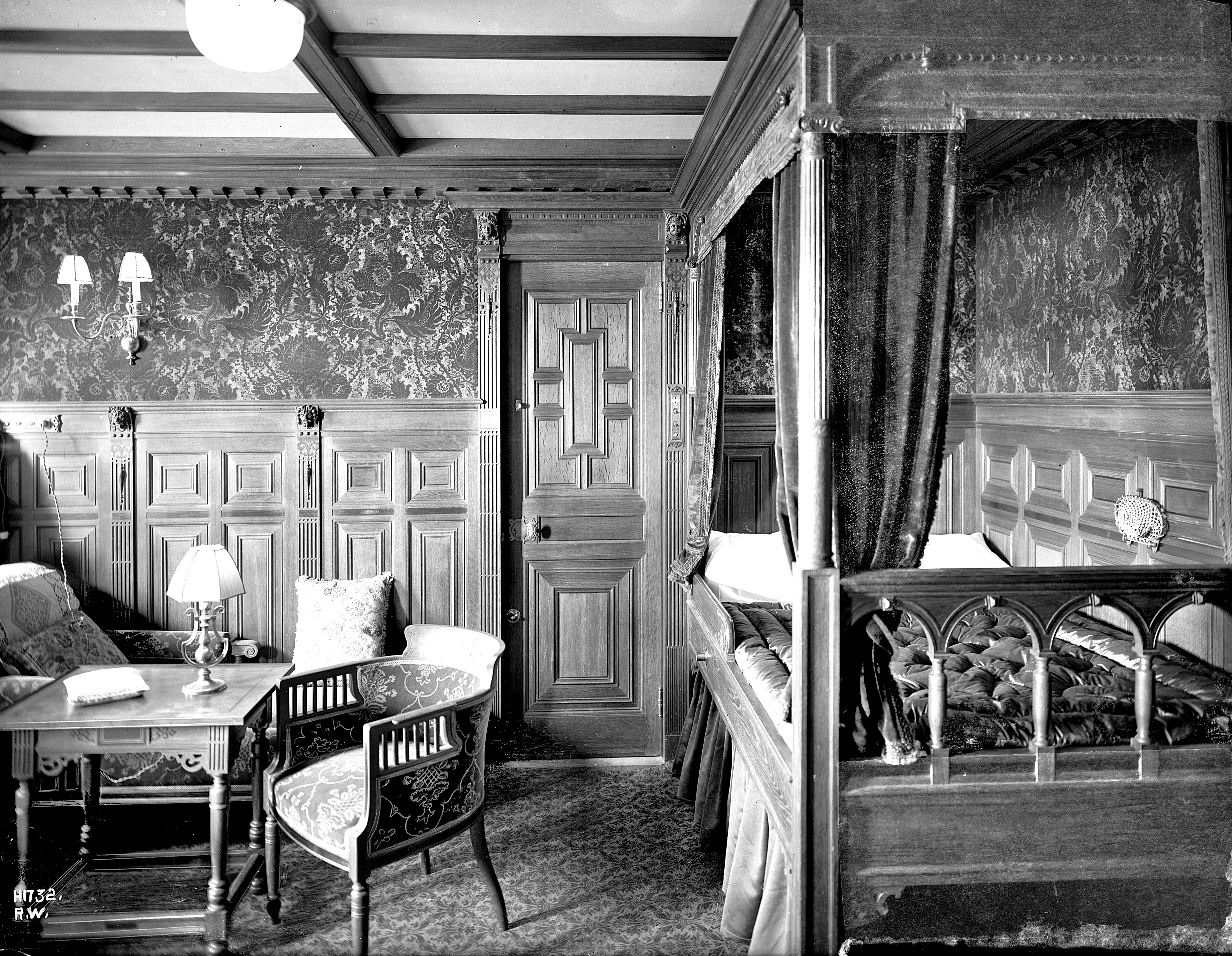
古オランダ様式のB-59

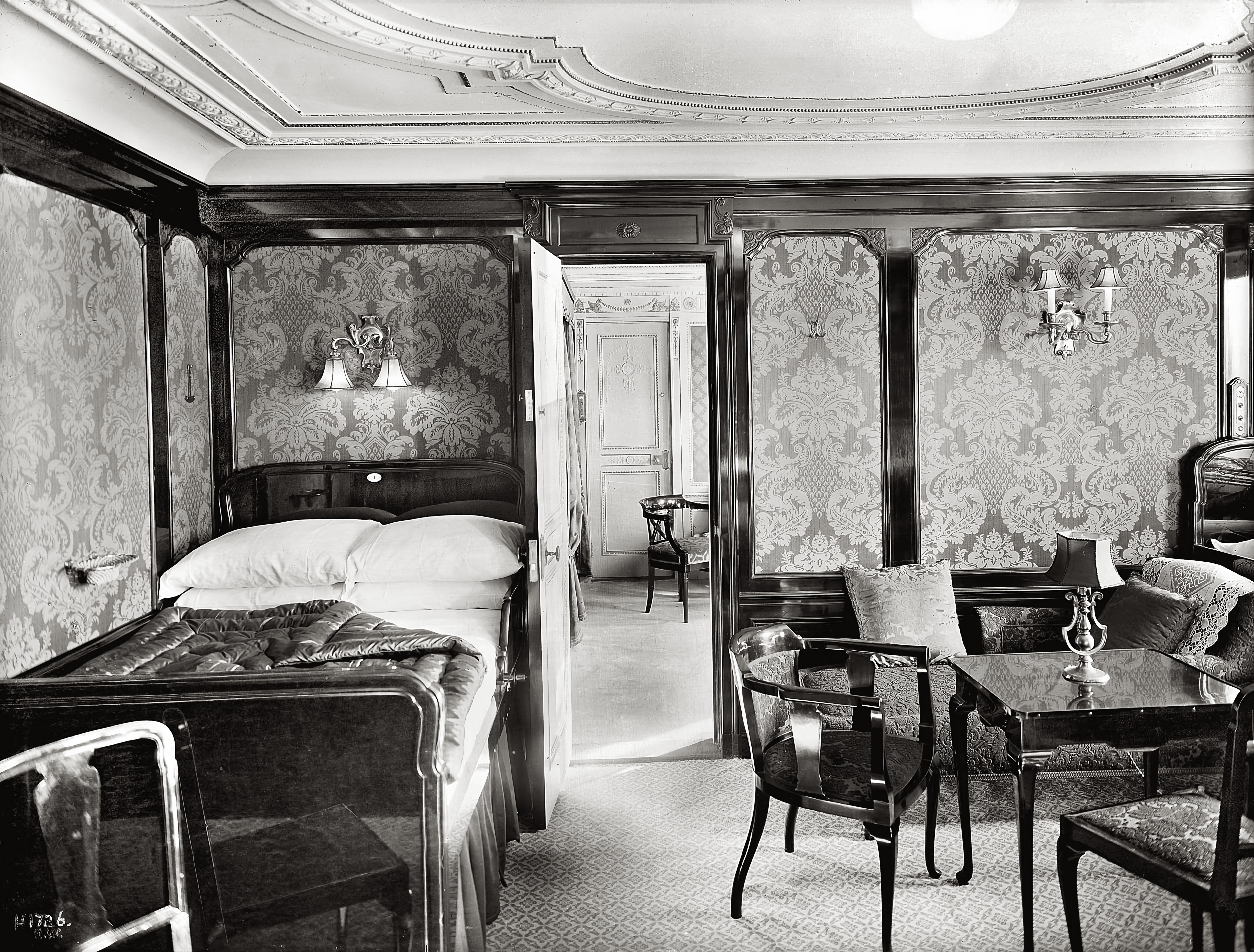
B-60
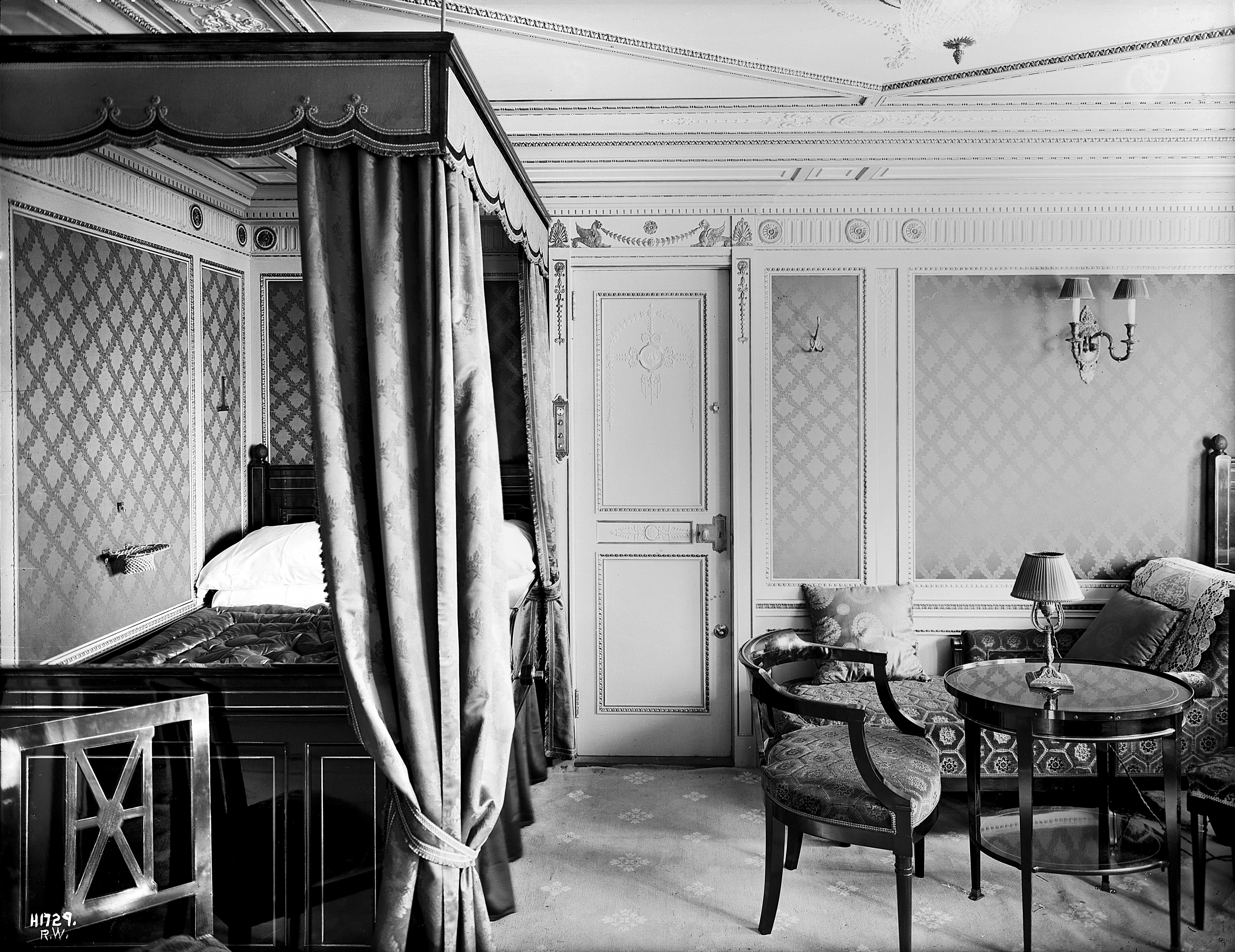
インペリアル様式のB-64
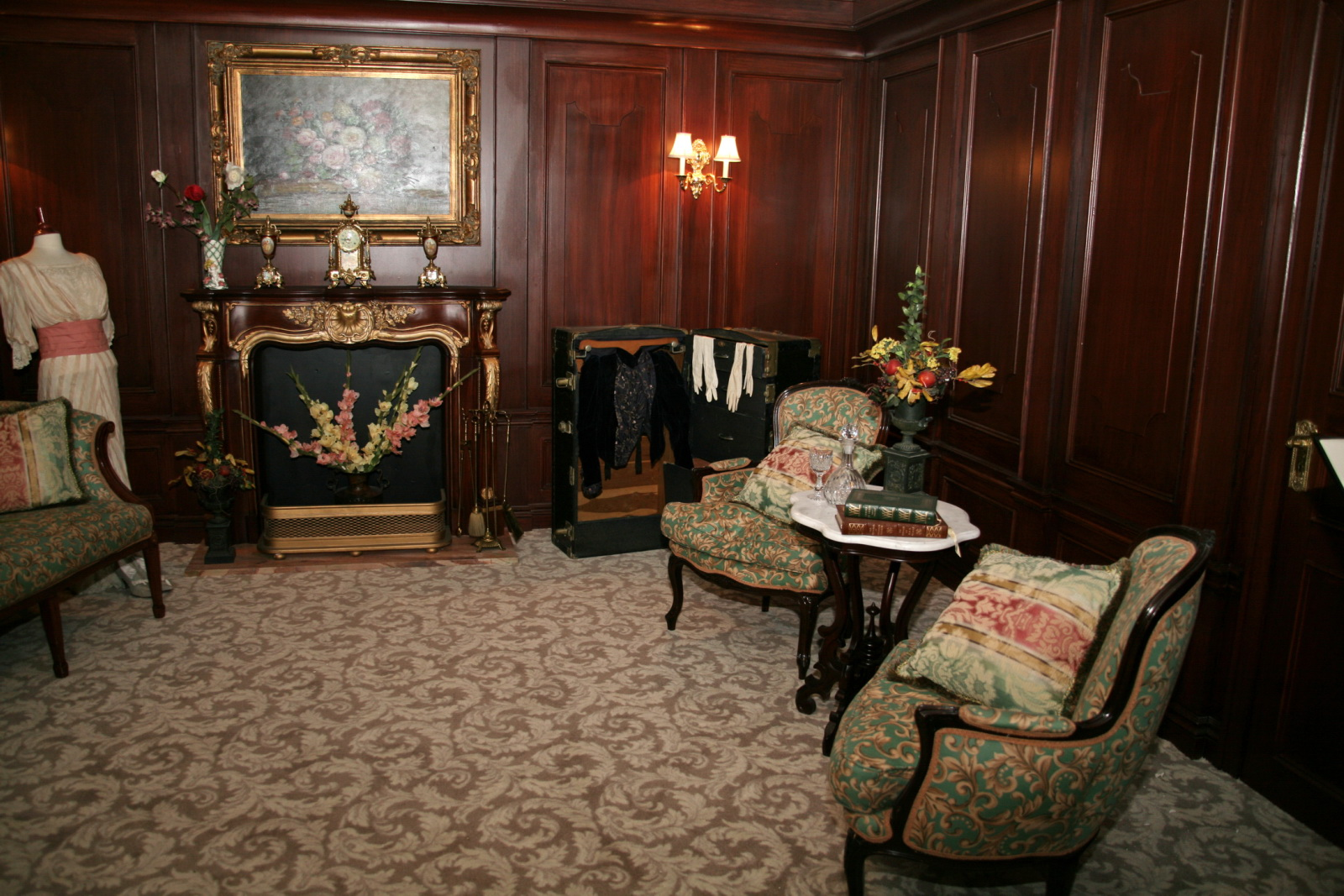
再現された一等客室（ミズーリ州ブランソンにあるタイタニック博物館（英語版））
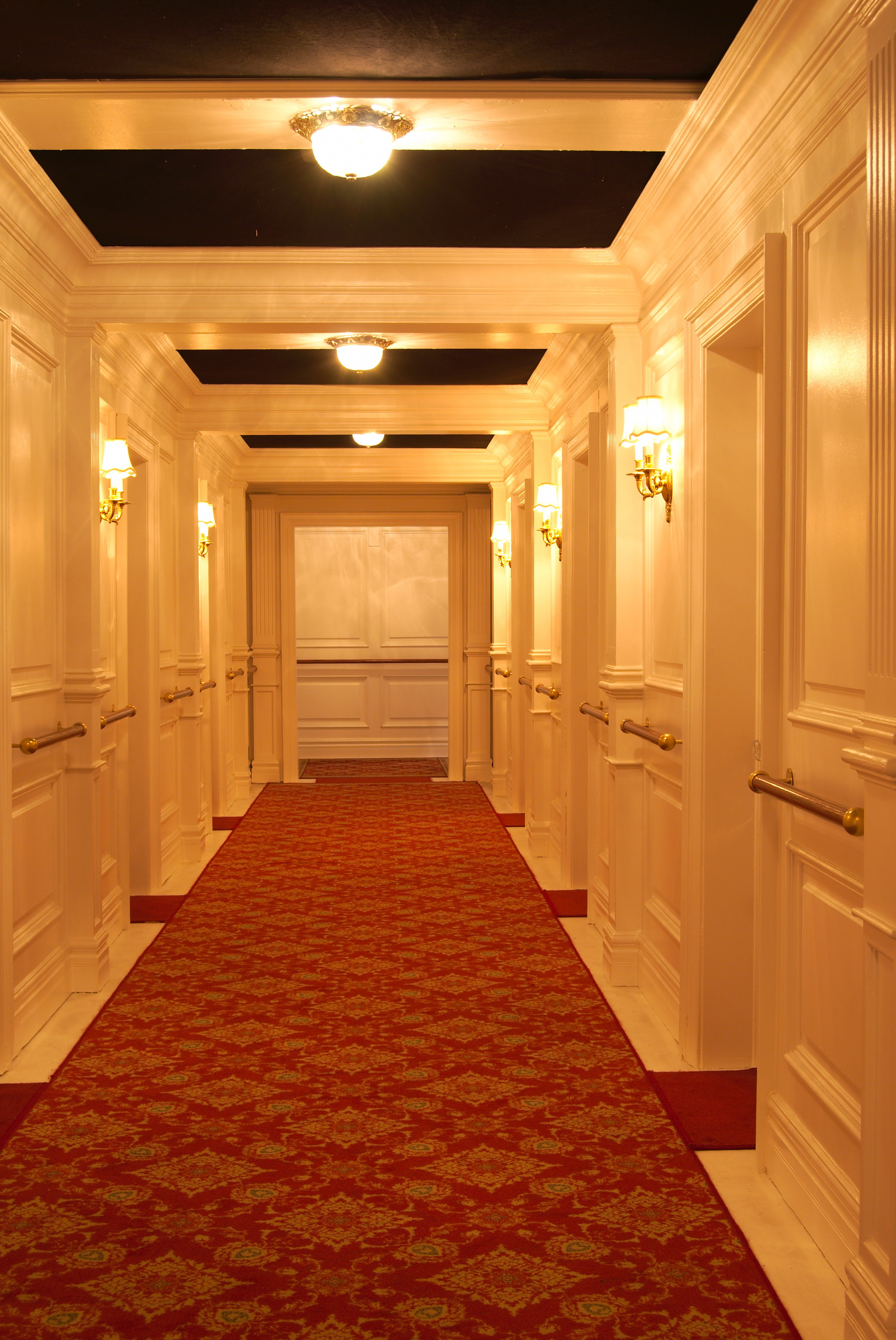
再現された廊下（同前）

### 一等客専用施設
Dデッキの一等客のダイニングルームは、500席あり、白いリンネルのテーブルクロス、きらめくクリスタルグラスや銀器類スコットランドアザミやイングリッシュローズ、フランス王室のユリ紋章などで飾られた椅子などで趣味よく飾られていた。
一等客の喫煙室はプロムナードデッキ（Aデッキ）にあったが、特に手が込んでおり、マホガニーのパネルを丹念に組み入れた壁、鉛入りのガラスパネルと食刻模様が入った鏡のはめ込み、リノリウムの床に美しい彫刻が広がり、天板に大理石を使ったテーブルの横には巨大な革張りのアームチェアが置かれていた。
ボートデッキにあるジムには固定自転車や機械木馬や機械ラクダなどが置かれていた。固定自転車は壁面に取り付けられた大型文字盤上の大きな赤と青の針に接続されており、漕いだ距離が分かるようになっていた。
スカッシュコートやスイミングプール、トルコ風呂なども存在した。
一等客用には三基のエレベーターが存在した。

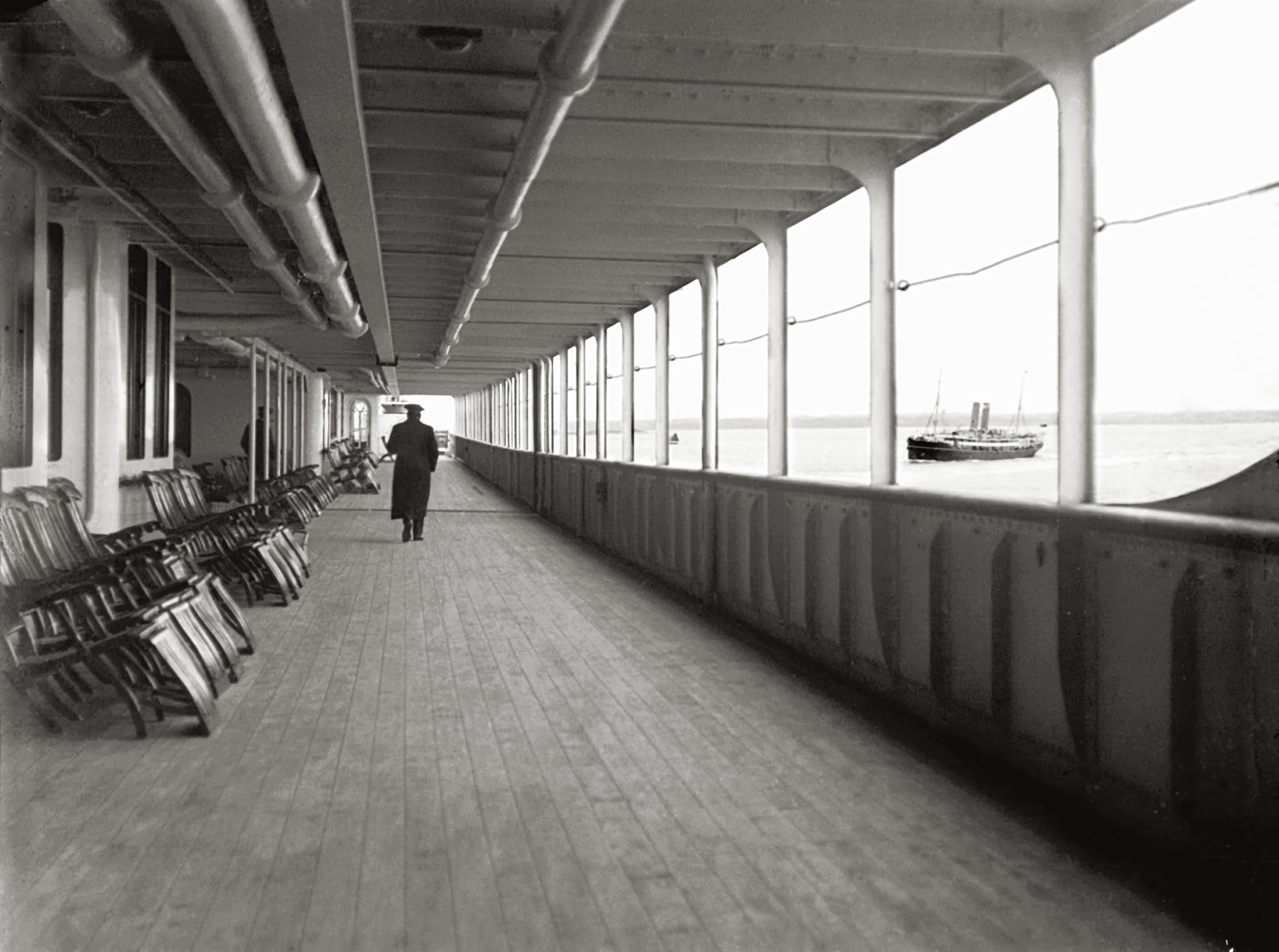
Aデッキのプロムナードデッキ
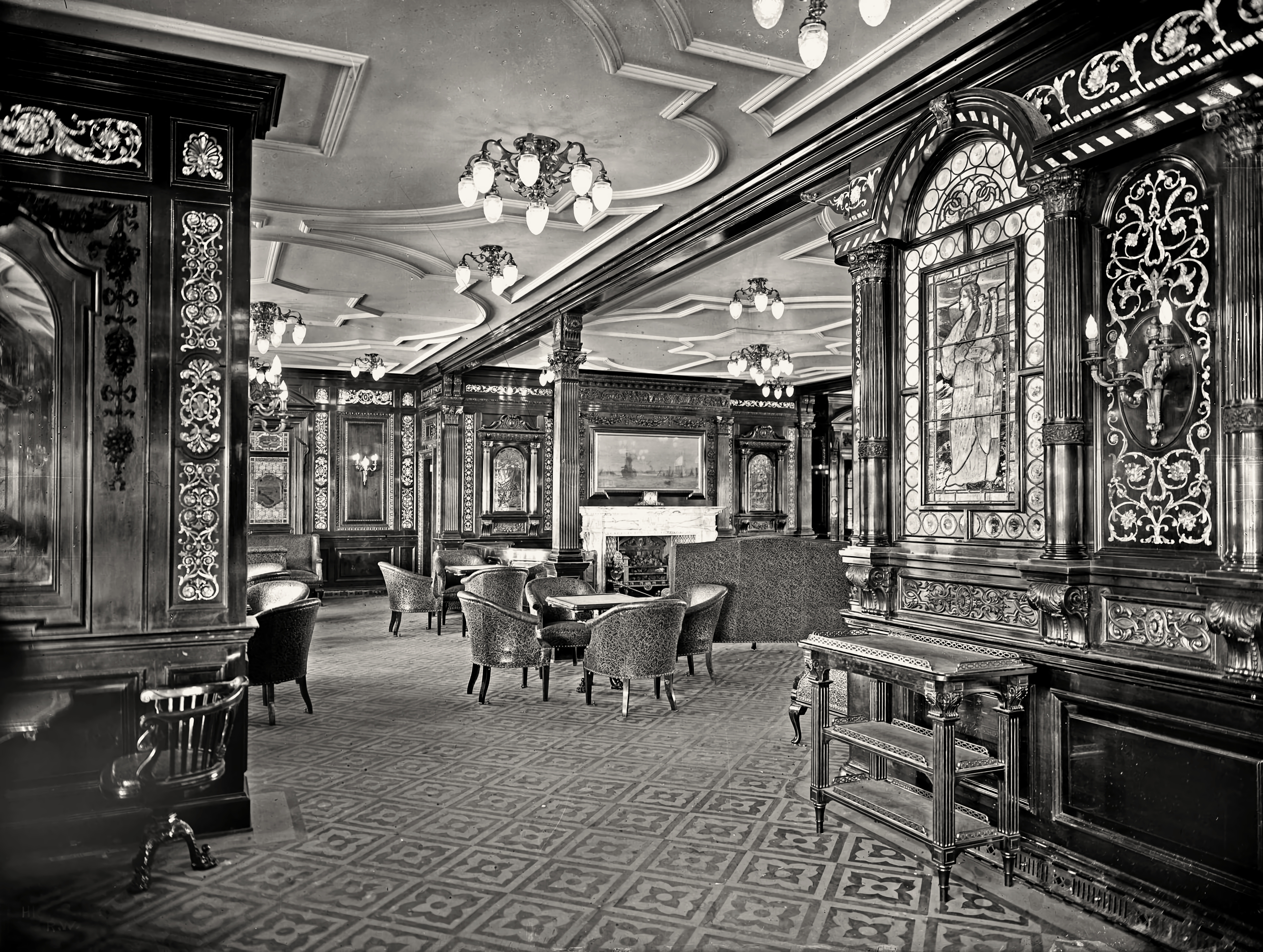
Aデッキの喫煙室（画像は姉妹船オリンピック号の物）
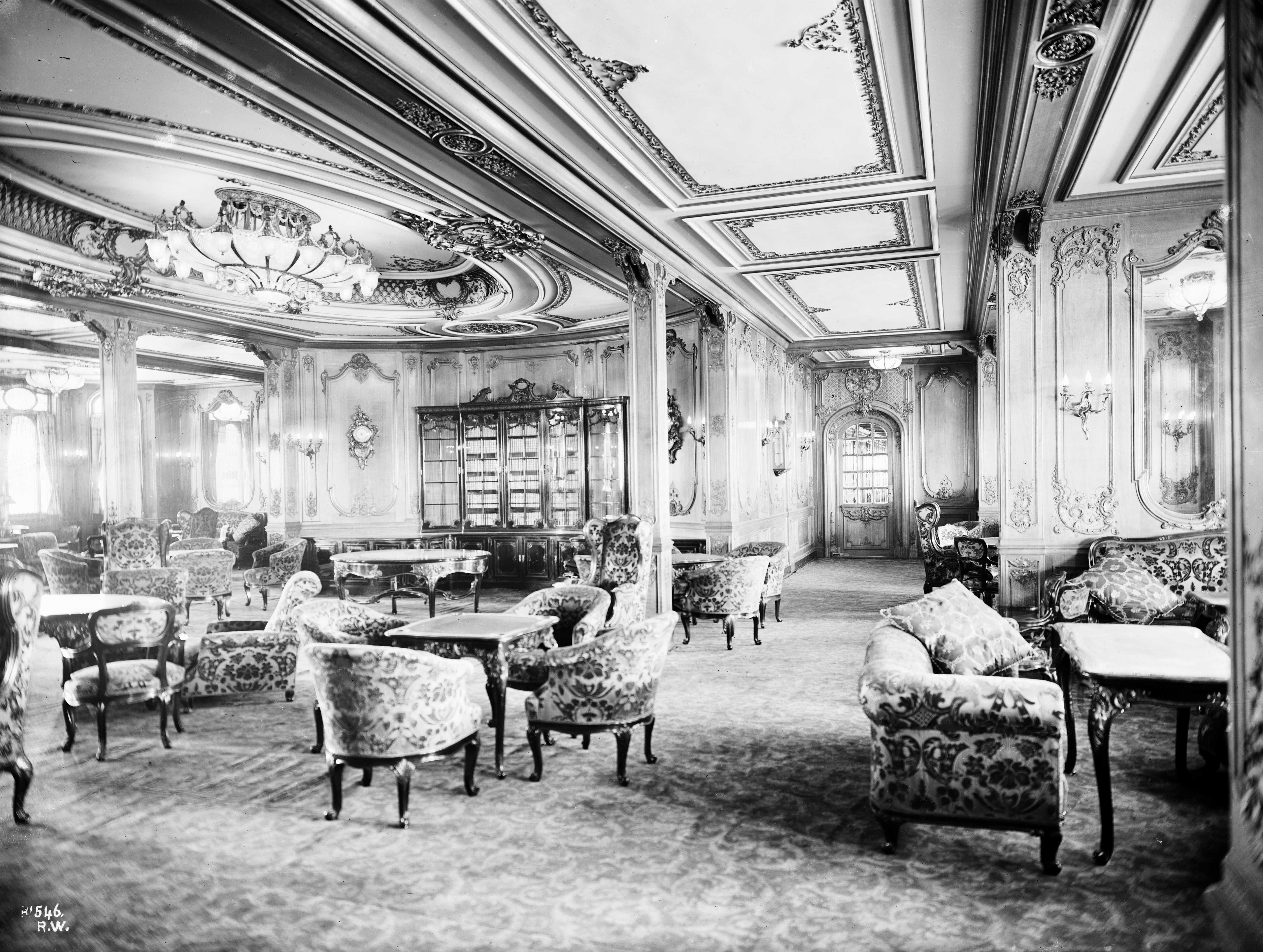
Aデッキのルイ16世紀様式のラウンジ（同前）
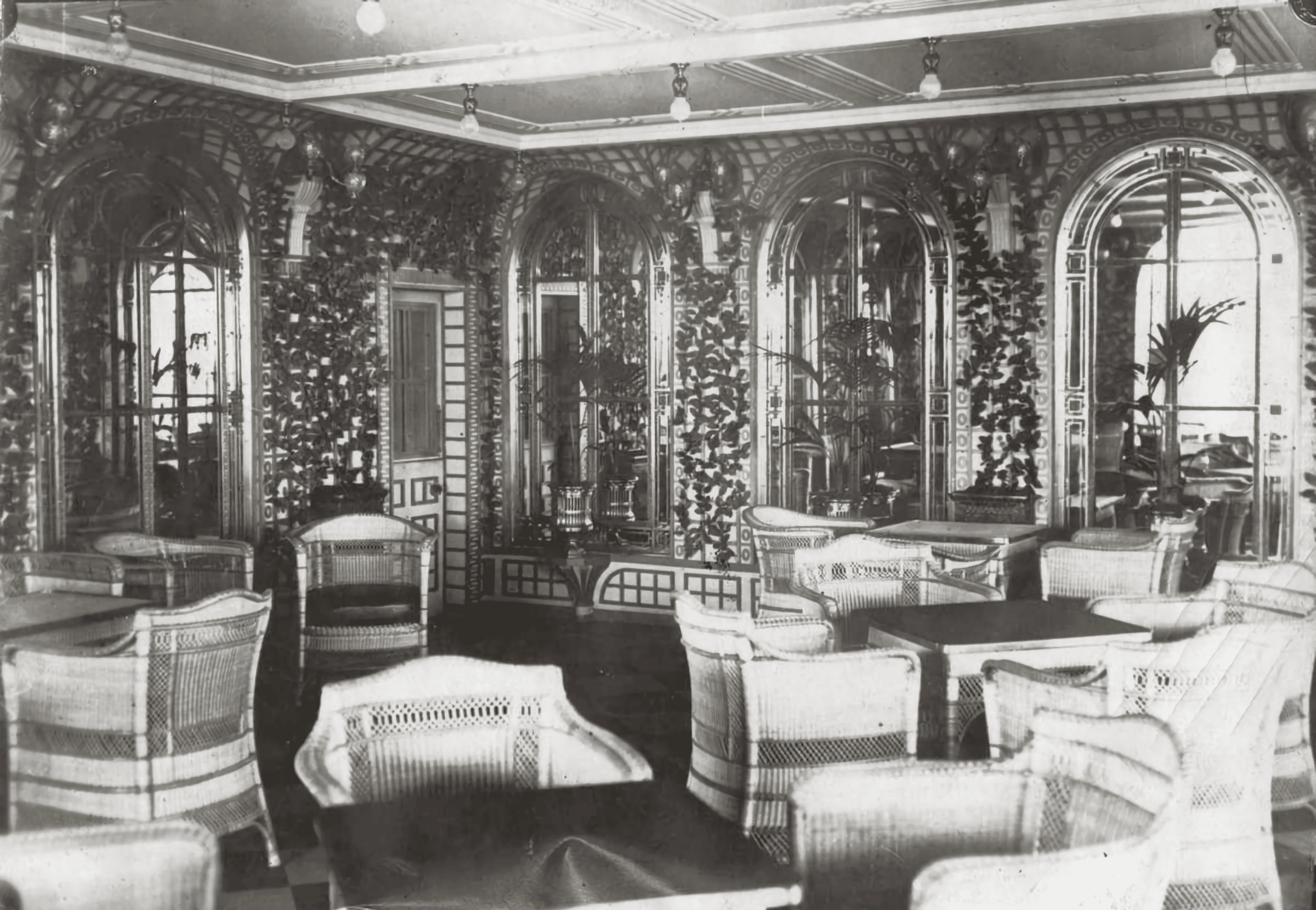
Aデッキのカフェ・ベランダ

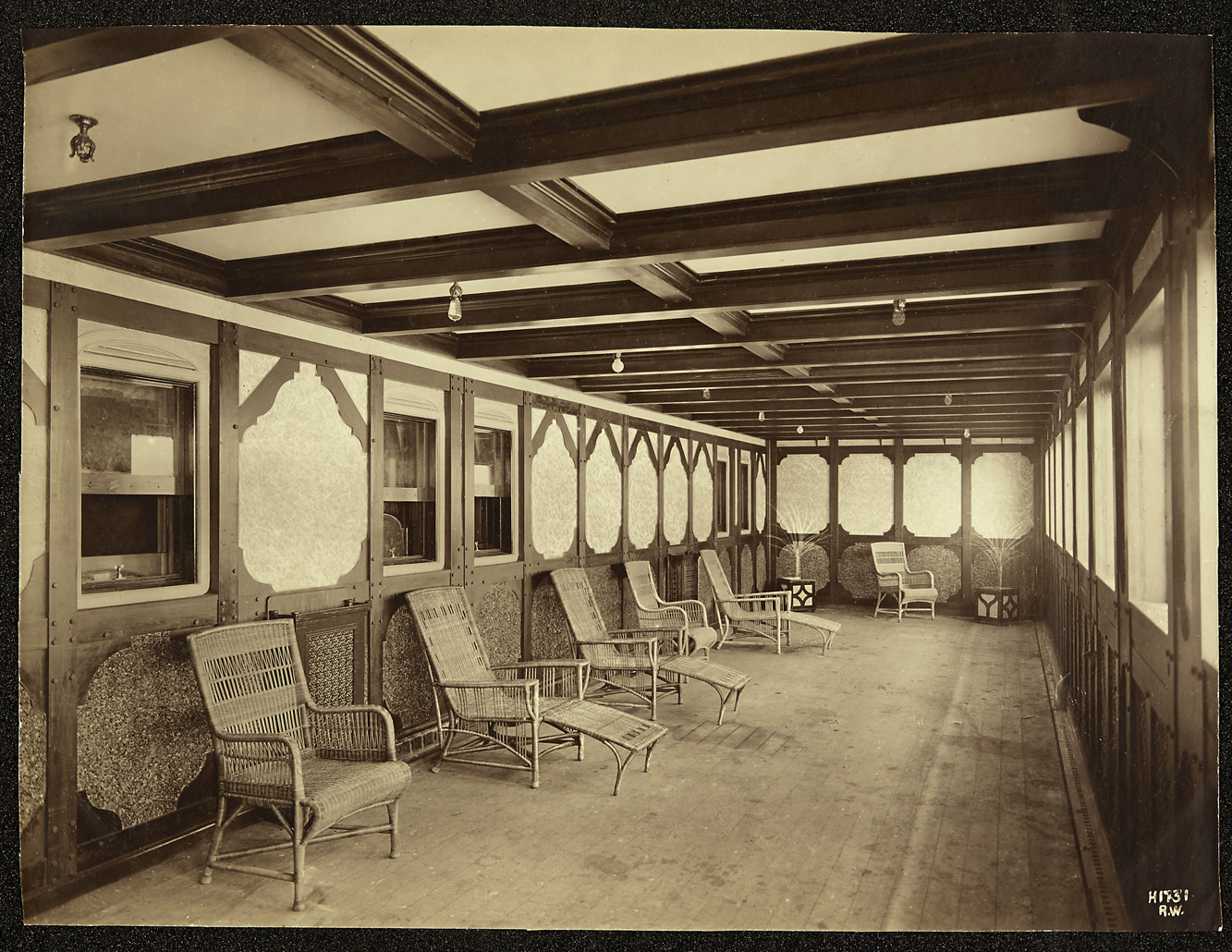
Bデッキのプライベートプロムナードデッキ
Bデッキのレストラン前にある大広間（ホワイトスターラインの宣伝イラスト）
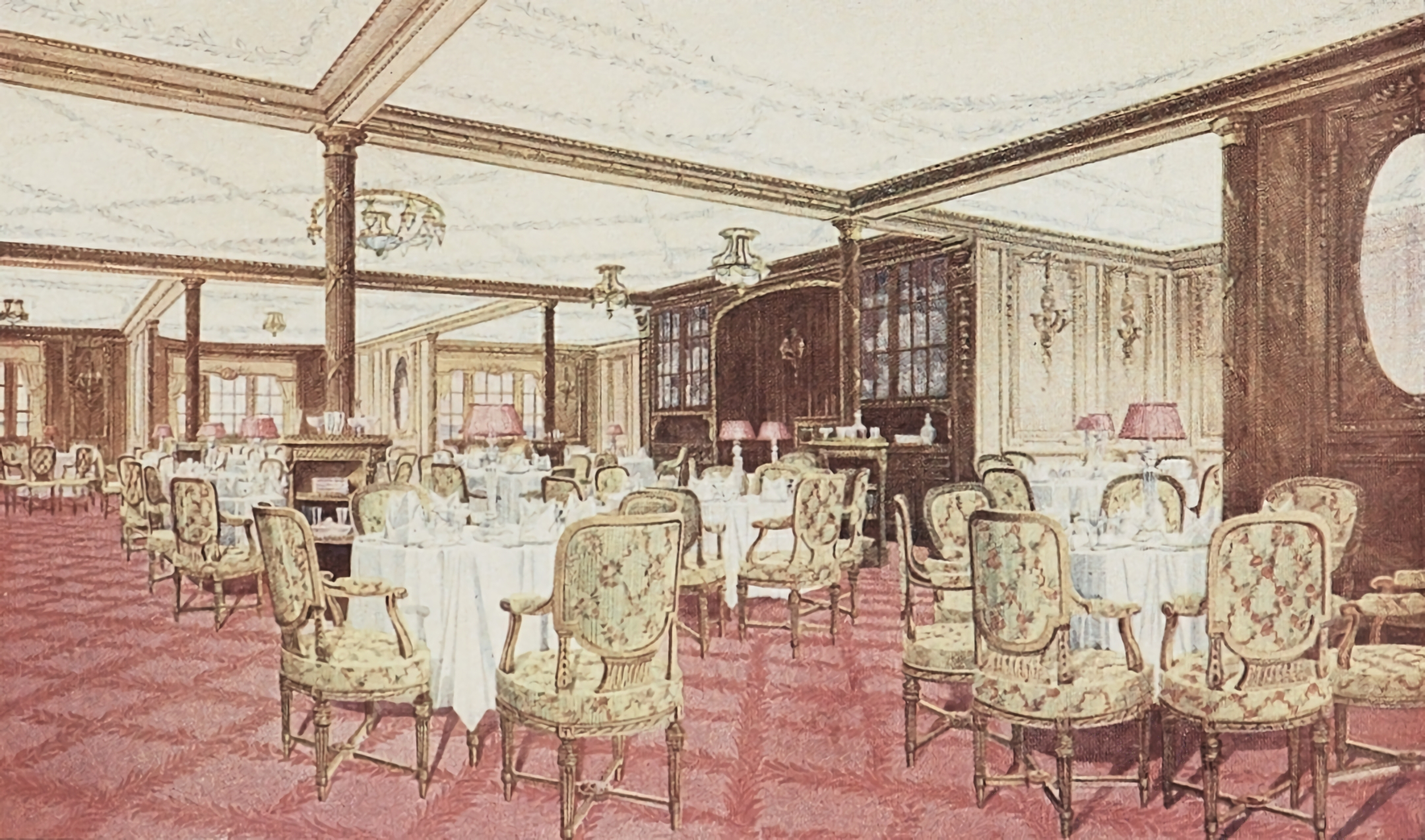
Bデッキのアラカルト・レストラン（同前）
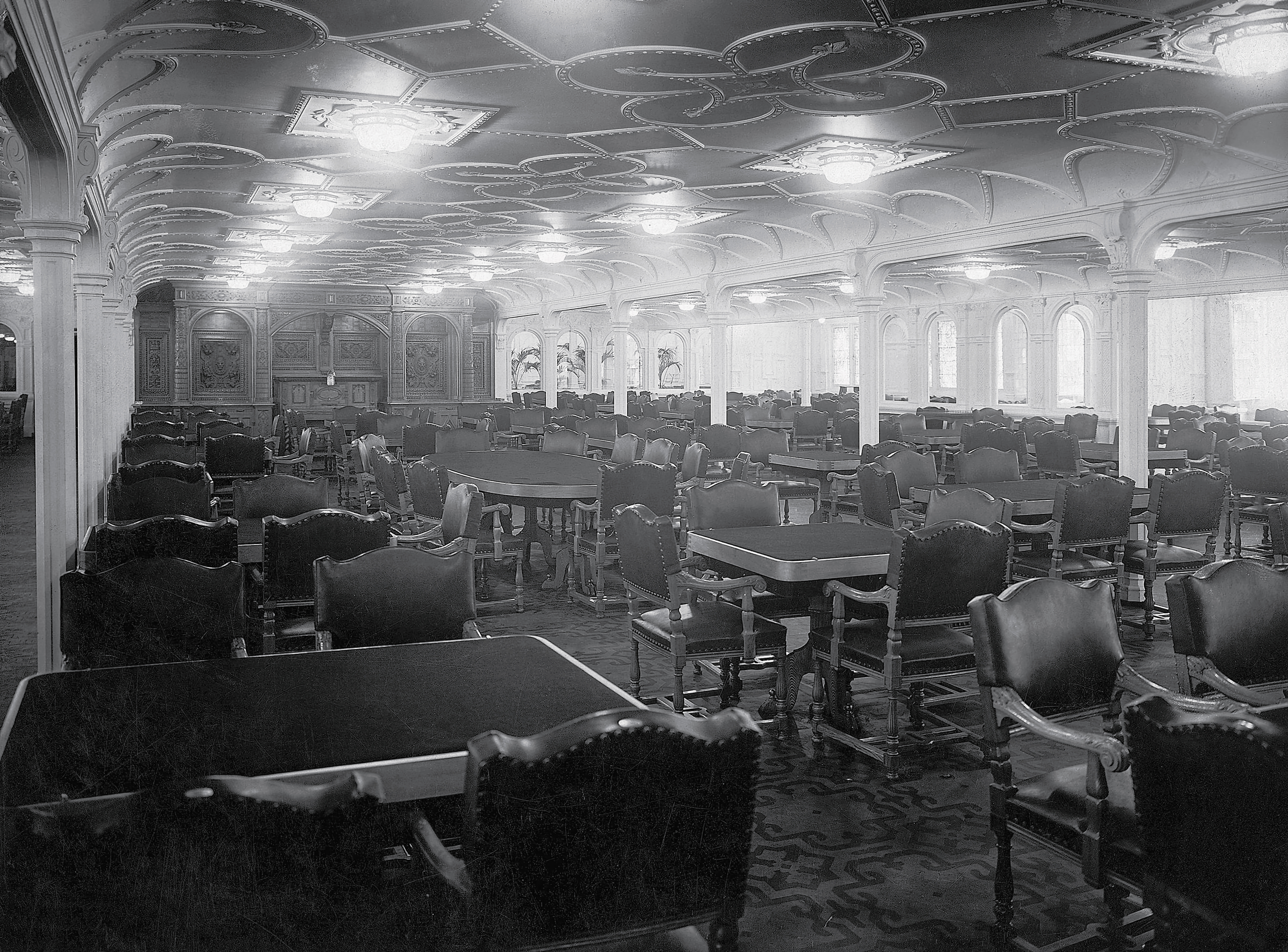
Dデッキのメインダイニングルーム（画像は姉妹船オリンピック号の物）

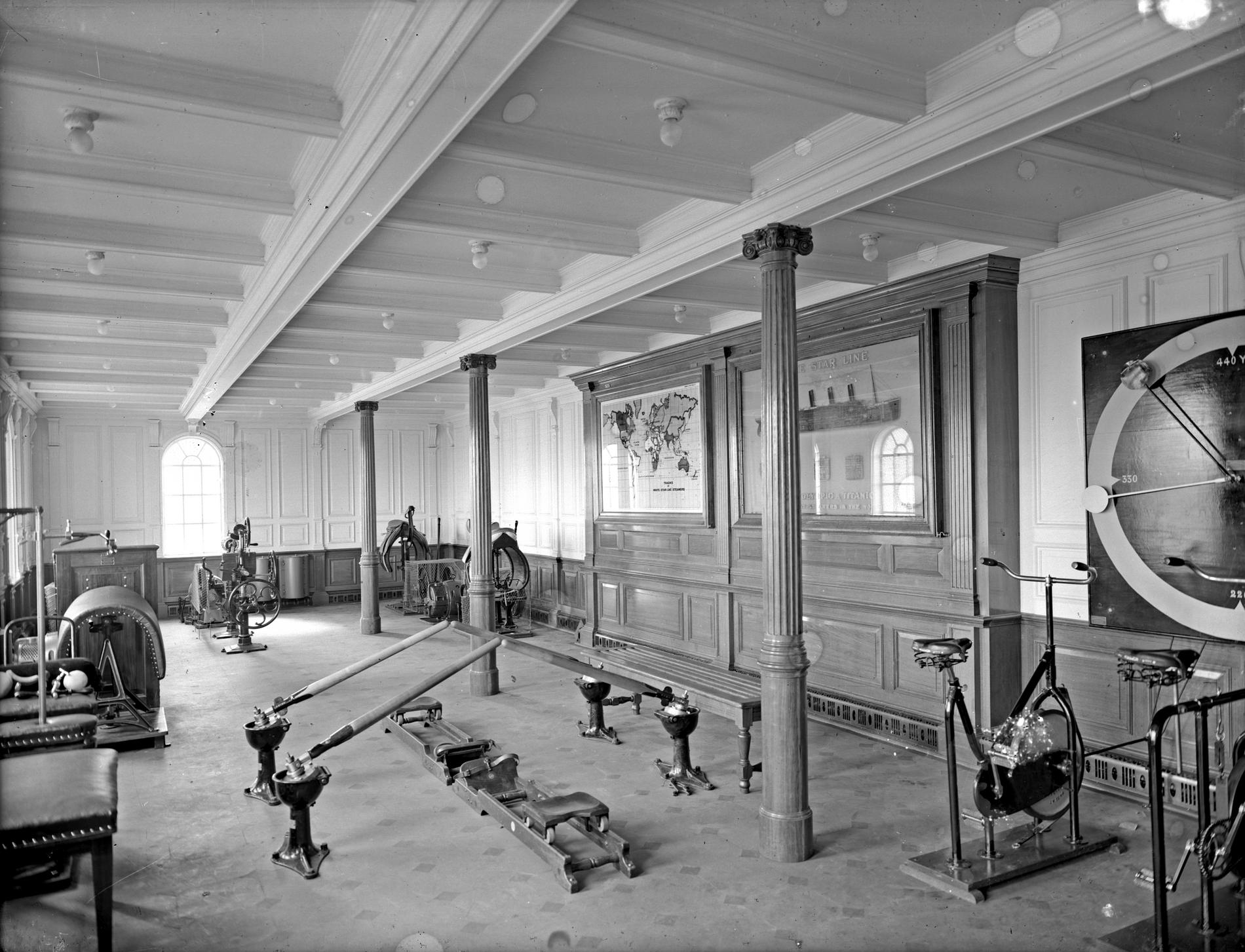
ボートデッキのジム
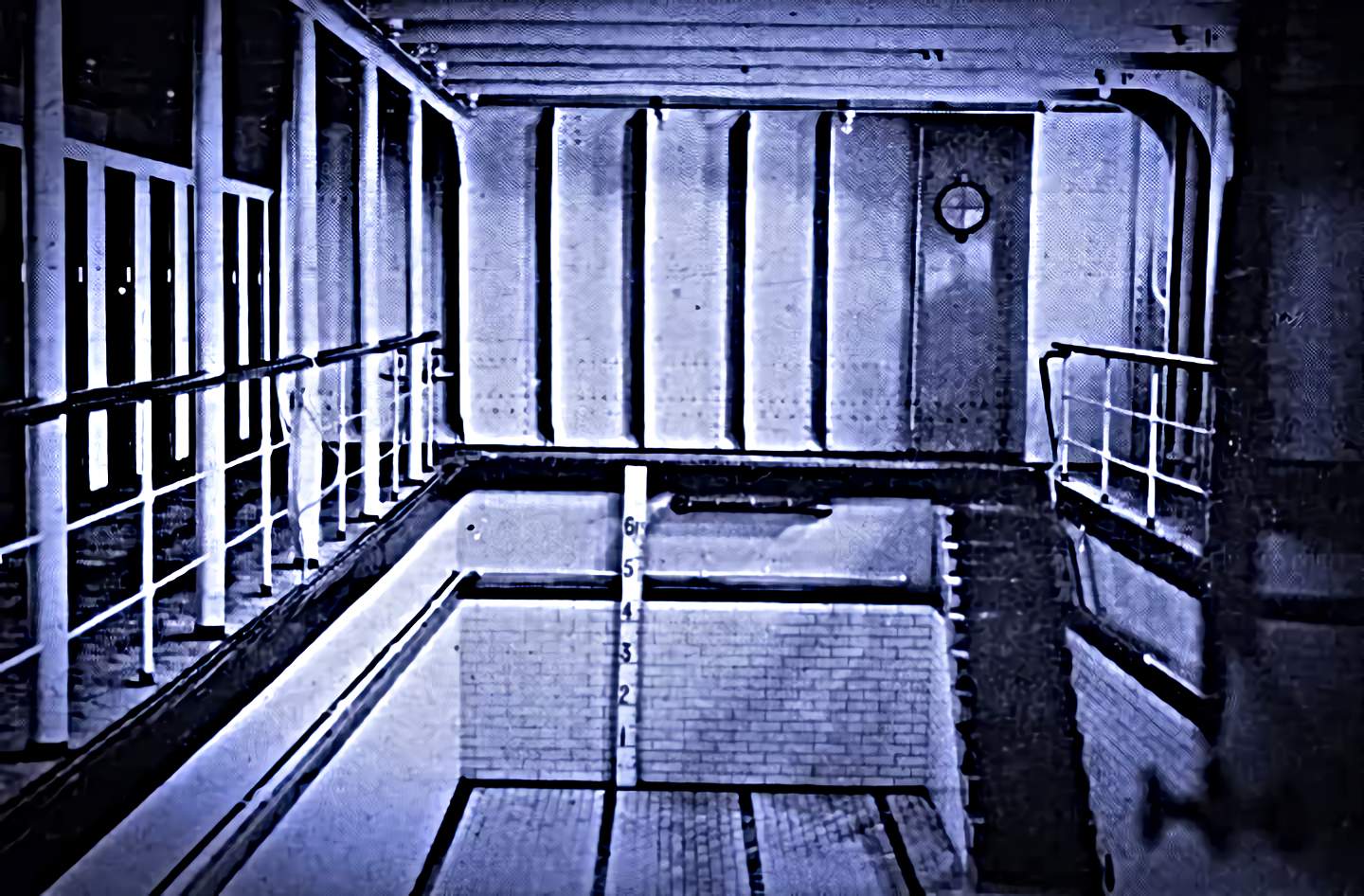
Fデッキのスイミングプール
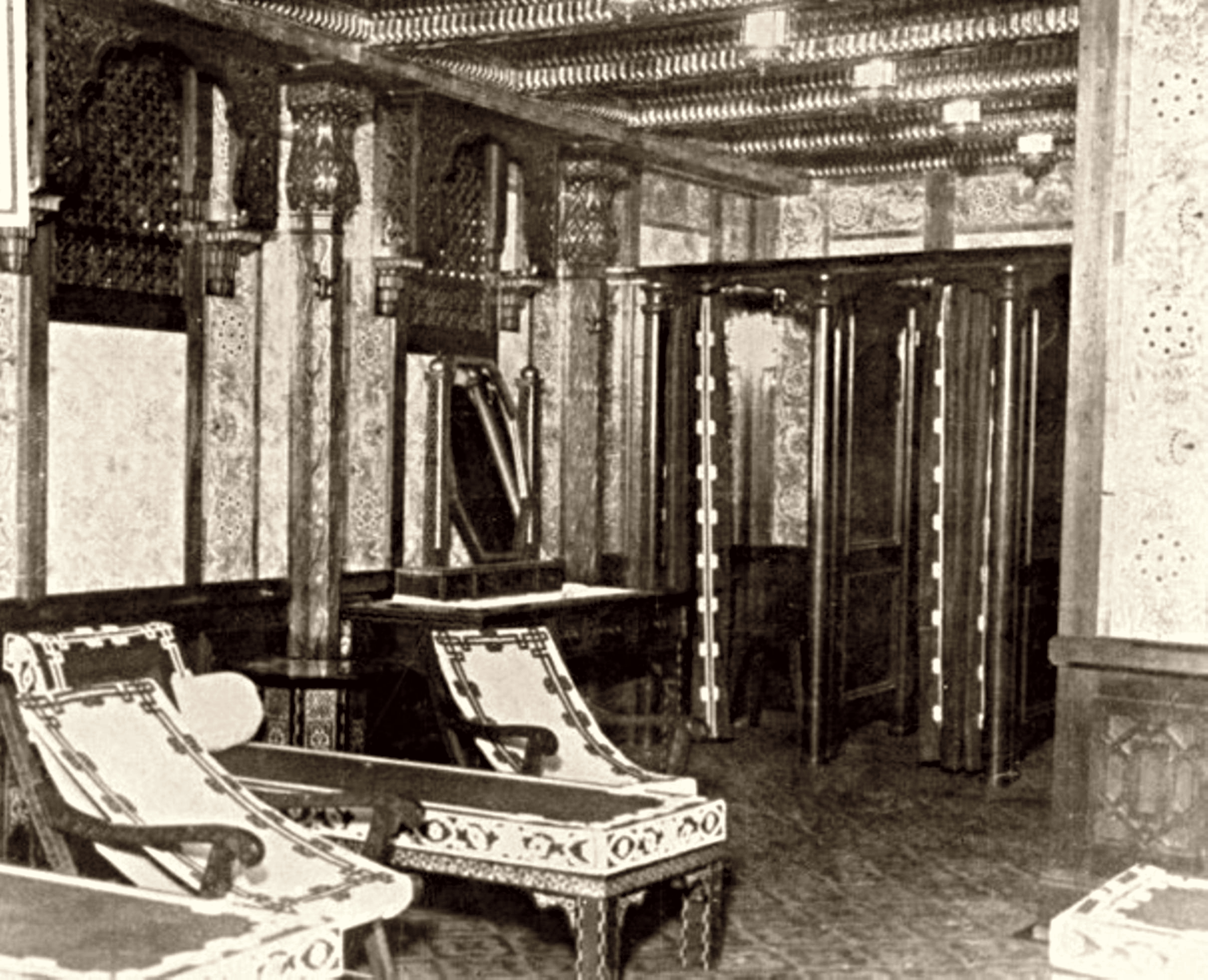
Fデッキのトルコ風呂
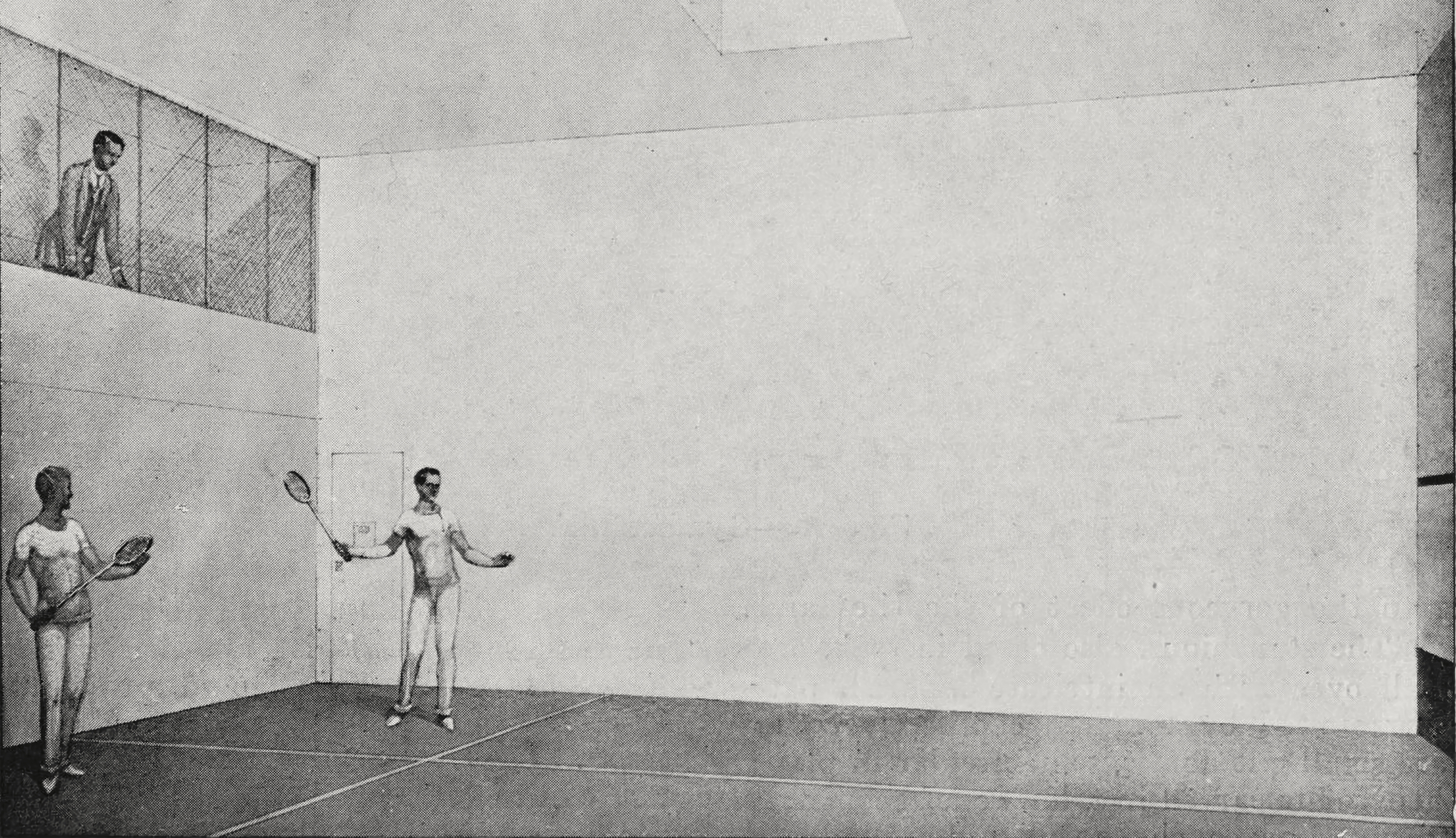
Gデッキのスカッシュコート（ホワイトスターラインの宣伝イラスト）

### 二等客室と専用施設
二等船室も職人技と精巧な作りが目立ち、他の船の一等船室に劣らぬレベルだった。二等の階段は一等の大階段ほど豪華ではなかったものの、十分に美しい階段だった。二等客用には1基のエレベーターが存在した。また一等と二等はダイニングルームこそ違えど、厨房は同じだったので二等客は一流の料理人による料理を楽しむことができた。

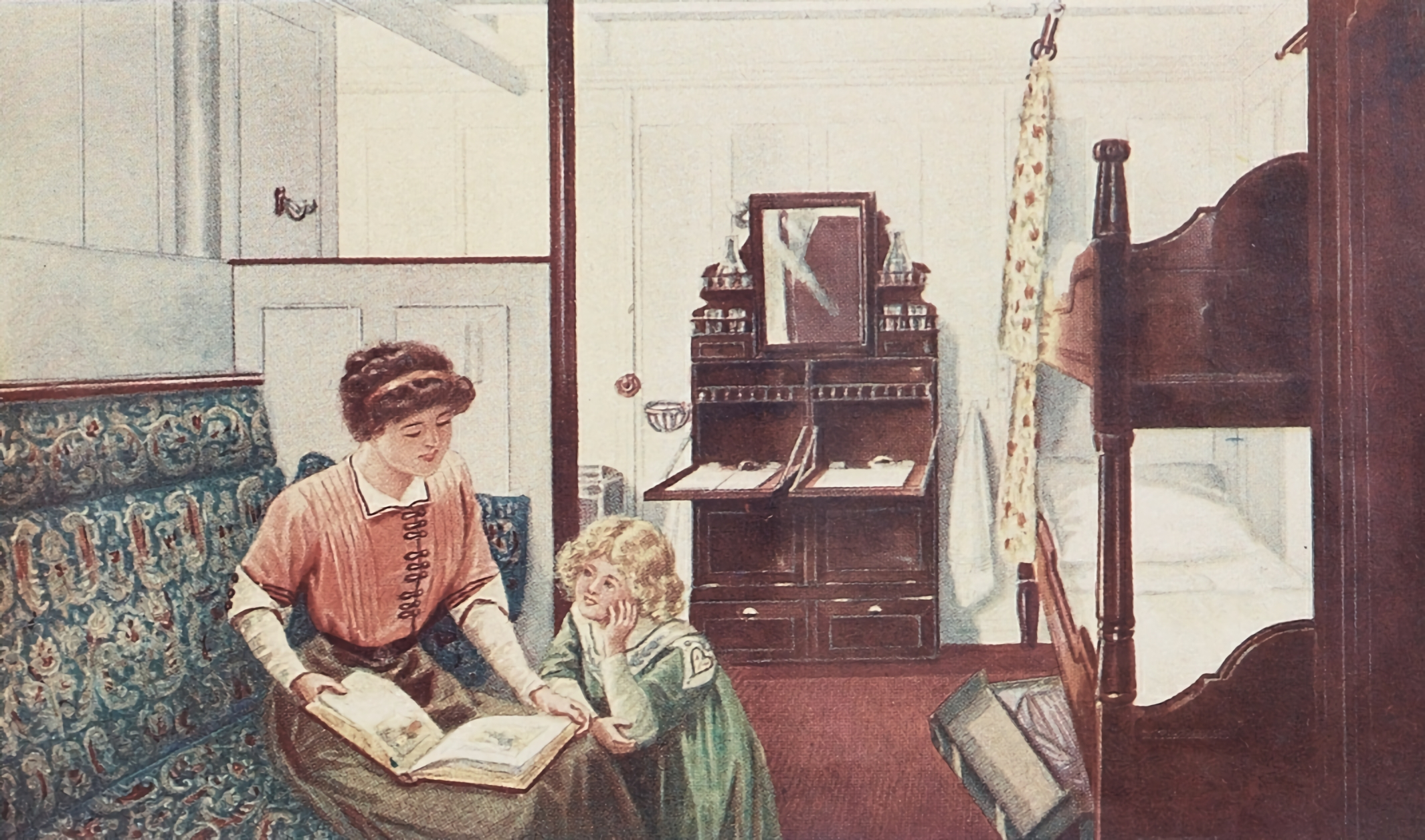
オリンピックとタイタニックの二等客室（ホワイトスターラインの宣伝イラスト）
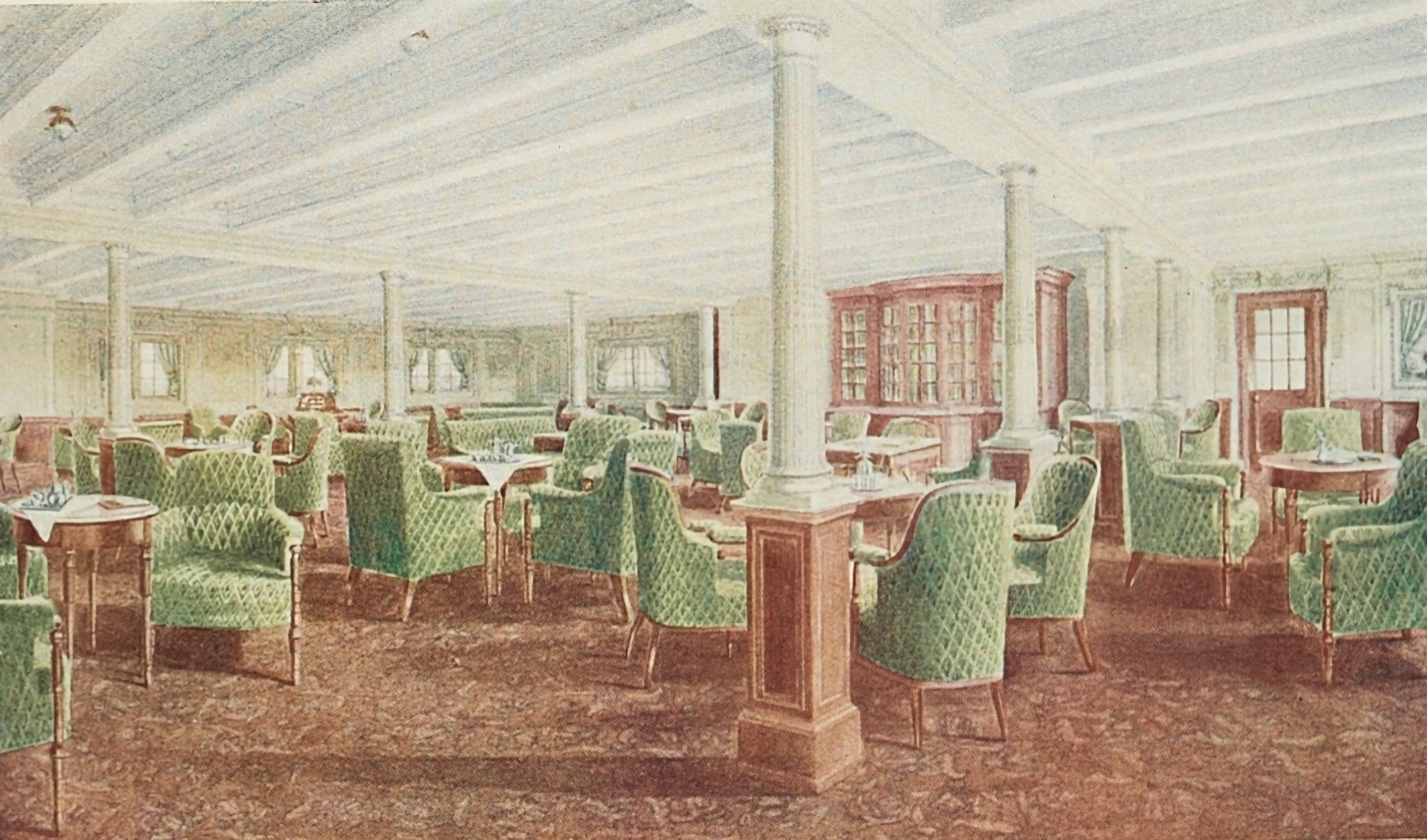
オリンピックとタイタニックの二等客用のライブラリー（同前）
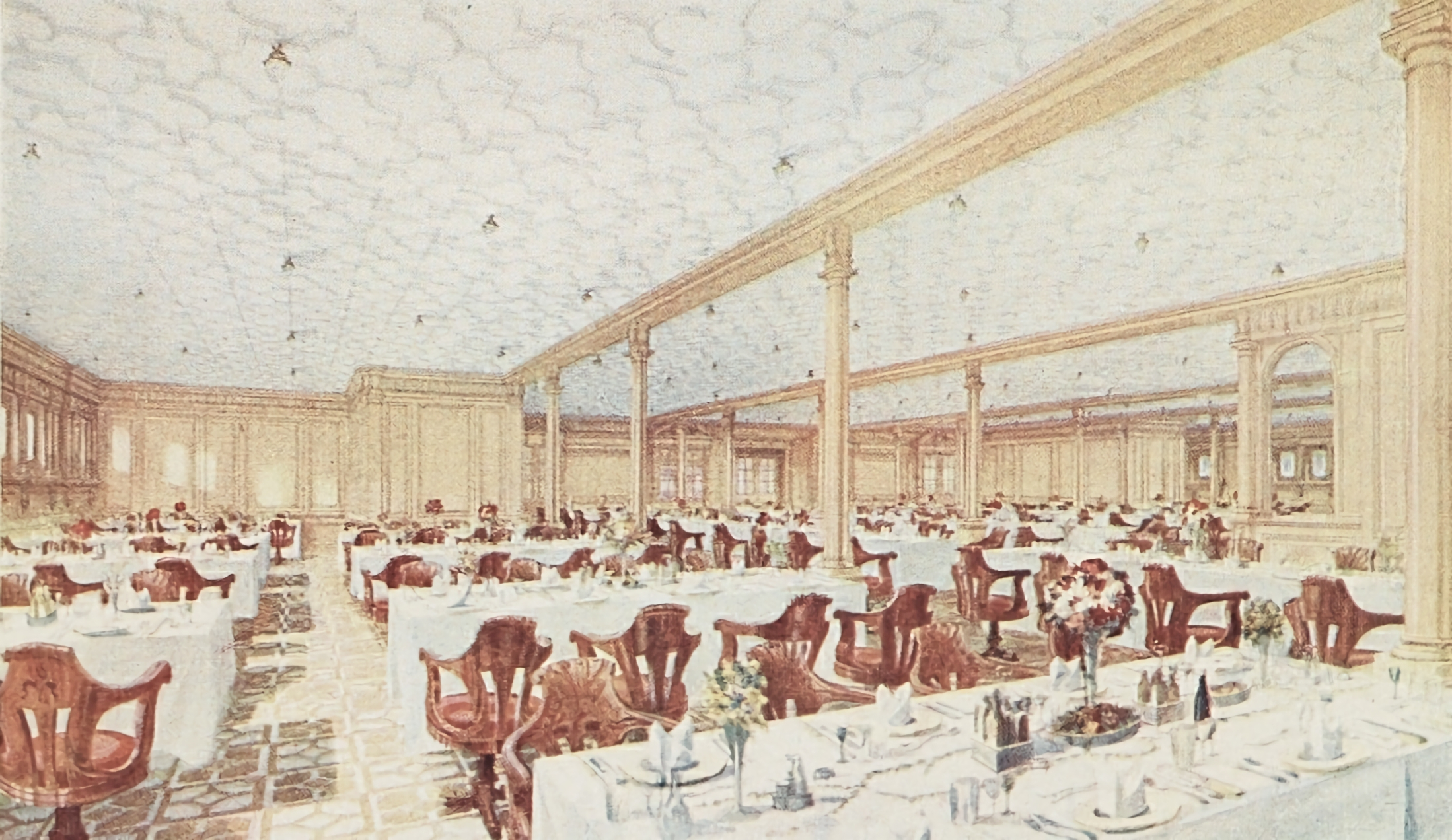
オリンピックとタイタニックのDデッキにある二等客用のダイニングルーム（同前）

### 三等客室と専用施設
三等船室は船首と船尾に分かれており、独身男性と夫婦には船首側、独身女性と家族には船尾側が当てがわれた。これはホワイトスターライン社のピューリタン的思想に基づくもので、独身男性と独身女性を遠く離す意図からそうなっていた。三等船室は質素な作りであり、独身者は3～5人の同性者との相部屋だったが、夫婦や家族には個室が与えられた。三等の宿泊施設は船首と船尾にある常設部屋の他、移動式の木製間仕切りがある区画が存在し、船室の数や乗員数に合わせて調整を行った。使われなかったスペースは三等客の共用スペースとなった。三等客には楽器を演奏する人々がかなりいたことから、この共用スペースでは毎晩ダンスが催された。食事は豪華とは言えないまでも、それなりの物がたっぷりと支給された。貧しいアイルランド人移民などは船での食事の方がこれまで家で食べてきた食事よりずっと御馳走だと述べる者もあった。当時の基準で言えば、三等客でも乗船料に比してかなり待遇が良かったといえる。ただし、三等客（約700人）には2つのバスしか与えられなかった。しかもそのバスタブは2つとも船尾側にあるため、船首側の部屋を割り当てられた者は船尾側までの長い距離を歩かねばならなかった。

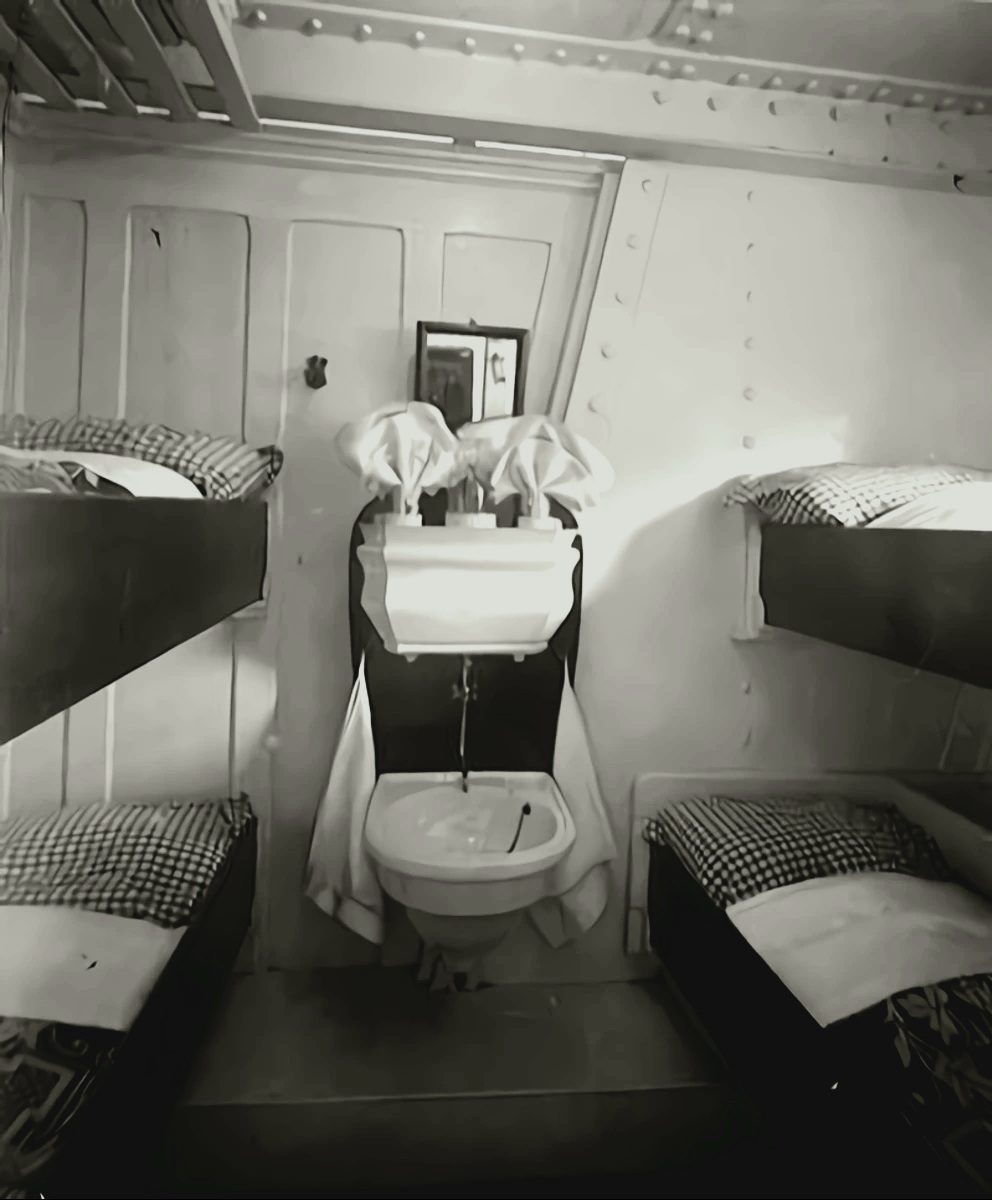
三等船室（画像は姉妹船オリンピック号の物）
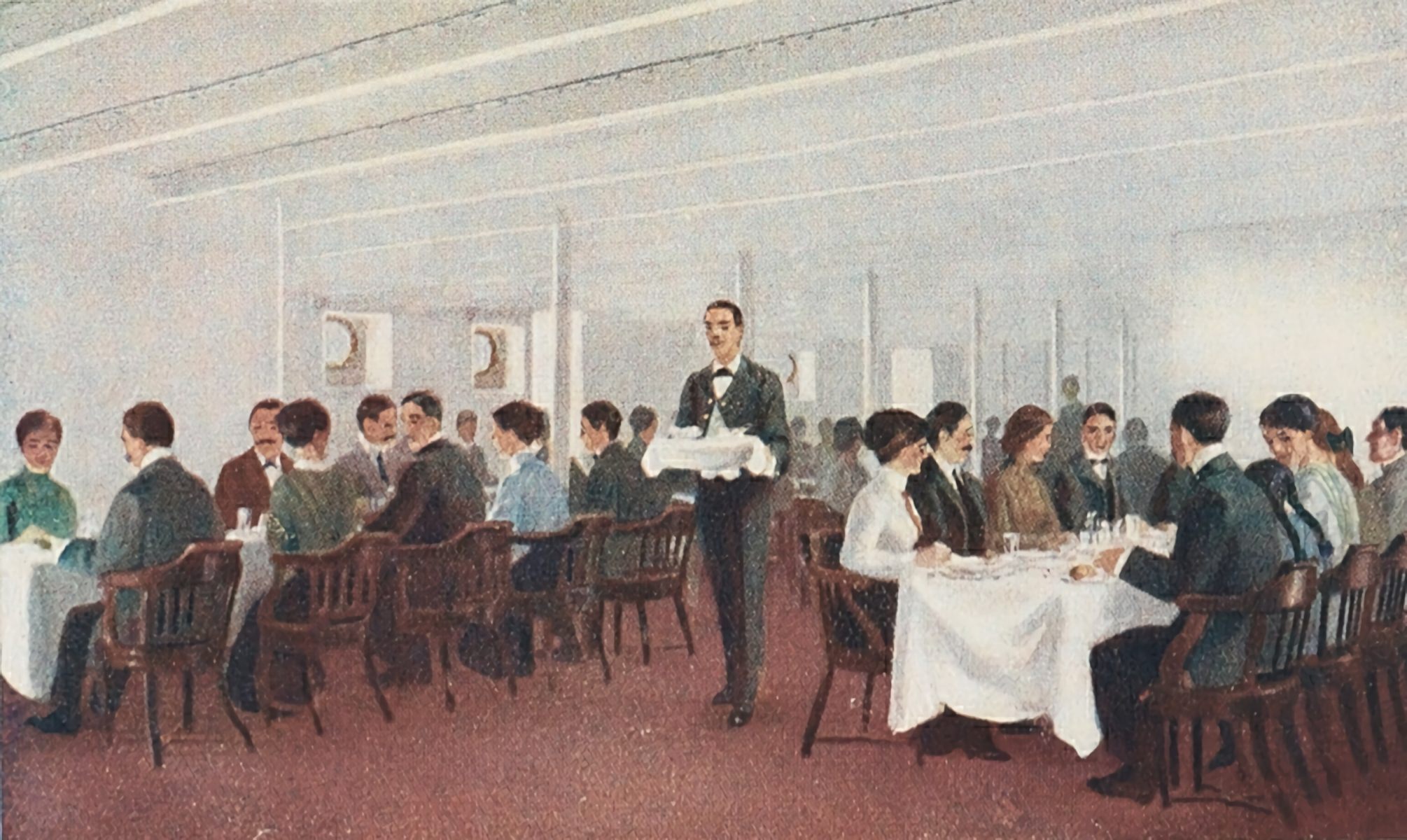
オリンピックとタイタニックの三等客用ダイニングルーム（ホワイトスターラインの宣伝イラスト）
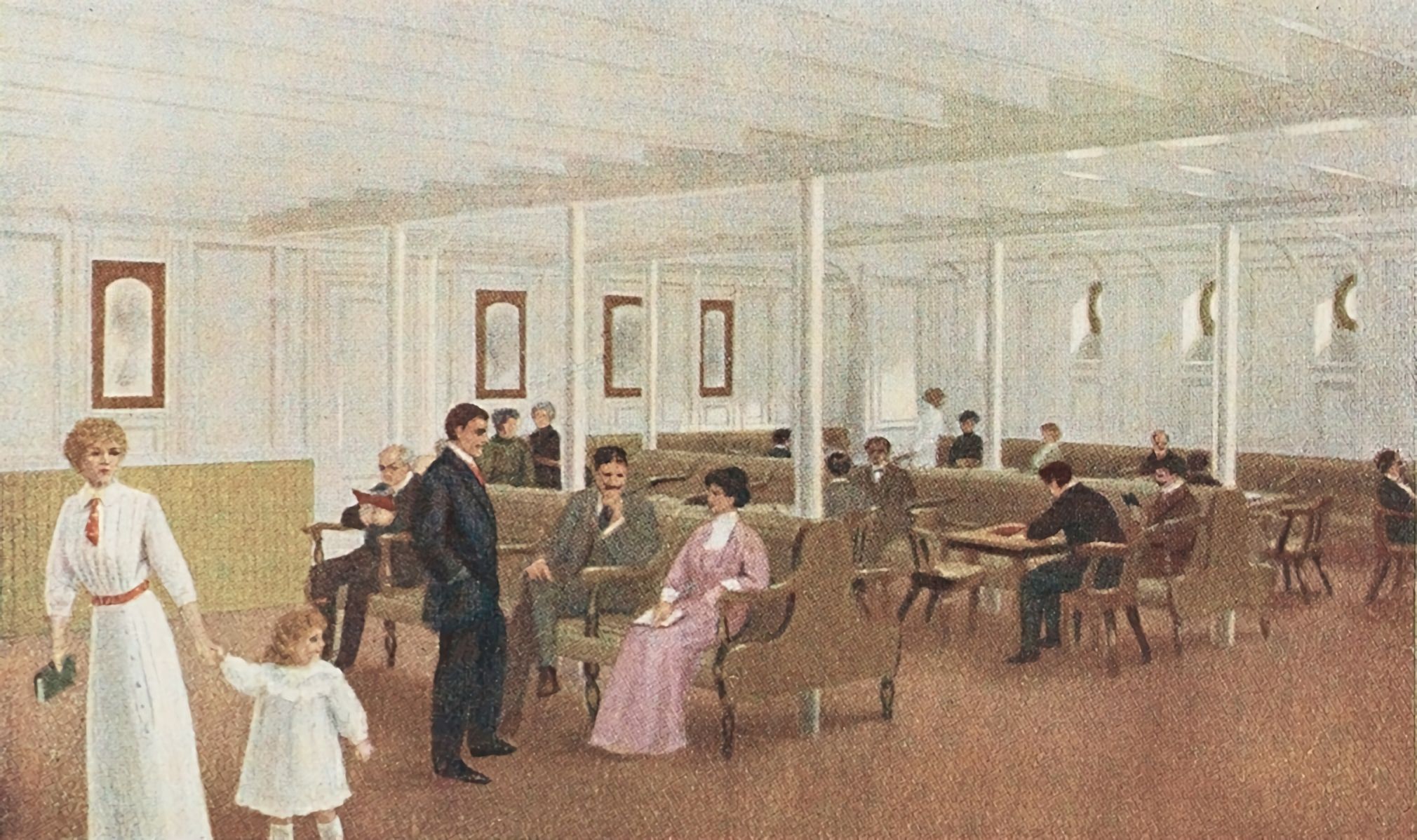
オリンピックとタイタニックの三等客用ジェネラルルーム（同前）

## オリンピッククラス

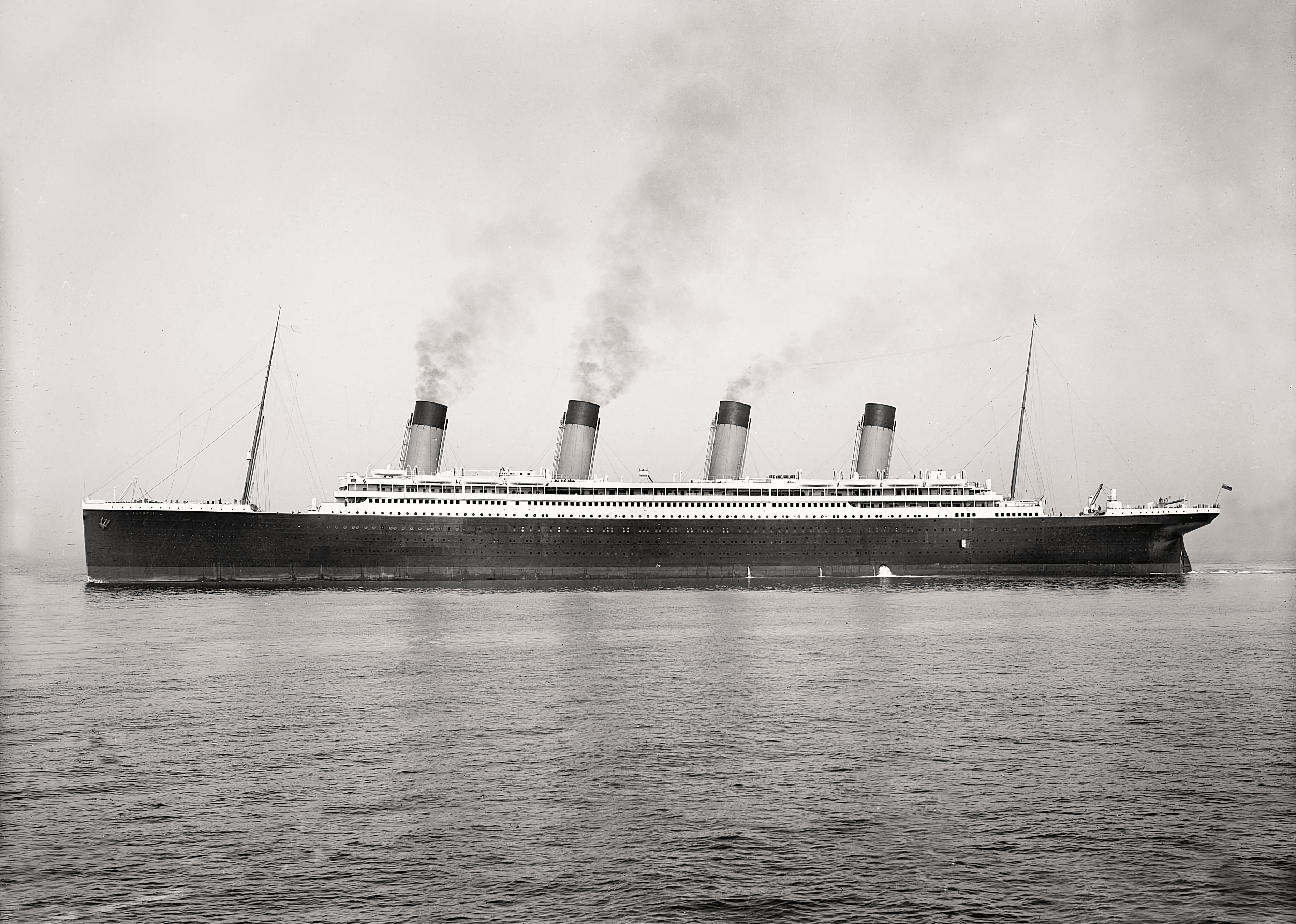
オリンピック
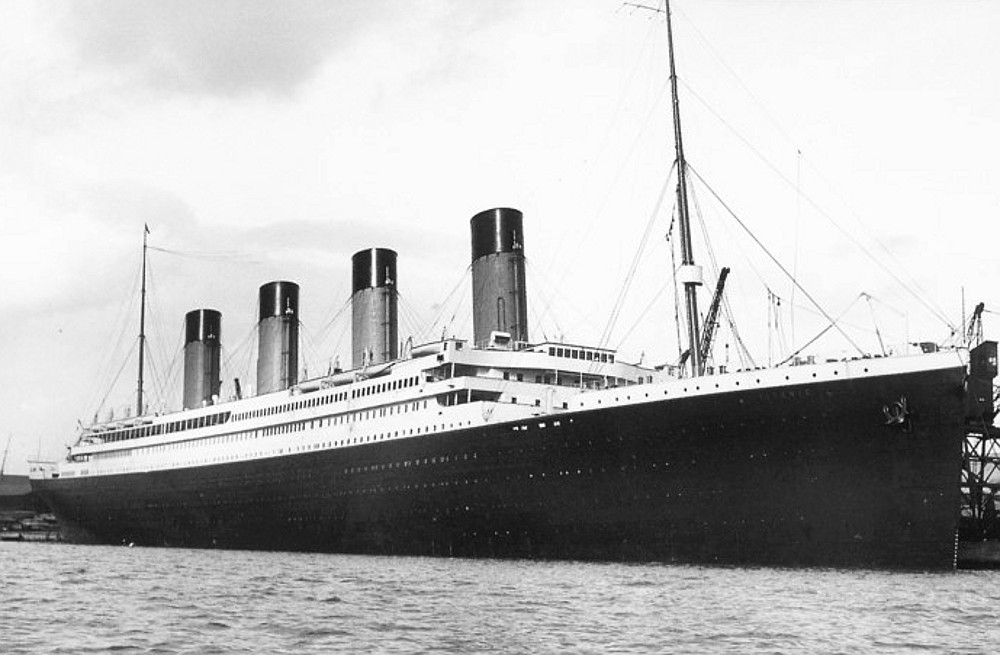
タイタニック
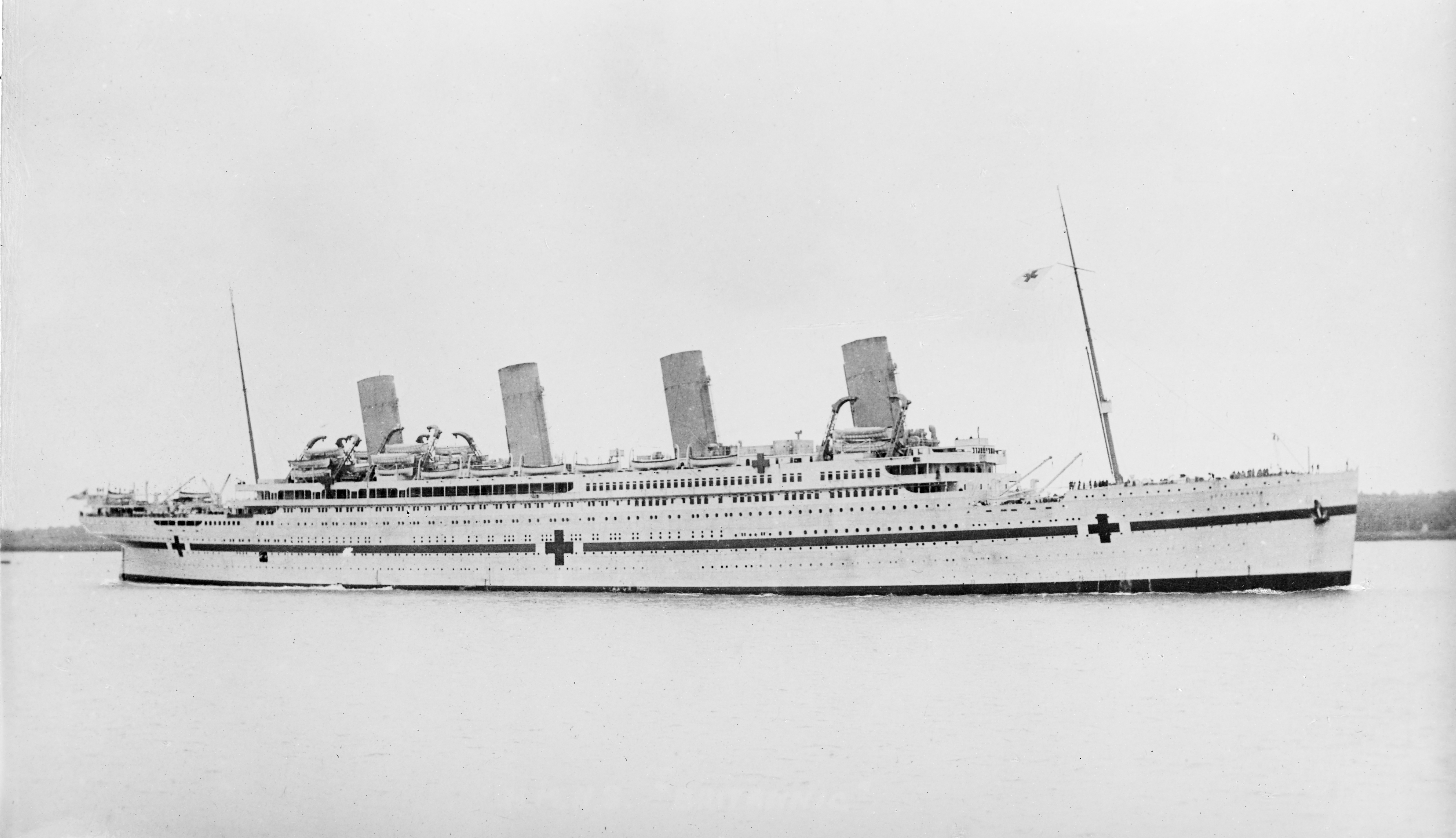
ブリタニック

タイタニックには姉妹船の「オリンピック」と「ブリタニック」が存在した。3隻体制は、当時ドル箱航路であった北大西洋航海において、他社との競争に打ち勝つためには実に合理的なものであった。タイタニックは1番船オリンピックの造船とほぼ時期を同じくして起工された。
ブリタニックはタイタニック沈没の影響による設計の見直しを迫られ、大幅に遅れて起工されたが、第一次世界大戦勃発によって病院船として徴用され、商船としては一度も使われないまま触雷により沈没した。オリンピックは輸送船として徴用されたが、戦火をくぐり抜けたのち客船として復帰し、1935年に引退するまで使用された。

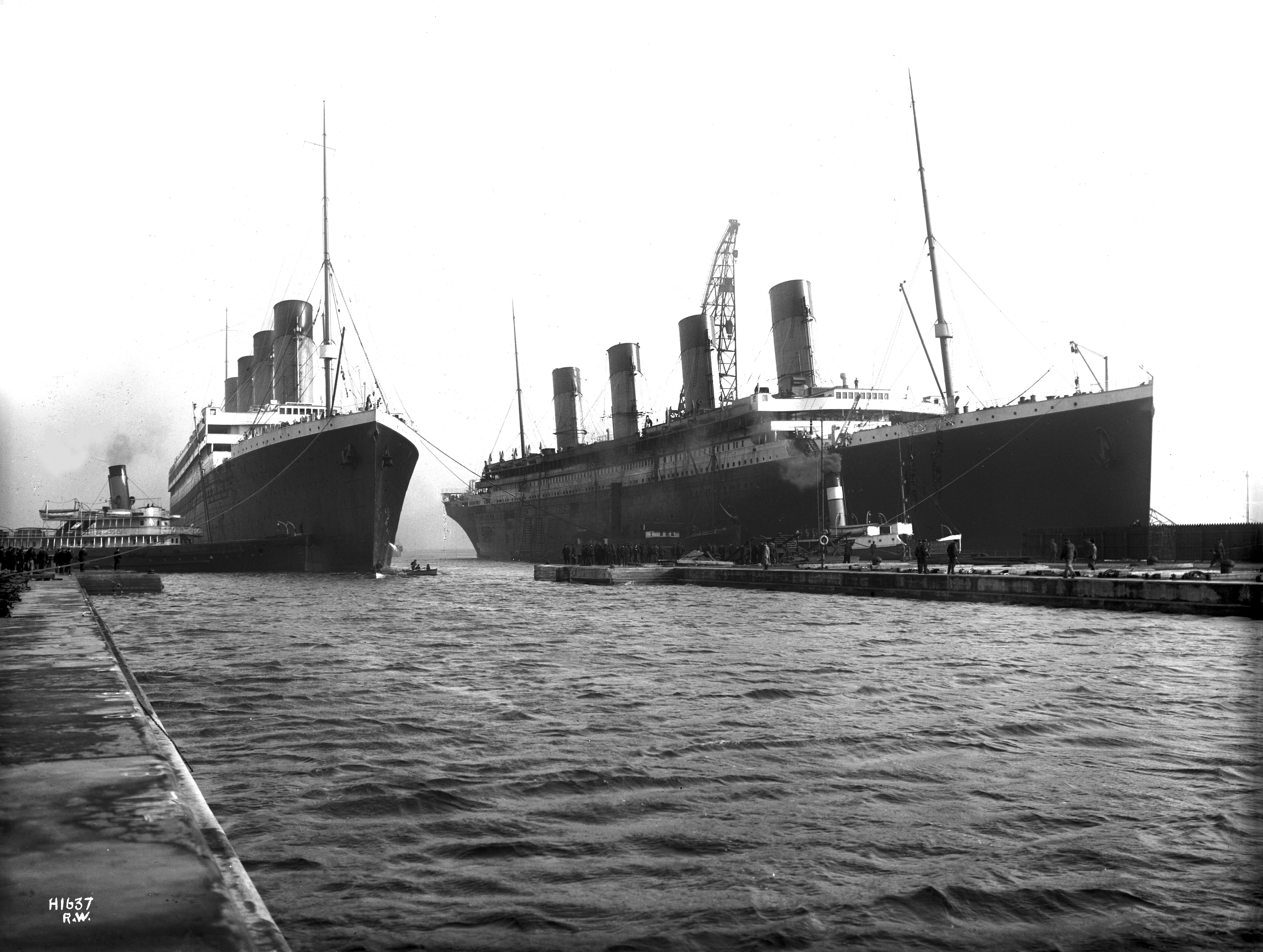
姉妹船オリンピックと並ぶタイタニック (右)

タイタニックとオリンピックはほぼ同時期に竣工されたこともあり、外観や内装、サービス面においても瓜二つであった。現在ではタイタニックがオリンピックより知られている（1997年の映画『タイタニック』では、タイタニックのみが巨大な船であるかのように演出されていた）が、竣工時、沈没事故当時はオリンピックが筆頭格であり、タイタニックの紹介記事にもしばしばオリンピックの写真が使われるなど、事実上オリンピックの陰に隠れた存在であった。

### オリンピックとの相違点
先立って運航されていた1番船オリンピックの改善点の指摘を受けてタイタニックの設計は多少変更され、外観もオリンピックと異同がみられる。特に目立つ部分はAデッキで、一等船客専用プロムナードデッキ（遊歩道）が、オリンピックでは全体が海に面したベランダ状の吹きさらしとなっていたが、タイタニックでは中央部分から船首側の前半部分にガラス窓を取りつけてサンルーム状の半室内とされた。これは北大西洋の強風や波しぶきから乗客を守るためであり、オリンピックよりもすっきりとしたタイタニックの外観は、2隻を区別するうえでの重要な要素となった。

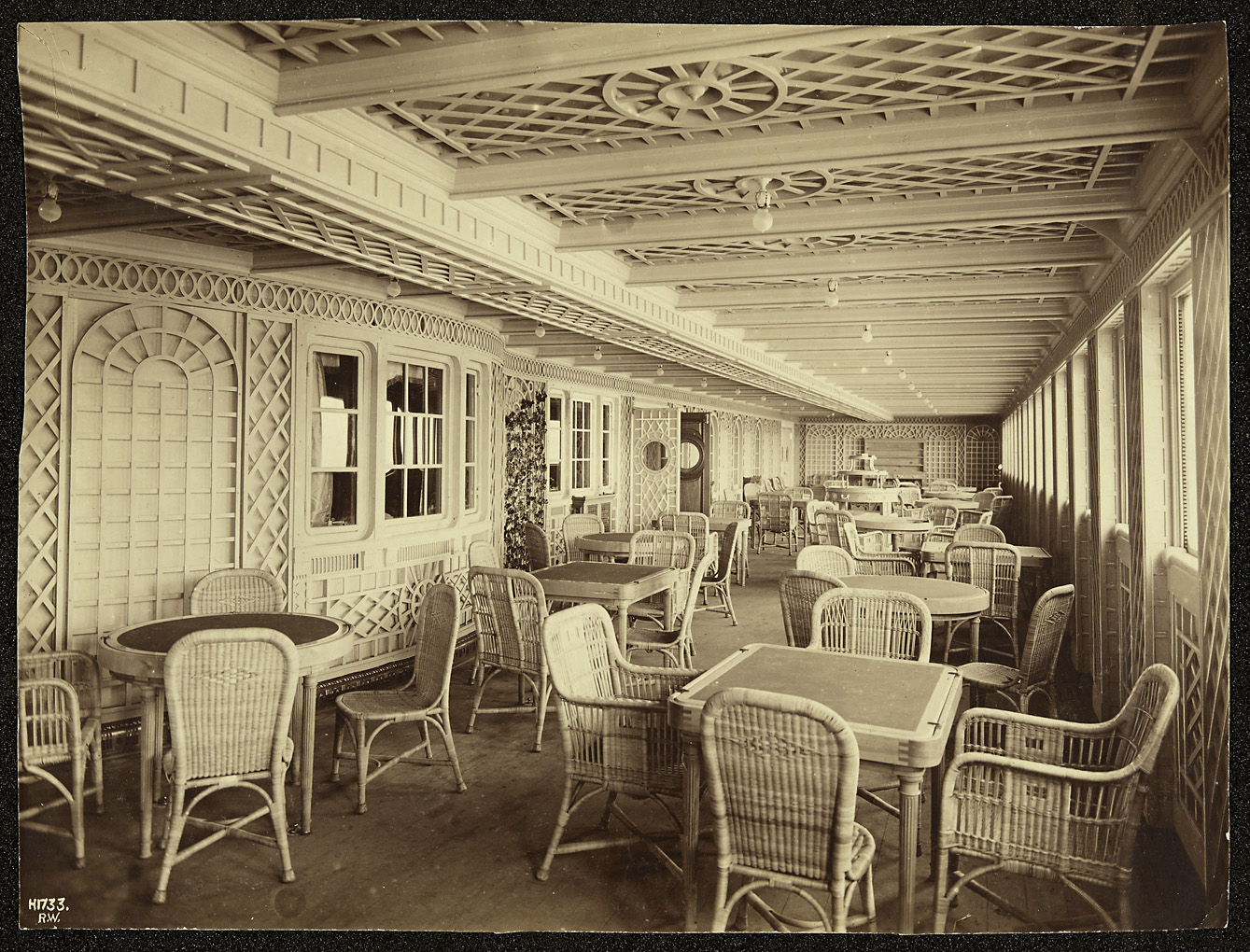
Bデッキのカフェ・パリジャン

ほかにも、オリンピックにはAデッキ同様Bデッキにも海に面して全体にわたってプロムナードデッキが設けられていたが、タイタニックでは船尾側の一部分を除き廃され、代わりに船首側から中央部にかけて一等客室が増設された（オリンピックのBデッキの一等客室はすべてプロムナードデッキの内側にあり、直接海を展望できなかった）。そのうえ、プライベートプロムナードデッキのついた特等室（スイートルーム、1997年の映画『タイタニック』ではヒロインの婚約者の部屋）が2部屋設けられた。また、船尾側の一等船客専用の絢爛豪華なレストラン「アラカルト」も規模が拡張され、パリのカフェをイメージした華やかな「カフェ・パリジャン」が新設された。ただその反面、オリンピックはBデッキプロムナードデッキの後部3分の1程度が二等専用として確保されていたが、タイタニックは先述したとおり、一等専用レストランの拡張、及びカフェの新設により、その規模が大きく縮小された。

## 特色

### 世界最大の客船

タイタニック（青地）の大きさの比較
薄青はクイーン・メリー2
白い飛行機はエアバスA380

当初両姉妹船の総トン数は同じになるはずであったが、一等客室の数が増えたために最終的にタイタニックはオリンピック（4万5,324総トン）よりも1,004総トン増え、4万6,328総トンになった。

### 不沈船
タイタニックには当時としては高度な安全対策が施されていた。船底は二重になっており、船体も喫水線（水面）上までの高さがある防水隔壁で16の区画に区分され、そのうちの2区画（船首部では4区画）に浸水しても沈没しない構造になっていた。隔壁は、Gデッキより上の壁は手動であったが、下層デッキのものは船橋 (ブリッジ)からの遠隔操作で即時閉鎖できた。各区画にも手動スイッチが設置され、15センチ以上の浸水で自動閉鎖される機能も備わっていた。そのため「不沈船」として喧伝され、（安全を度外視した運用方法の場合を除いて）21世紀の技術水準から見ても本船はきわめて安全であると言われている。

## 沈没事故

### 航行

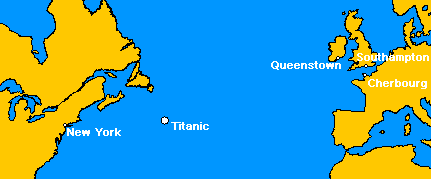
タイタニックの遭難地点 1912年4月15日

1912年4月10日に、タイタニックはエドワード・ジョン・スミス船長の指揮のもと、イギリス・サウサンプトン港の専用埠頭「オーシャンドック」からニューヨーク行きの処女航海に出発した。乗客乗員は合わせて2,200人以上で、一等特別室の航海費用は6日間で4,350ドルだったと伝えられている。
サウサンプトン港の出航後、タイタニックのスクリューから発生した水流に近くを航行していた客船ニューヨークが引き寄せられたが、衝突は間一髪で回避され、予定通りフランスのシェルブールとアイルランドのクイーンズタウン（現・コーヴ） に寄港し、アメリカのニューヨークに向かった。
サウサンプトン港出航の直前に人事異動があり、ブレア二等航海士が双眼鏡を二等航海士キャビンにしまったことを（降格されたあとに二等航海士になる）ライトラー一等航海士に申し送りせずに下船したため、双眼鏡が所在不明になり、海上の監視を肉眼で行うことになっていた。

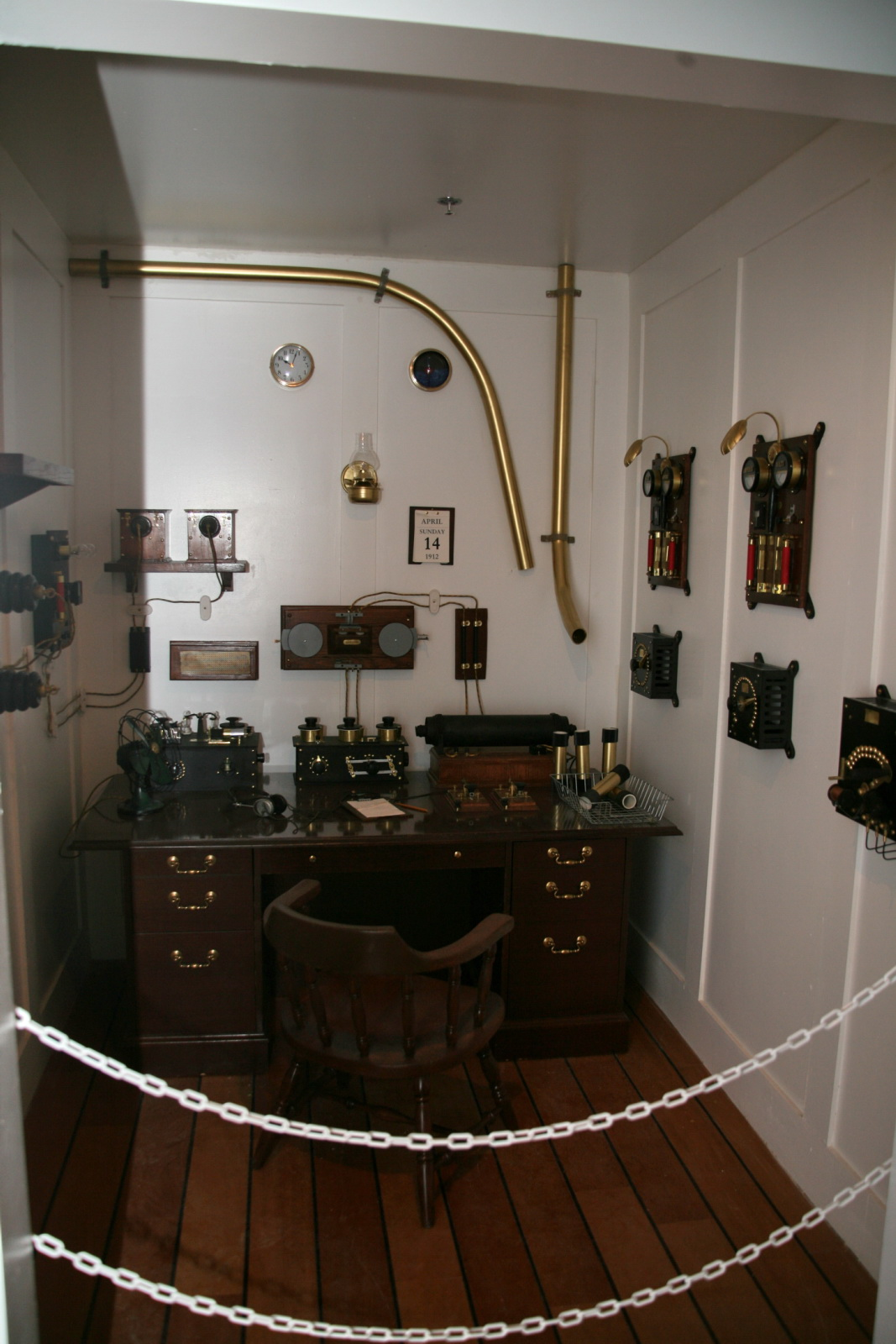
再現された無線室（ミズーリ州タイタニック博物館）

4月14日は午前中から当該海域を航行していた船舶間で、流氷群についての情報が無線通知されていた。その日、タイタニックも6通の無線通信を受信していたが、この季節の北大西洋の航海においてはよくある現象だと見過ごされてしまい、クルー間の情報共有も徹底されなかった。さらに混信が発生し、衝突の40分前に近隣を航行するリーランド社の貨物船「カリフォルニアン」から受けた警告も雑音とみなされてしまった。タイタニックの通信士たちは、前日の無線機故障のために山積していた旅客電報の発信業務に忙殺されていた。スミス船長は氷山の危険性を認識しており、航路を通常より少なくとも18キロ南寄りに変更していた。

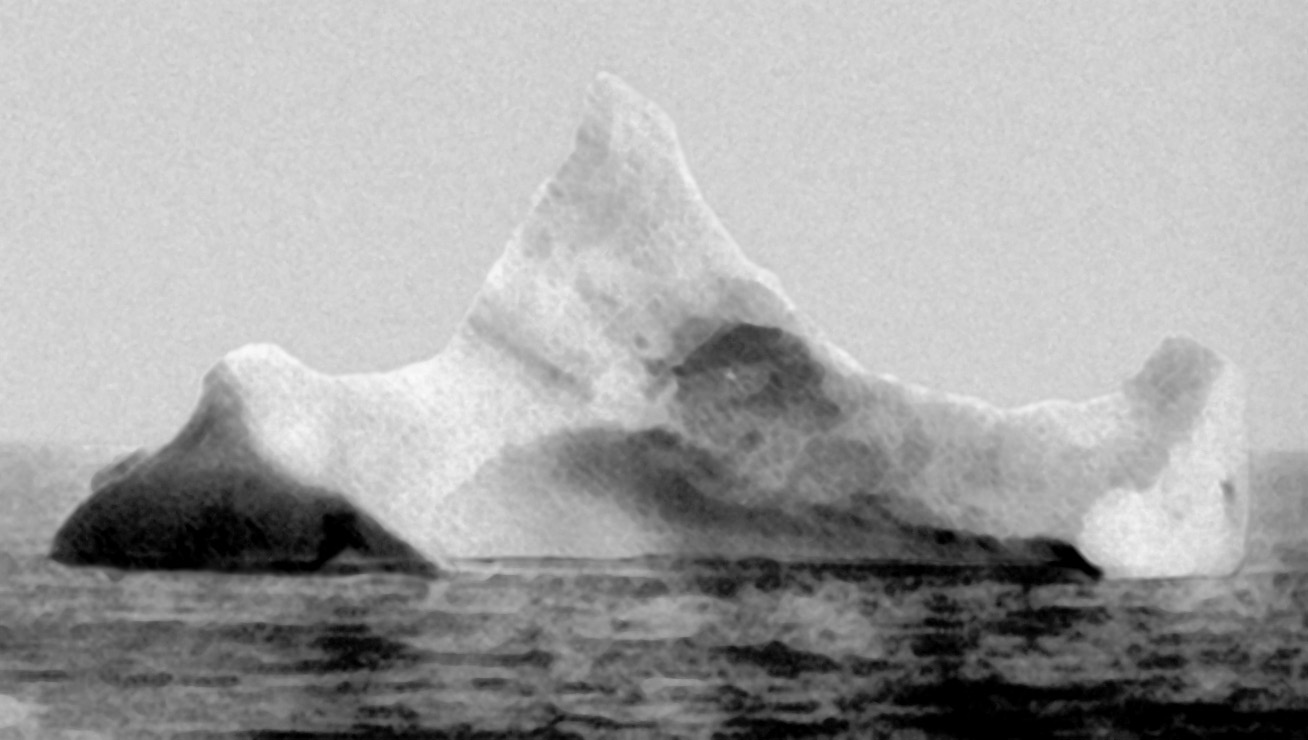
タイタニックと接触して沈没の原因になったと考えられている氷山だが、大きさは不明。タイタニックの破片と同じ赤い塗料のようなものがこびりついていた。

4月14日23時40分、タイタニックが北大西洋のニューファンドランド沖にさしかかったとき、見張りが450メートル前方に高さ20メートル弱の氷山を肉眼で捕捉した。この海域は暖流と寒流がぶつかる境界面に位置するため、国際的にも海霧が発生しやすい海域として知られており、当直見張員だったフレデリック・フリートの証言によれば、そのときも海面には靄が漂っていた。また、双眼鏡なしでは月のない星月夜の静まり返った海の氷山の縁に立つ白波を見分けることも容易でなく、発見したときにはすでに手遅れだった。更に、氷山は全体の10パーセント程度しか水上に姿を現さないため、見えた氷山を直前で回避しても水面下で衝突する危険があった。

### 回避行動

タイタニックが氷山と衝突する際の航路を示した図。青が船首の経路、赤が船尾の経路である

フリートはただちに鐘を3回鳴らし、ブリッジへの電話をつかんだ。応答したのはジェームズ・ポール・ムーディ六等航海士だった。
- フリート「Is anyone there?（訳：誰かそこに居ないのか！）」
- ムーディ「Yes, what do you see?（ああ、何が見える？）」
- フリート「Iceberg go ahead!（まっすぐ前方に氷山！）」
- ムーディ「Thank you. （ありがとう）」

ムーディはただちに指揮をとる次席一等航海士のウィリアム・マクマスター・マードックに報告した。マードックは即座に「Hard starboard!（取舵一杯）」と操舵員のロバート・ヒッチェンスに叫び、それからエンジン・テレグラフ（機関伝令器）に走ると、「Full Astern（後進一杯）」の指令を送り、喫水線下の防水扉を閉めるボタンを押した。しかし、この時点で回避するにはあまりにも時間と距離が足りなかった。氷山まではおよそ400 - 450メートルであったが、22.5ノット（およそ秒速11.6メートル）で航行している船が停止するには1,200メートルもの距離を必要とした。結果、船首部分は衝突を避けられたものの、右舷は氷山に接触し、同船は停止した。
このとき、左へ舵を切ると同時に機関後進を掛け、衝突の数秒前に船舶の操縦特性である「キック」を使うため右いっぱいに舵を切った。舵は速力が高い方が効きやすく、「速力を落としたために、ただでさえ効きのよくない舵が余計に効力を発揮しなくなった。速力を落とさずにいれば氷山への衝突は回避できた」とする説もあるが、あくまで結果から見た推論に過ぎない。そもそも、衝突時にはかなりのスピードが出ていたと推測されるうえに、氷山発見から衝突までの時間はせいぜい30秒程度しかなかった（説によっては氷山を前方100 - 200メートルほどまで発見できなかったため10秒しかなかったとも言われる）ため、速度はほとんど変化せず、舵効きにも影響しなかったようである。
なお、回避行動の定説となっている「Full Astern（後進一杯）」の発令は生還したボックスホール四等航海士の証言を根拠としているが、その証言は衝突後にブリッジに到着しマードックとスミス船長の会話の中で発令を聞いたというものである。当時ブリッジ付近および機関室に勤務していた他の生還者もエンジン・テレグラフの操作音がしたことについての証言はあるものの、実際に何が発令されたかについて明言されているものはない。このことから、マードック、ムーディ両航海士や機関長といった当事者が生還しておらず直接の証言がないこともあり、マードック航海士が前述の操舵特性低下について把握していなかったとは考えづらいとして機関室への指示が「Full Astern（後進一杯）」であったかを疑問視する声もある。
映画などでは、防水扉の閉鎖は衝突後であり、缶部員（ボイラー員）はすぐ逃げ出したように描かれているものもあるが、実際に即時放棄されたのは浸水量の多い第六缶室のみであり、缶部・機関部員はその後も船内照明や無線電信への電力供給、汽缶（ボイラー）稼働、排水作業を続けた。ジョセフ・ベル機関長は浸水状況が悪化したあとに職務からの解放を命じたが、機関部員・電気技師の全員をはじめ多くの者が最下甲板に留まり沈没間際まで照明を点灯させ続けた。

### 船体の損傷と浸水

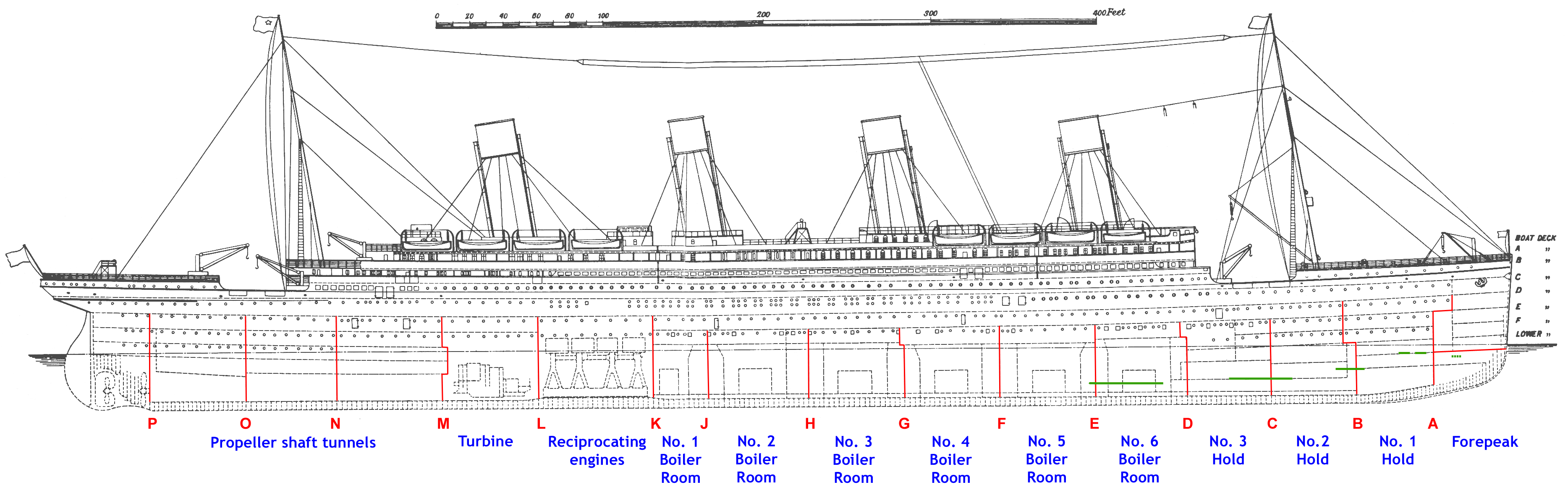
解説つきのタイタニックの図面。緑が損傷を受けた箇所、船底の機関エリアは青で色分けされている。最小ユニットは10フィート（3.0メートル）、全長は400フィート（120メートル）である

受けた衝撃は船橋（ブリッジ）では小さく、回避できたかあるいは被害が少ないと思われた。船と氷山との接触は10秒間ほどで、船体の破孔は数インチ、総面積も1平方メートル程度であったことが海底探査によって判明している。
しかし、右舷船首のおよそ90メートルにわたって断続的に生じた損傷が船首の5区画にもたらした浸水は防水隔壁の上限を超えており、隔壁を乗り越えた海水が次々と防水区画から溢れたことで船首から船尾へと浸水が拡大していった。また、損傷は第六区画内にある第五缶室にも達していたが、被害は右舷船首側石炭庫への浸水のみであり、一時はポンプによる排水も成功したかに見えた。しかし、1時10分頃に突如第五区画側から水が流れ込んできたため放棄された。これは事故前に発生していた船内火災の影響とも、水密隔壁に比べて強度が劣る石炭庫壁の損壊によって庫内の水が流入してきたものとも言われている。かつてはボイラーに冷水が触れて水蒸気爆発が起き、船体側面にできた破孔から大量に浸水したとする説が有力だったが、船体調査の結果ではボイラー付近にそのような破孔は確認されなかった。

船体と氷山の衝突状況

沈没にいたるほどの損壊を生んだ原因として「側面をかすめるように氷山に衝突したため」とする説もある。船体に使われていた鋼鉄には当時の低い精練技術のために不純物の硫化マンガン(II)が多く含まれており、寒冷時には特に脆くなる性質だったことが最近のサンプル調査で判明した。現在もっとも有力視されているのは、ティム・フェイキやジェニファー・ホーバー・マッカーシーらが唱えた、衝突の衝撃によって広い範囲のリベットが抜け落ち、その結果生じた鋼板の隙間から浸水したとする説である。ハーランド・アンド・ウルフの資料によると、設計上のタイタニックは300万本ものリベットで船体の金属板をつなぐ構造だったが、姉妹船オリンピックと同時注文のためレベル4の鋼鉄製リベットが不足し、船首と船尾にはワンランク劣る鉄製のレベル3が使われたうえ、リベットの直径も規定の25ミリ未満だった。また、リベットの本数が間引きされ、熟練工の不足のために不完全な打たれ方をしたものも少なくなかったという。2005年の海底探査で剥離した船底が発見されたことで、衝突の際にタイタニックは水面下に広がる氷山の突起に乗り上げるかたちで船底にも損傷を受け、沈没時に船体が折れる原因になったとするロジャー・ロムの説も生まれている。
スミス船長は海水の排水を試みようとしたが、ごくわずかな時間稼ぎに留まった。日付が変わった4月15日0時15分、マルコーニ社規定の遭難信号『CQD』を発信し、周辺の船舶に救助を求めた。しかし、現場からわずか10 - 17海里（約18 - 30キロ）ほどの距離に碇泊していた「カリフォルニアン」は、たった1人の通信士が就寝中で無線を受信できなかった。事故後の査問委員会にて同船船長のロード船長は、もし事故を知っていたら、最大船速13.5ノットにて2時間程度でたどり着けただろうと述べるとともに、同日0時頃に発光弾を放つ船が4マイル先を通過しているのを船長並びに複数の船員が目撃したが、発光信号を送っても無視されたと述べている（目撃の件については、タイタニックの生存者が船影らしき影を見ていることや、スミス船長が通信室にて水平線上に灯が見えていたと話していることから、同船が目と鼻の先にいたとする説もあるが、目撃されたのは後述の「マウント・テンプル」だとする説もあり、真相は不明である）。カナディアン・パシフィックの「マウント・テンプル」も遭難信号を受けて救助に向かったが、タイタニックから20キロ未満の距離の海域に到着したあとに、船長のヘンリー・ムーアが氷山を恐れるあまり消灯して停船し、雲隠れしてしまった（査問委員会に提出された航海日誌では48海里（約88キロ）と記録されている）。乗客の何名かは、タイタニックの船体が折れる音を聞いたと証言している。
ほかにも、「バーマ」（距離70海里（130キロ））、「フランクフルト」（距離153海里（283キロ））、「バージニア」（距離170海里（315キロ））、「バルチック」（距離243海里（450キロ））、姉妹船「オリンピック」（距離500海里（約930キロ））など様々な船が遭難信号を傍受しているが、いずれもタイタニックから遠く離れた場所を航行しており、すぐには救助に向かえない状況であった。

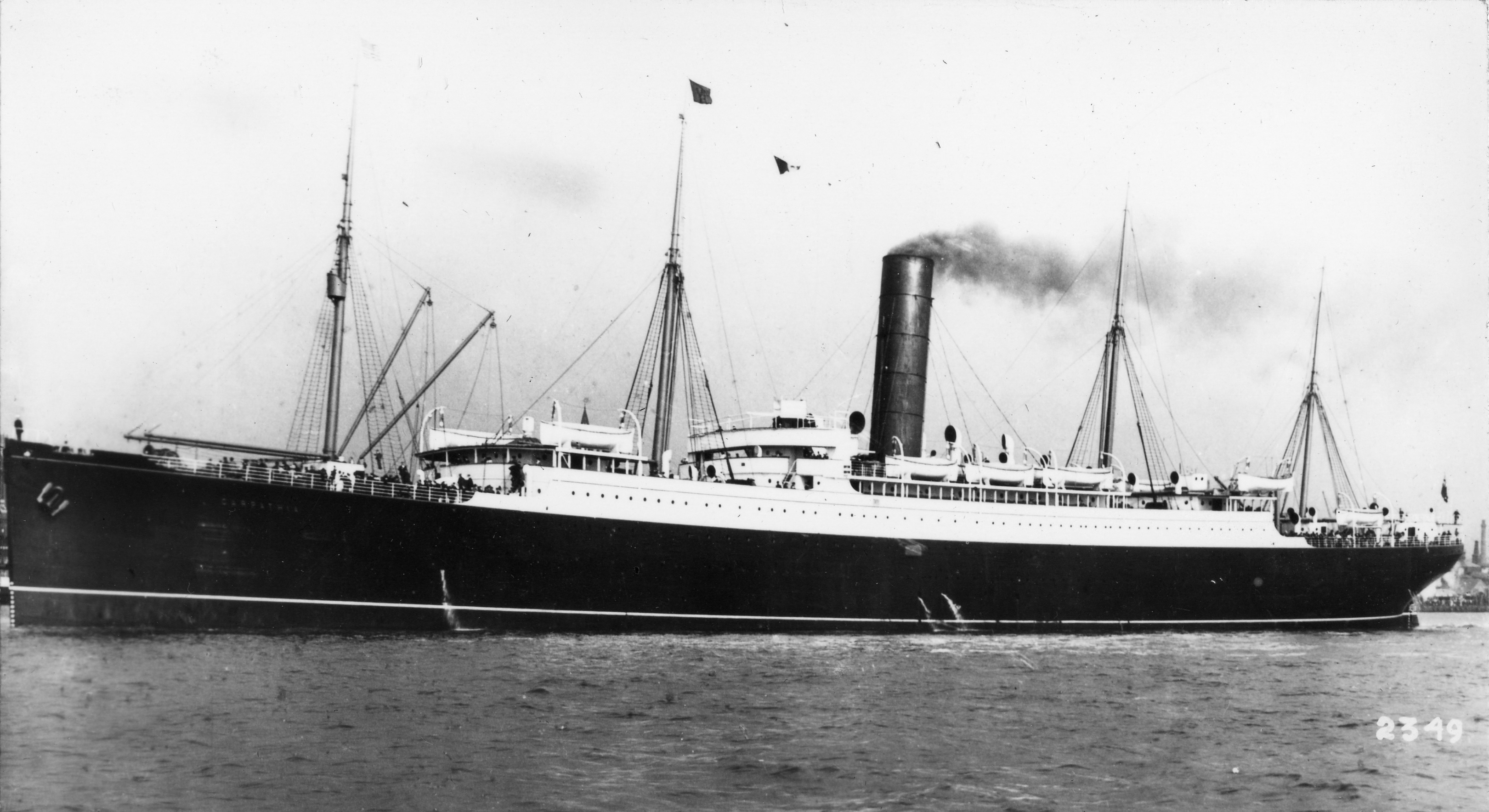
客船「カルパチア」

結局、58海里（約107キロ）離れた地点にいた客船「カルパチア」が応答し、ボイラー破損のリスクを負いながら高速（通常14ノットのところを17ノット）で救助に向かったが、船足の鈍いカルパチアが現場に到着したのは沈没から2時間40分後の午前4時であった。
遭難信号については1906年11月3日にベルリンで調印された国際無線電信条約附属業務規則の第16条で遭難信号『SOS』が定められ、1908年7月1日より発効していたが、事故直後はマルコーニ国際海洋通信会社規定の遭難信号『CQD』を使っており、途中から国際条約による遭難信号『SOS』を併用している。

### 脱出・救命

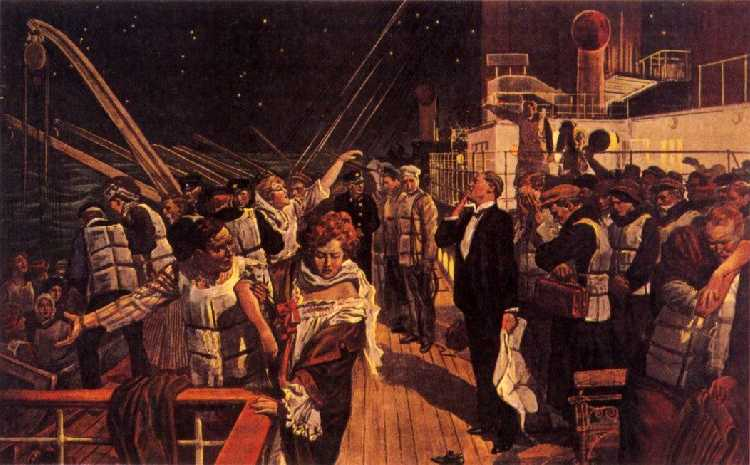
「女性と子供を優先」製作者不明の壁画

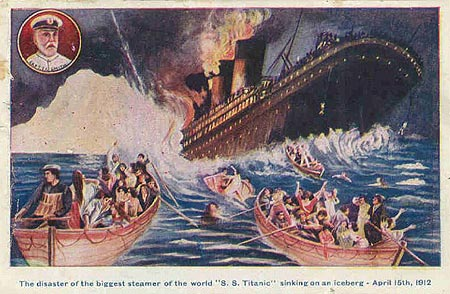
タイタニックの沈没(絵葉書)

沈没が差し迫ったタイタニックでは、左舷はライトラー二等航海士が、右舷はマードック次席一等航海士が救命ボートへの移乗を指揮し、ライトラーは一等船客の「女性と子供を優先する」ことを遵守したが、マードックは比較的男性にも寛大な対応をした。
しかし、当時のイギリス商務省の規定はタイタニックに比してはるかに乗客の少ない1万トン級船舶が主流だったころに作成されたものだったため、定員分の救命ボートを備える義務がなく（規定では978人分。規定が改定されたのはタイタニックの沈没後）、もとより短時間で沈没するような事態を想定していなかったこともあり、（旅客定員2,453、乗組員899、計3,352名に対し）1,178人分のボートしか用意されていなかった。これにはタイタニック起工直前の1909年1月に起こった大型客船「リパブリック号」沈没事故の影響も指摘される。この事故では、他船との衝突から沈没まで38時間もの余裕があり、その間に乗客乗員のほとんどが無事救出されたことから、大型客船は短時間で沈没しないものであり、救命ボートは救援船への移乗手段であれば足りるという見方が支配的になったことも、後述するように犠牲者を増やす結果につながった。
また、乗員が定員に満たぬうちに船から離れた救命ボートも多い。ライトラーをはじめとする多くのクルーがボートをダビット（救命ボートの昇降装置）に吊るした状態で船が沈んでしまうことを最大の恥辱としていたため、できるだけ早く海面にボートを降ろし、舷側にある乗船用扉を開いて、乗客を乗せようと考えていたこと、クルーの多くがボートフォール（救命ボートを吊るロープ）の扱いに不慣れであり、乗員の重さでダビットが曲がることを恐れたためともいわれる（事前に行われたテストで定員65人のボートに70人を乗せて充分な成果を得ていたが、周知されていなかった）。事実、降ろされたボートには乗員が定員の半数にも満たないものもあり、結果として1,500人もの乗員乗客が船に取り残される状況となってしまった。

### 沈没

沈没のアニメーション。

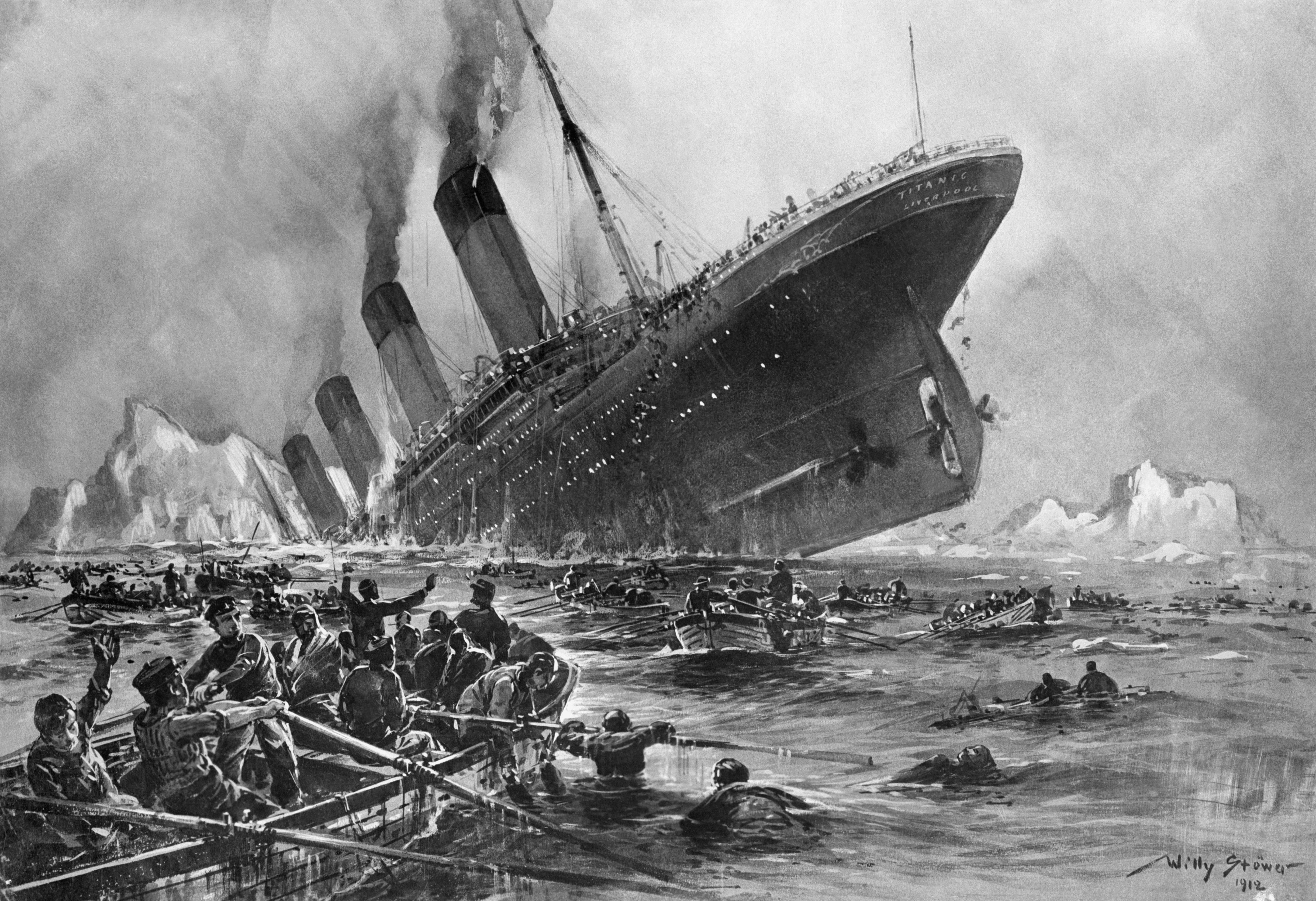
「沈没するタイタニック」Willy Stöwer 画

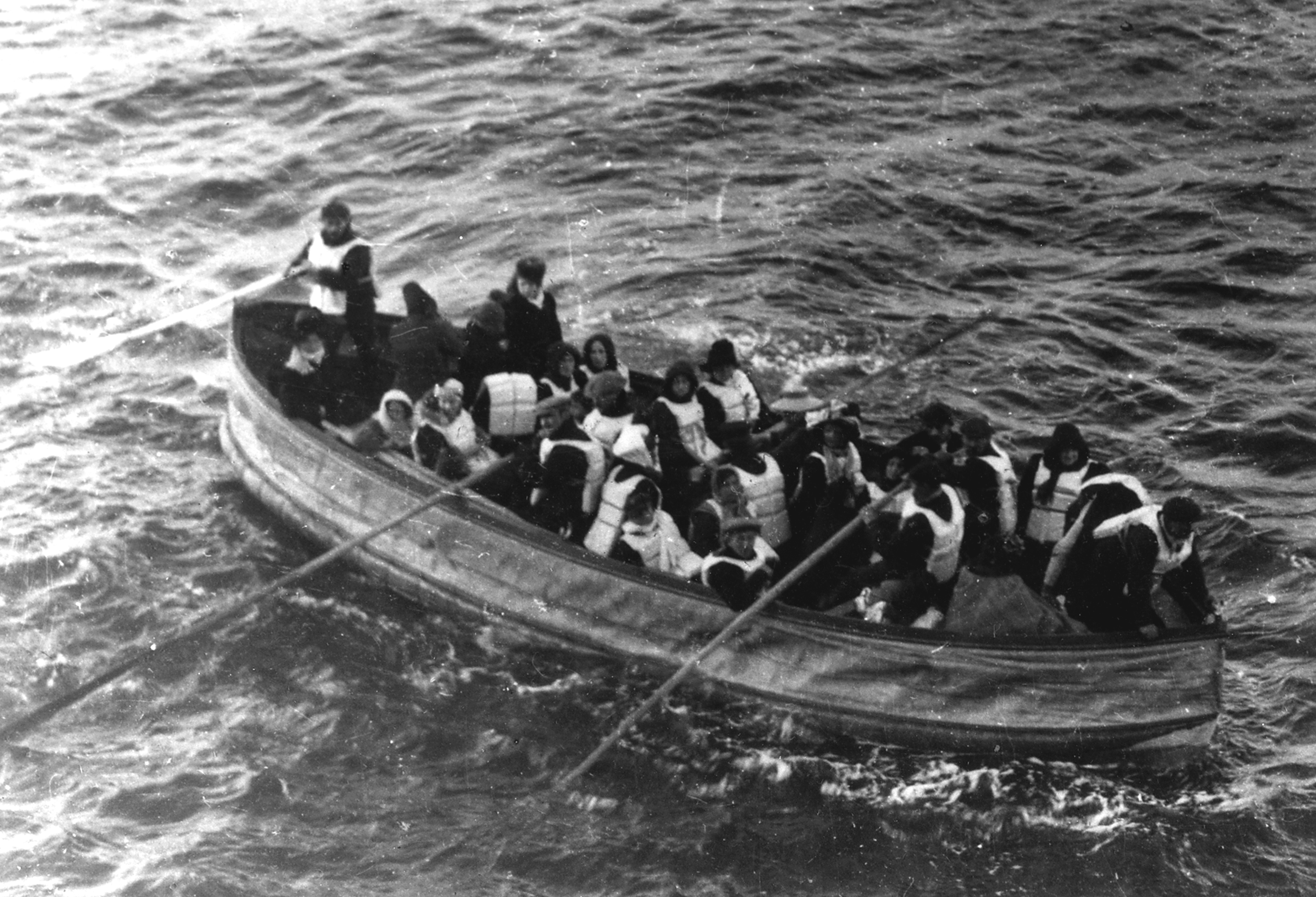
折り畳み式の救命ボート（備え付けの救命ボートとは別タイプ）に乗るタイタニックの生存者

浸水の影響でタイタニックの船首は海没していき、反対に船尾が海面から高く持ち上がっていった。その結果、設計時の想定をはるかに超える負荷が船体にかかり、衝突から2時間40分後の2時20分、轟音とともに船体は2つに折れてしまった。検証によれば、折れた個所は構造上比較的弱かった後部大階段付近（第三煙突前方）であり、引きちぎられるように折れた。デッキが多い客船は、沈没の際早期に転覆するのが常であり、タイタニックのように最後まで転覆せず、船尾が空中高く持ち上がり、あまつさえその負荷により船体が折れる事例はきわめて珍しい。電気系統は船体が折れる直前まで稼働していた。
2つに折れたタイタニックは、船首側がまず沈没し、残った船尾側はやや遅れて沈んだ。混乱の中で救命ボートの転覆を恐れたクルーの逡巡の末、救助に向かったボートはわずか1艘だった（左舷14号ボート）。このボートはハロルド・ロウ五等航海士が艇長を務めていたが、準備を整えて救助に向かったとき、沈没からすでに30分が経過していた。4月の大西洋はまだ水温が低く、人々が投げ出された海は零下2度の冷たさで、乗客の大半は低体温症などで十数分 - 20分程度で死亡したか、または心臓麻痺で数分のうちに死亡したと考えられている。その中には赤ん坊を抱いた母親もいたという。
2時間半後、到着した客船カルパチアが救助挺を出し、海に浮かんでいた2人の生存者を救出した。そのうちの1人は、浮遊していたドアによじ登り、水に浸かっていなかったため体温低下の進行が遅かったものと見られている。驚くべき事例はもう1人の者（チャールズ・ジョーキン、パン職人）で、全身が水に浸かっていたにもかかわらず生存していた。医学的検査の結果、内臓や血管などに特殊な所見はなく、唯一の違いは「酒に酔っていた」ことであった。しかし、今日の医学ではアルコールはむしろ低体温症のリスクを高めるとされており、救助されたあとに亡くなった犠牲者の中にも、同じように酔っていてアルコール血中濃度の高い者がいた。この生存者は、平均して20分程度で死亡した遭難者の中で2時間も生存した稀有な例である。

## 影響
最新の科学技術の粋を集めた新鋭船の大事故は、当時の欧米社会に大きな衝撃を与えた。事故の犠牲者数はさまざまな説があるが、イギリス商務省の調査によると、犠牲者数は1,513人にも達し、当時世界最大の海難事故といわれた。
この事故をきっかけに船舶・航海の安全性確保について、条約の形で国際的に取り決めようという動きが起こり、1914年1月「海上における人命の安全のための国際会議」が行われ、欧米13か国が参加した。「1914年の海上における人命の安全のための国際条約（The International Convention for the Safety of Life at Sea,1914）」として採択された。アメリカでは船舶への無線装置配備の義務づけが強化され、無線通信が普及するきっかけになったとされる。
また「ジョセフ・ベルら機関員の勇敢な行動に感銘を受けたジョージ5世は英国王室のロイヤルカラーであるロイヤルパープルの使用許可を与え、機関員の肩章に紫色が使われるようになった」という逸話が語られることがあるが、これについては事故以前の1865年に英海軍が機関士に紫色の色分けの階級章を使用することを決定、以降に商船会社もそれに倣ったものである。

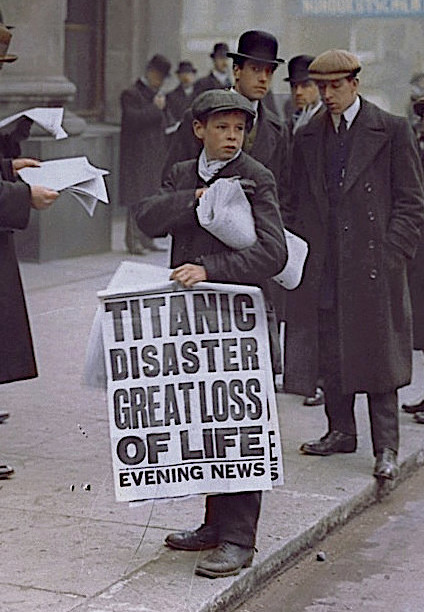
タイタニック沈没を報じる新聞を配布する新聞配達員の少年（1912年4月16日ロンドンのホワイト・スター・ライン社前）
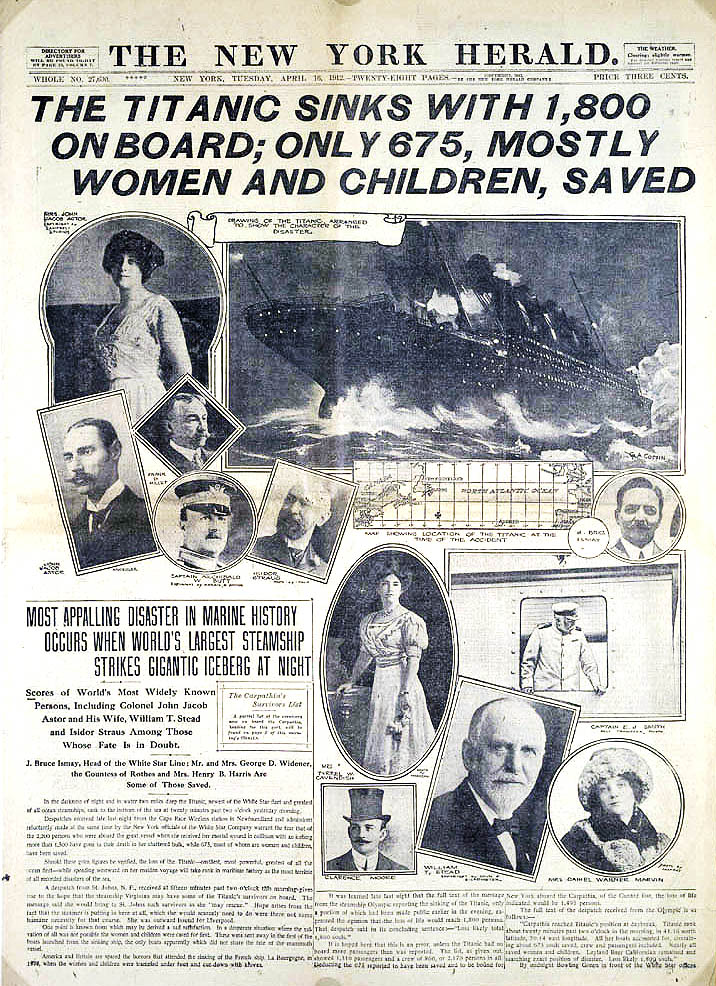
1912年4月15日付『ニューヨーク・ヘラルド』の一面記事
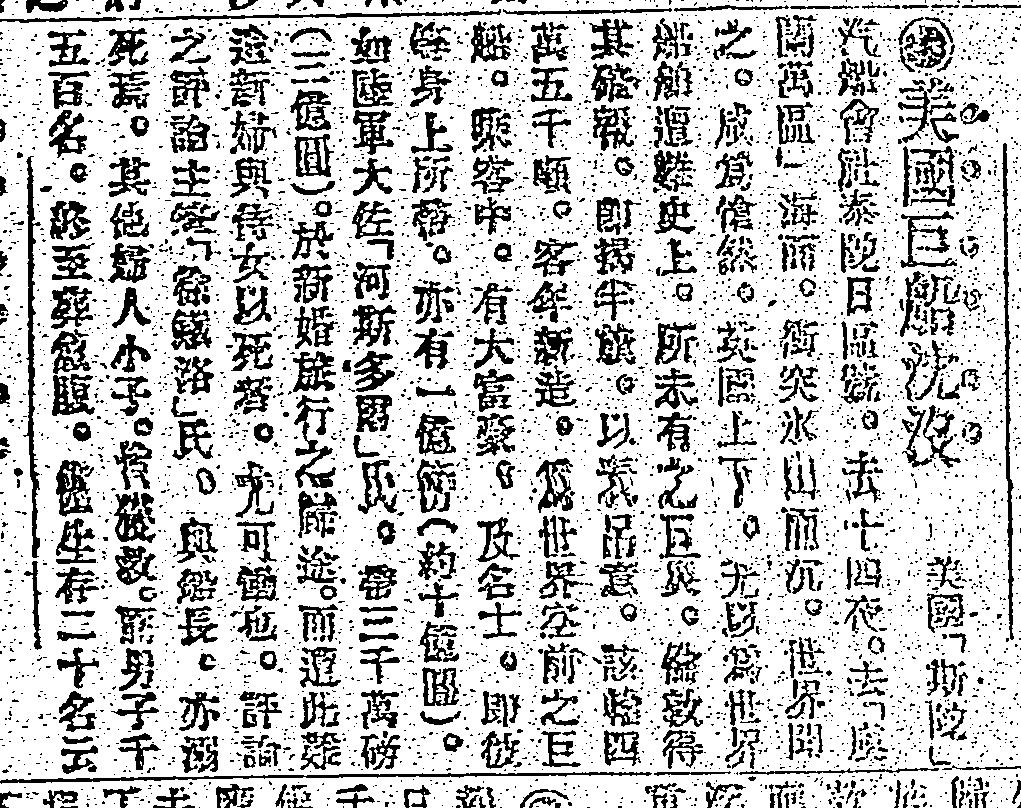
『台湾日日新報』に報じられたタイタニック沈没の記事。

## 沈没後のタイタニック

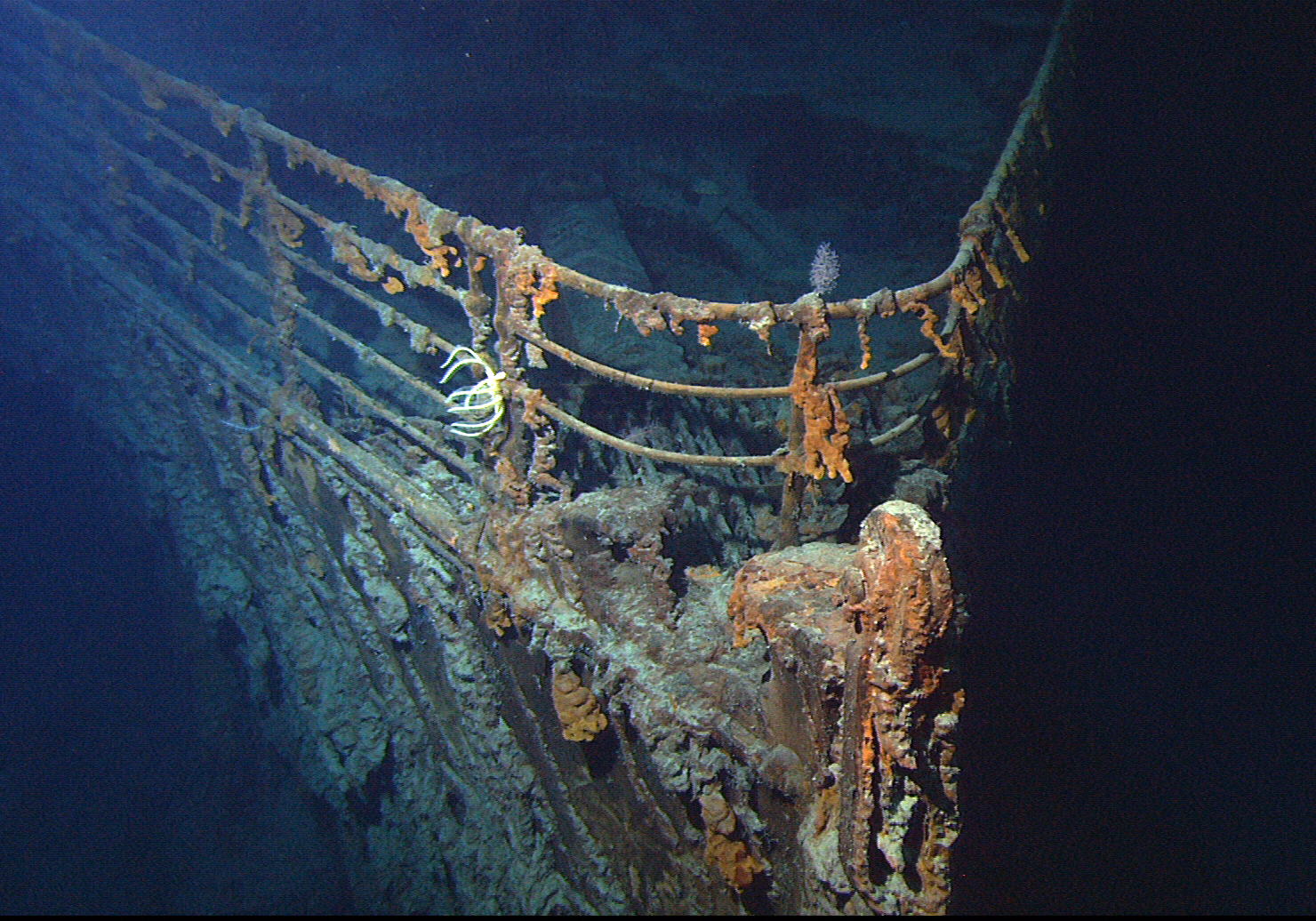
タイタニックの船首（2004年6月）

1985年9月1日、海洋地質学者ロバート・バラード率いるウッズホール海洋研究所およびフランス国立海洋開発研究所の調査団は、海底3,650メートルに沈没したタイタニックの残骸を発見した。2004年6月、バラードとアメリカ海洋大気庁（NOAA）はタイタニックの損傷状態を調査する目的で探査プロジェクトを行った。その後、バラードの呼びかけにより「タイタニック国際保護条約」がまとまり、同年6月18日、アメリカ合衆国が条約に署名した。この条約はタイタニックを保存対象に指定し、遺物の劣化と違法な遺品回収行為を防ぐこととしている。
海底のタイタニックは横転などはしておらず、船底を下にして沈んでいる。第3煙突の真下あたりで引きちぎれており、海上で船体が2つに折れたという説が初めて立証された。深海では通常バクテリアの活動が弱いために船体の保存状況はよく、多くの内装部分が残っていると思われていたが、この地点はほかの深海に比べ水温が高いためにバクテリアの活動が活発で船の傷みは予想以上であった。船体は分解され、ラスティクル（rusticle）と呼ばれるつらら状の物体が成長している。
当初船体は叩きつけられるように海底に衝突し、船内の備品はもとより甲板の小さな部品や窓ガラスすべてが粉々に吹き飛んだと思われていたが、船首部分にはいまだ手すりが残り、航海士室の窓ガラスも完璧な状態で残っている。船内にはシャンデリアや鏡、暖炉といった多くの備品が存在し、Dデッキのダイニングルームには豪華な装飾で飾られた大窓も割れておらず、ほぼ当時のままの状態で残存している。客室の洗面台に備えつけられていた水差しとコップ、食器棚に収められた皿、ストラウス夫妻の客室の暖炉に置かれていた金の置時計は沈没時の衝撃に耐え、現在でも沈没前とまったく同じ場所に置かれている。このことから船首部分は海底に叩きつけられたのではなく、船首の先端から滑るように海底に接地したと思われる。一方、船尾部分は大きく吹き飛び、見る影もない。
現在のタイタニックは鉄を消費するバクテリアによりすでに鉄材の20パーセントが酸化し、2100年ごろまでに自重に耐え切れず崩壊する見込みである。それらのバクテリアのうち、新種が2010年になって発見され、タイタニックにちなんでハロモナス・ティタニカエ（Halomonas titanicae）と命名された。
海底のタイタニックにはたびたび潜水探査船による調査が行われた。特にタイタニック (1997年の映画)では、2台の潜水調査船やリモートコントロール探査機が使用され、詳細な画像が収録された。無断で海底の遺品を回収する行為も広く行われ、一部の遺品は利益目的に販売されるなどされ、非難を集めている。

## 事故原因
事故原因をめぐっては、石炭火災による隔壁の鋼材強度の大幅低下説、上記のリベットの強度不足をおもな原因とする説、鋼板の脆弱性をおもな原因とする説のほかにもさまざまな説がある。

### 石炭火災による隔壁強度低下説
1912年の事故調査・査問委員会で石炭火災が取り上げられたが、沈没事故とは無関係とされ、大した火災ではなかったというのが定説だった。
しかし、タイタニックの研究家であるセナン・モロニーによると「タイタニックの出港前の写真で船体側面（第6ボイラーの石炭庫のあたり）の水平方向に長さ9メートルほどの焦げ跡が確認できる」とされており、実際、タイタニックの石炭庫では、ベルファストの造船所の港を離れる前から自然発火による石炭火災が起きていた。石炭を積んだのは出港する3週間前である。また、当時はイギリス国内の炭鉱でストライキが起こっており、十分な石炭が確保できなかった。
1912年4月10日、サウサンプトン港で乗客を乗せた時点で、火災は消火できておらず、その結果、加熱された部分の鋼材の強度は最大で75パーセント低下し、船体の構造の一部がすでに脆くなっていたことが沈没のおもな原因で、4月14日深夜の氷山との衝突は沈没のトリガーになったに過ぎないと主張し、2010年代後半には注目される有力説となった。
沈没事故の数日後のニューヨークの新聞に掲載された、ジョン・ディリーというボイラーマンが波止場で記者に話したことによると、
- 火災はベルファストの造船所を離れた日に発見された。
- 石炭はデッキ3層分の高さの量だった。
- ディリーは、11人の作業員とともに消火にあたったが鎮火できなかった（それだけの人数で対応したにもかかわらず、簡単に消火できなかったとすれば、非常に大きな火災だったと考えられる）。
- 石炭倉庫には、何百トンもの石炭があった。我々は全く無力だった。
- 出港した日からタイタニックは燃えていた。

という。
石炭火災の専門家によると、
- 自然発火した石炭は、石炭の中心部の温度が徐々に上昇し、摂氏500 - 1000度になる。
- 臭いなどで気がついたときには、すでに手遅れである。
- 石炭庫は隔壁と接しているため、船体の強度に影響する。
- 消火するにはボイラーにくべて燃やすしかなく、スピードを落とせない。加えて横断にギリギリの石炭しか確保できなかったため、一度スピードを落とすと燃料切れの危険があった。

ボイラー作業員160人のうち、アメリカまで向かったのはわずか8人だけである。このように大勢の作業員が入れ替わったことは前例がない。また、当時英国でタイタニック号事故調査・査問委員会を指揮した委員長のジョン・ビンガム（初代マージー子爵）は、不自然なまでに石炭火災の影響を無視し、却下する審判指揮をしている。

### 操船ミス説
2010年9月に、二等航海士のチャールズ・ハーバート・ライトラーの孫、ルイーズ・パッテンは、イギリスのデーリー・テレグラフに対し、「ミスがなければ、氷山への衝突を避けることは簡単だった。氷山が近くにあるのを見てパニックに陥った操舵手が、間違った方向に舵を切った」と語り、基本的な操舵ミスが原因だったとしている。
記事によるとマードックが氷山を発見したのは衝突の4分前、衝突時に減速がほとんど効いていなかったとされることから氷山との距離は約2,700メートルであったと算出される。これは十分に停止可能な距離であるが、マードックは操舵のみで回避できると判断し、ロバート・ヒッチェンズ操舵手に「Hard Starboard!」の号令をかけた。この号令は帆船時代からの名残で「舵輪を左に回して“舵柄を右に動かし”左へ急速回頭する」の意味で使用されており（Tiller Orders・間接法）、タイタニックでも採用されていた。しかし蒸気船式の号令（Rudder Orders・直接法）では「舵輪を右に回して舵柄を左へ動かし“右へ急速回頭する”」を意味するため、直接法で訓練されていたヒッチェンズ操舵手はパニックに陥り、舵輪を右に回してしまう。操舵手のミスに気づいたマードックは左回頭に修正したが手遅れであった。「後進一杯」が発せられたのはこの修正時と思われる。
同記事には「ブルース・イズメイ社長が船長に微速前進での航行を命令したことにより、船首に水圧がかかり浸水が早まった。前進していなければカルパチアが到着するまで沈むことはなかった」との証言も記載されている。実際に、衝突直後に計測された現在位置と沈没現場には数海里の誤差がある。
事故後、ライトラーは海運会社の倒産を恐れ、調査でもミスを隠したと説明している。

### 潮汐力説
事故年の初頭は大潮にあたり、大量の浮氷、氷山がラブラドル海流に乗り南下したという新たな学説が立てられた。ドナルド・オルソン研究チームによる調査では、月が過去1400年で、最も地球に接近し、氷山を南の航路まで漂ったためとした。

## その他
- 不沈艦伝説(大内建二、光人社)より
  - オリンピックが建造されたとき、造船界の権威である技術雑誌のShipbuilderが特別号を出したが、オリンピックの数々の充実した設備から「事実上不沈」と書いてしまった。権威が太鼓判を押してしまったことから、いつしか「事実上」の文句は忘れ去られてしまい、「不沈」だけが一人歩きするようになってしまった。
  - 当時、無線は旅行客が船上から地上にいる家族知人に連絡を送るサービスとしてだけ受け取られており、事実、タイタニックでも運航部門の直轄ではなく、サービス部門の下に置かれていた。こういったことが沈没に影響した可能性もある。
  - 生存者と死者の割合のうち、三等船室を利用していた客の死者が多い。三等船室が下部の前方と後方に分断されて配置されており、沈没の際、前方の客室にいた客が脱出するためにはそのまま真上に上がるか、もしくはそのまま船体を突っ切って後方に移動してから真上に上がる2つの方法があった。ところが前者はその真上に一等船室があったためドアが施錠されており、後者の方法だけしかなかったのが、死者が増えた原因だという説もある。
- 2012年3月、建造地であるアイルランドのベルファストにタイタニック・ベルファスト（英語版）博物館が開館した[31][32][33]。
- 2013年、オーストラリアの資産家クライブ・パーマーによりタイタニックのレプリカ、タイタニック2号の建造計画が公表された[34]。しかしその後の業界団体の調査で、発注していた中国の造船所に豪華客船を建造する技術も能力もないことが判明し、建造計画はスタート時点から頓挫状態となっている[35]。2018年9月にクライブ・パーマーが率いる海運会社「ブルースターライン」は2022年を目標に計画を再開させる方針であると話した[36]。
- 2014年、中華人民共和国のテーマパークでタイタニックのレプリカ「Romandisea Titanic」の建造計画が発表されたが、事故の犠牲者と生存者の家族から抗議を受け頓挫した[37]。
- タイタニック号の乗員・乗客に関する情報は、データサイエンスにおける標準的なデータセットとして広く公開されており、R言語などに標準で組み込まれている。Kaggleの入門的なコンペや、各種の書籍、講座におけるチュートリアルとして、機械学習などの手法を用いて、ひとりひとりの生存あるいは死亡を予測する統計モデルの作成方法や精度評価の手法、また精度向上のためのチューニング手法を学習する目的で利用されている。
- 2023年6月、オーシャンゲート社が運航する潜水艇タイタン号が、北大西洋のニューファンドランド島沖で行方不明になる事故が発生した。この潜水艇は5人が乗れるように設計されており、タイタニック号の残骸を見るための観光客を乗せていた[38]。

## オカルトでの扱い

### 事故の「予言」
タイタニック沈没事故の14年前の1898年に発表されていた、アメリカ人の元船員モーガン・ロバートソン（1861年 - 1915年）の短編小説『タイタン号の遭難,または愚行 The Wreck of the Titan』（初版では『愚行』"Futility"）の内容がタイタニック沈没事故に酷似していたため、事故後「事故を予言した小説」として話題になった。小説中の「タイタン号」とタイタニック号は、船名、大きさ、構造、航路、沈没原因などが類似・一致しており、同書は事件後に欧米で大きな売り上げを記録したという。しかし、事故後の改訂時に初版から「タイタン号」の重量と馬力が変更されている。
スラヴォイ・ジジェクはこの一致を「ある時代が終わりつつあるという感覚」が当時の時代精神の一部となっていたことが理由と主張している。

### ミイラの呪い説
「運んでいたミイラによる呪い説」の書籍も出版されており、この中でミイラの呪いかという点に言及されている。
このミイラ（実際にはミイラの上に載せる人型のふた〈ミイラボード 〉）は、1990年と2007年に海外に貸し出された以外に大英博物館を出たことはなく、1912年にタイタニックに積まれた事実はない。なぜタイタニックに載せられたという伝説が生まれたのかについては定かではないが、乗船客の中にこのミイラを知る者がいて長旅の暇つぶしにほかの客たちに話したのが、話を聞いた者が生き残って尾ひれをつけて広めたのではないかとされる。
購入者はイギリス人の旅行者で、購入後にさまざまな不幸を体験したとされる。人手を渡り大英博物館に収められることになったのだが、大英博物館の公式記録では最終的な寄贈者しか記録されておらず、それ以前の経緯はツタンカーメンの呪いと同じく噂の域を出ない。なお、「不幸のミイラ」は現在も大英博物館に収蔵されており、詳細なデータについては大英博物館のサイトで確認することができる。

## 乗員
タイタニックのおもな乗員は、次のとおりである。
| 分野   | 役職             | 氏名                                           | 年齢 | 乗船             | 救命ボート |
| ------ | ---------------- | ---------------------------------------------- | ---- | ---------------- | ---------- |
| 甲板部 | 船長             | エドワード・ジョン・スミス                     | 62   | サウサンプトン港 | 死亡       |
| 甲板部 | 航海士長         | ヘンリー・ティングル・ワイルド                 | 39   | サウサンプトン港 | 死亡       |
| 甲板部 | 一等航海士       | ウィリアム・マクマスター・マードック           | 39   | ベルファスト港   | 死亡       |
| 甲板部 | 二等航海士       | チャールズ・ハーバート・ライトラー             | 38   | ベルファスト港   | B          |
| 甲板部 | 三等航海士       | ハーバート・ジョン・ピットマン                 | 34   | ベルファスト港   | 5          |
| 甲板部 | 四等航海士       | ジョセフ・グローヴス・ボックスホール           | 28   | ベルファスト港   | 2          |
| 甲板部 | 五等航海士       | ハロルド・ゴッドフリー・ロウ                   | 29   | ベルファスト港   | 14         |
| 甲板部 | 六等航海士       | ジェームズ・ポール・ムーディ                   | 24   | ベルファスト港   | 死亡       |
| 機関部 | 機関長           | ジョセフ・ベル                                 | 50   | ベルファスト港   | 死亡       |
| 機関部 | 一等機関士       | ウィリアム・エドワード・ファークハーソン       | 39   | サウサンプトン港 | 死亡       |
| 機関部 | 二等機関士       | ジョン・ヘンリー・ヘスケス                     | 33   | ベルファスト港   | 死亡       |
| 機関部 | 主席三等機関士   | ジョージ・フォックス・ホスキング               | 36   | サウサンプトン港 | 死亡       |
| 機関部 | 次席三等機関士   | エドワード・チャールズ・ドッド                 | 38   | ベルファスト港   | 死亡       |
| 機関部 | 次席四等機関士   | ジェームズ・ムイル・スミス                     | 35   | サウサンプトン港 | 死亡       |
| 機関部 | 主席五等機関士   | フランク・アルフレッド・パーソンズ             | 27   | ベルファスト港   | 死亡       |
| 機関部 | 次席五等機関士   | ウィリアム・デッキンソン・マッキー             | 32   | ベルファスト港   | 死亡       |
| 機関部 | 予備五等機関士   | ロバート・ミラー                               | 27   | サウサンプトン港 | 死亡       |
| 機関部 | 主席六等機関士   | ウィリアム・ヤング・モイーズ                   | 23   | ベルファスト港   | 死亡       |
| 機関部 | 次席六等機関士   | ウィリアム・マクレイノルズ                     | 22   | ベルファスト港   | 死亡       |
| 機関部 | 一等機関助士     | バーティ・ウィルソン                           | 28   | サウサンプトン港 | 死亡       |
| 機関部 | 二等機関助士     | ノーマン・ハリソン                             | 39   | ベルファスト港   | 死亡       |
| 機関部 | 次席二等機関助士 | ハーバート・ギフォード・ハーヴィー             | 34   | ベルファスト港   | 死亡       |
| 機関部 | 次席二等機関助士 | ジョナサン・シェパード                         | 32   | サウサンプトン港 | 死亡       |
| 機関部 | 次席三等機関助士 | ジェームズ・フレーザー                         | 29   | ベルファスト港   | 死亡       |
| 機関部 | 次席三等機関助士 | フランシス・アーネスト・ジョージ・コイ         | 26   | サウサンプトン港 | 死亡       |
| 機関部 | 主席四等機関助士 | ヘンリー・ライランド・ダイアー                 | 24   | サウサンプトン港 | 死亡       |
| 機関部 | 四等機関助士     | トーマス・ハルマン・ケンプ                     | 43   | サウサンプトン港 | 死亡       |
| 機関部 | 次席四等機関助士 | ヘンリー・ワトソン・ドッズ                     | 27   | サウサンプトン港 | 死亡       |
| 機関部 | 次席四等機関助士 | アーサー・ワード                               | 24   | サウサンプトン港 | 死亡       |
| 医務部 | 船医             | ウィリアム・フランシス・ノーマン・オロックリン | 62   | ベルファスト港   | 死亡       |
| 医務部 | 船医助手         | ジョン・エドワード・シンプソン                 | 37   | サウサンプトン港 | 死亡       |
| 事務部 | 事務員           | ヒュー・ウォルター・マッケルロイ               | 37   | サウサンプトン港 | 死亡       |
| 事務部 | 事務補助員       | レジナルド・ローモンド・バーカー               | 40   | ベルファスト港   | 死亡       |
| 無線部 | 通信長           | ジョン・ジョージ・"ジャック"・フィリップス     | 25   | ベルファスト港   | 死亡       |
| 無線部 | 一等通信士       | ハロルド・シドニー・ブライド                   | 22   | ベルファスト港   | B          |

- 船長：エドワード・ジョン・スミス

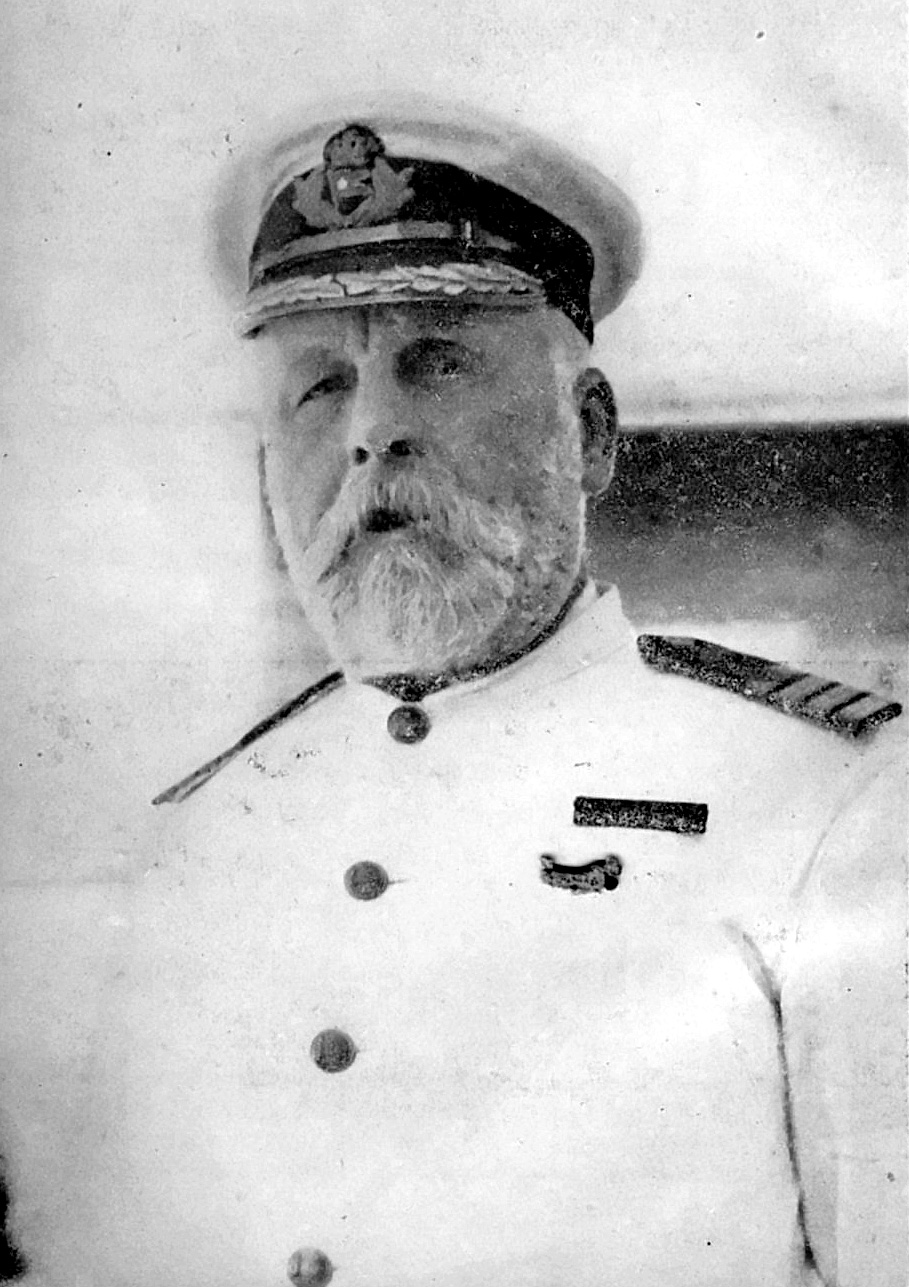
船長エドワード・ジョン・スミス

  - この事故により死去の可能性が高い（自らの意思により船と運命をともにすると言われているが、真相は謎である）が、生存していたとの目撃証言もある。
- 主席一等航海士（航海長、副船長）：ヘンリー・ティングル・ワイルド
  - この事故により死去。当初、主席一等航海士の役職はマードックが務めていたが、スミス船長がワイルドを呼び寄せたために、出港直前に人事異動が起きた。これによりマードックは次席一等航海士に、その階級に選ばれていたライトラーは二等航海士にそれぞれ降格され、前任の二等航海士デイヴィッド・ブレアは下船することになった。このことが前述の双眼鏡紛失を招いた。衝突後はおもに左舷側のボートによる避難誘導を担当した。（ロウ以外の[注 11]）上級士官の拳銃携帯を指示したのは彼とされる。

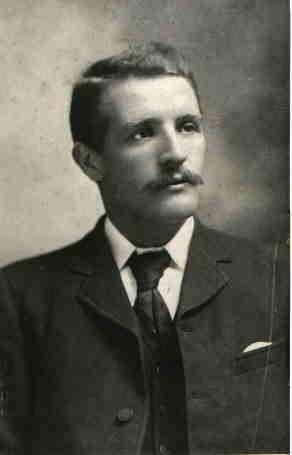
次席一等航海士ウィリアム・マクマスター・マードック

- 次席一等航海士（元首席一等航海士）：ウィリアム・マクマスター・マードック
  - この事故により死去。オリンピック号一等航海士からの異動であったが、大型船での経験不足を理由に航海士長から降格となった。衝突時の上級当直士官であり、氷山からの回避運動を指揮した。衝突後は右舷側のボートによる避難誘導を指揮した。彼は比較的男性の避難にも寛容で、左舷より多くの男性をボートに乗せて送り出した。1997年の映画『タイタニック』などにおいては乗客を撃ち殺して自殺するという不名誉な人物として描かれたが、実際は最期まで職務を遂行して亡くなったと言われる。長らく彼の判断ミスから事故が起きたと考えられてきたが、前述のように操舵手の操船ミス説も浮上している。航海士免許取得の際に優秀な人物であった[注 12]。
- 二等航海士（元次席一等航海士）：チャールズ・ハーバート・ライトラー
  - 転覆したB号ボート→12号ボートにより生還。生還した乗員の中では最高位の上、唯一生還した上級士官。衝突後は左舷側のボートによる避難誘導を指揮した。彼はスミス船長の「婦女子優先」（ウィメン・アンド・チルドレン・ファースト）という命令を「婦女子のみ」と解釈し、男性をほとんどボートに乗せなかった。沈没後は転覆していたB号ボート上で乗員乗客を指揮し、同ボートの沈没を防いだ。1952年没。
- 役職なし（元二等航海士）：デイヴィッド・ブレア
  - ベルファスト港からサウサンプトン港まで乗船。前述の上級航海士の降格により双眼鏡の場所を申告せずに下船。
- 三等航海士：ハーバート・ジョン・ピットマン
  - 5号ボートにより生還。右舷側のボートによる避難誘導を担当した。1961年没。
- 四等航海士：ジョセフ・グローヴス・ボックスホール
  - 2号ボートにより生還。衝突時の下級当直士官であり、衝突後にタイタニックの推定位置を算出した。下級士官の中で唯一特別船長資格を持っていた。その後はロケット信号弾の打ち上げを指揮、合計8発を打ち上げた。彼は2号ボートにも信号弾を持ち込み、それを打ち上げることで乗客を励ました。この信号にカルパチア号が気づき、ボートの船団を発見することになった。1967年没。
- 五等航海士：ハロルド・ゴッドフリー・ロウ
  - 14号ボートにより生還。避難開始当初は右舷側、のちに左舷側の誘導を担当した。14号ボートが降ろされるとき、飛び乗ろうとした乗客を威嚇するために本船とは反対側の外に向けて発砲している。本船沈没後、自分のボートの乗客をほかのボートに移して救助に戻った。1944年没。
- 六等航海士：ジェームズ・ポール・ムーディ[45][46]
  - この事故により死去。衝突時のもう1人の下級当直士官であり、見張り台からの電話を受けた。一度はボートを受け持つ話をロウとしたが、三等船客に自分の救命具を渡し、自らの意思で船上に残り殉職した可能性がある。
- 機関長：ジョセフ・ベル
  - この事故により死去。彼を含む34人の機関部員は脱出せず、沈没まで電力を供給し続けた。ベルたち機関員の勇敢な行動に感銘を受けたジョージ5世は英国王室のロイヤルカラーであるロイヤルブルーを機関員に許可した。これ以降は機関員の肩章の色に紫が使われるようになった。
- 事務員（パーサー）：ヒュー・ウォルター・マッケロイ
  - 事務補助員レジナルド・ローモンド・バーカーと共に、この事故により死去。
- 通信長：ジャック・フィリップス
  - この事故により死去。衝突後は、電力供給が途絶えるまで遭難信号を送信し続けた。ブライドとともにB号ボートに辿り着いたが、ボート上で力尽きた。他船舶からの氷山の警告のいくつかを乗客の私信処理で忙しいことを理由に無視したが、当時はこのような警告の処理手順が定められておらず、船員への報告義務もなかった。
- 一等通信士：ハロルド・ブライド（英語版）
  - 転覆したB号ボート→12号ボートにより生還。フィリップスとともに脱出、漂流中はボート上に立って過ごした。1956年没。
- 船医：ウィリアム・フランシス・ノーマン・オロックリン
  - 船医助手のジョン・エドワード・シンプソンと共に、この事故により死去。

- バンドマスター：ウォレス・ハートリー

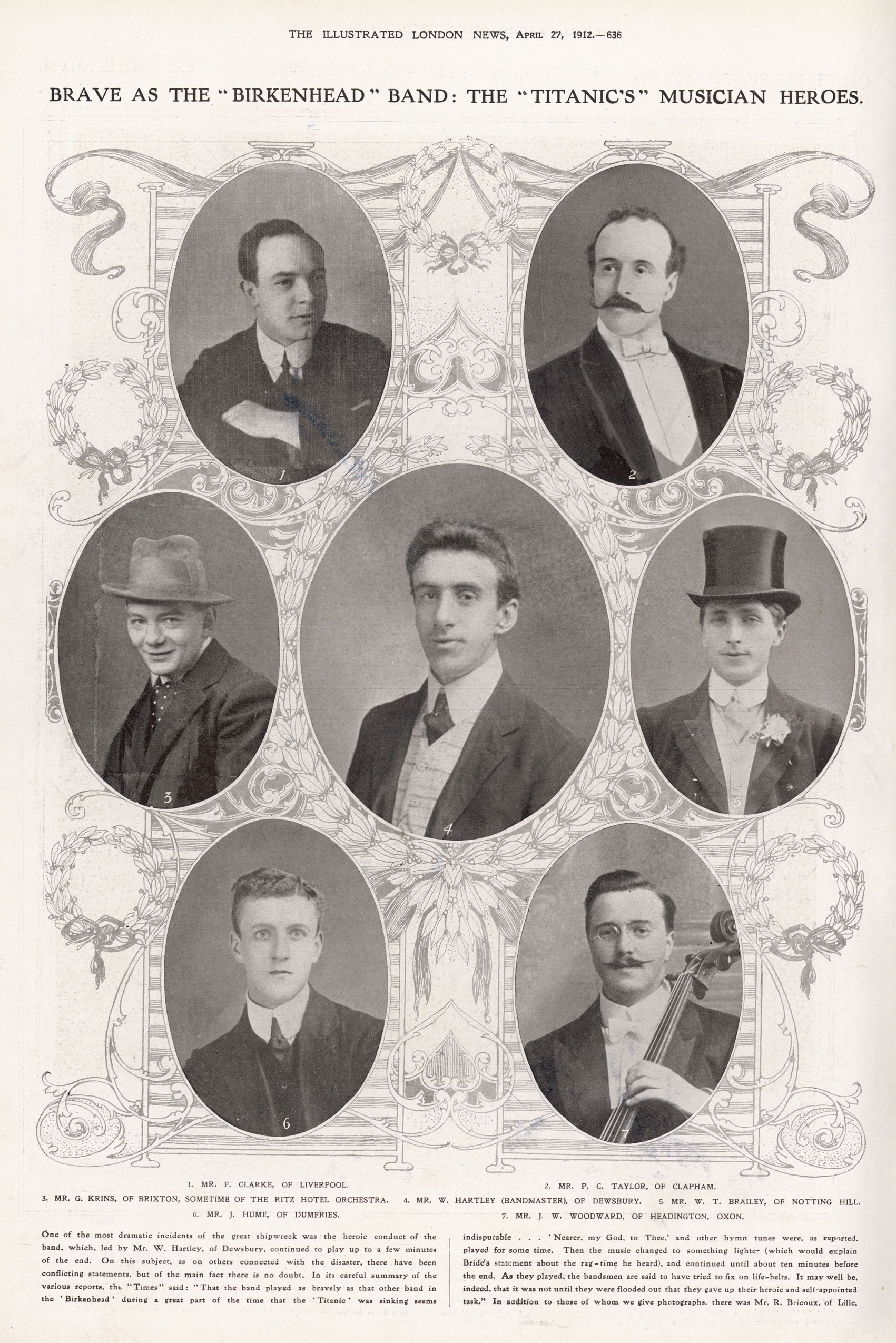
ウォレス・ハートリーらバンドメンバー

  - この事故により死去。バンドのクルーの全員が外部企業の所属であり、二等船室の乗客扱いであった。しかし船会社とはほかの船員と同じような契約を交わしており、正規の乗組員ではないにもかかわらず、高級船員から指示を受けなければならないというあいまいな立場にあった。衝突後はバンドメンバーとともに甲板上で音楽を奏で、最後の瞬間まで乗客の不安を和らげようと尽力した。
- バンドメンバー：ジョック・ヒューム
  - この事故により死去。家庭を持つためこの航海をもって下船を決めており、婚約者は娘を身ごもっていた。沈没後、船内でしたためたハガキが婚約者の元に届けられた。
- 操舵員：ロバート・ヒッチェンス
  - 6号ボートにより生還。衝突時、操舵を握っていた。1940年没。
- 見張り番：フレデリック・フリート
  - 6号ボートにより生還。衝突時、リーとともに見張り台に立っていた。「真正面に氷山（Iceberg, right ahead!）」と電話でブリッジに報告した。1965年自死。
- 見張り番：レジナルド・リー
  - 13号ボートにより生還。衝突時、フリートとともに見張り台に立っていた。1913年没。
- 客室係：シド・ダニエルズ（英語版）
  - 転覆したB号ボートの上に乗って生還。1983年没。乗員として最後まで存命だった人物。
- 女性客室係：バイオレット・ジェソップ
  - 生還。のち、タイタニック号の同型船ブリタニック（戦時徴用により病院船として行動中）に救急看護隊看護婦として勤務していたときに同船の触雷沈没に遭遇。脱出の際に救命ボート2艘が沈没する船のスクリューに巻き込まれて21人が死亡したが、その際に重傷を負うも唯一生還した。1971年没。
- 主任パン焼き職人：チャールズ・ジョーキン
  - 生還。部下とともに備蓄分のパンをボートに運んだり、女性客を救命ボートに乗船させたりした。部下の職人を救命ボートに乗せたあとも船に残り、船体沈没時に海に投げ出されたものの救助され、生還している。沈没前からウイスキーを飲んでおり、体内にアルコールが残っていたために凍死を免れたという[13]。事故時の証言を残している。1956年没。

## 乗客
タイタニックの著名な乗客は、次のとおりである。

### 犠牲者

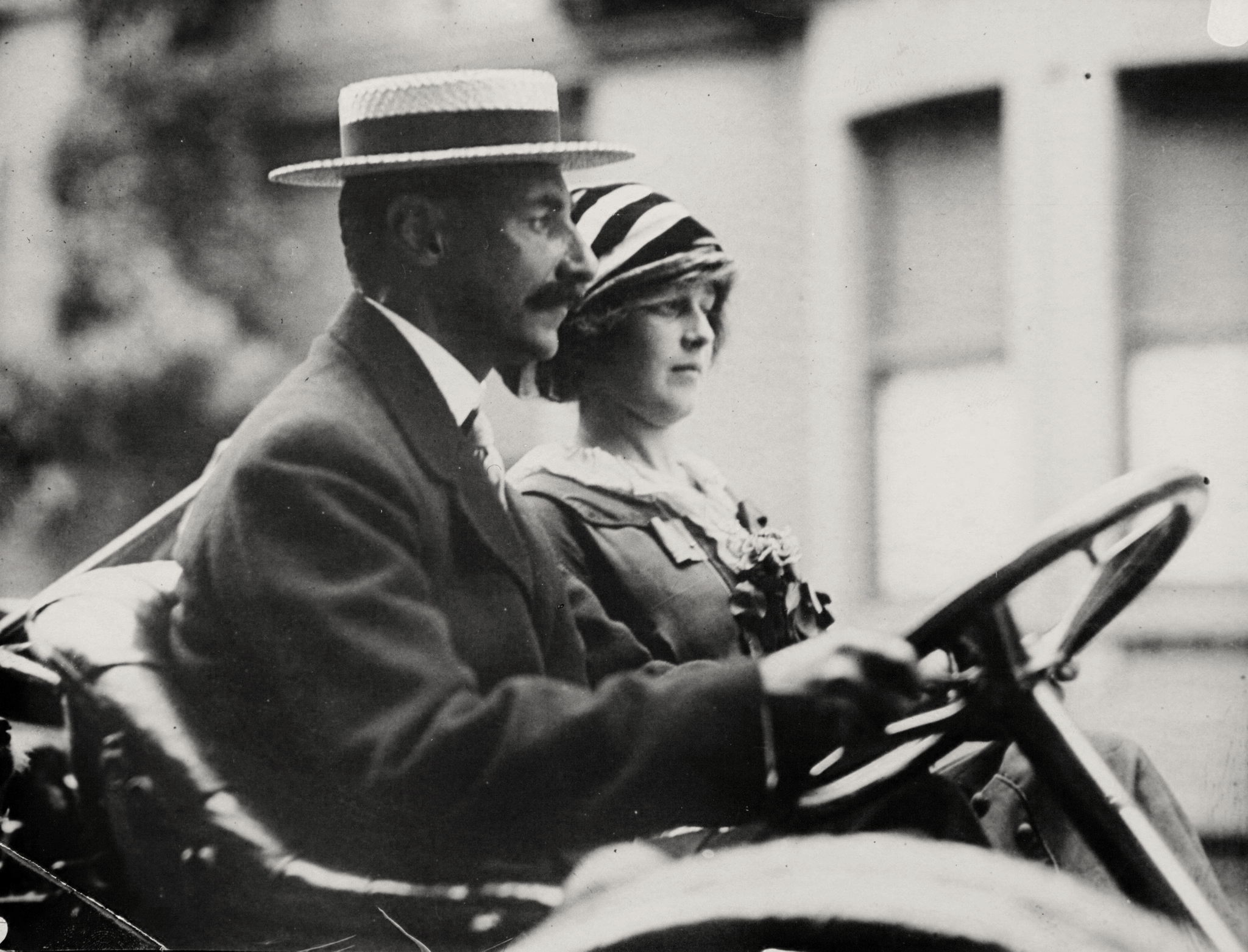
アメリカの財閥アスター家の一族で犠牲となったジョン・ジェイコブ・アスター4世と、生還したその後妻マデリン。新婚旅行の帰りだった。

- ジョン・ジェイコブ・アスター4世（一等客。アメリカの実業家。全乗客の中でもっとも富裕だった）
- ヘレン・ローレン・アリソン（英語版）（一等客の子供で唯一犠牲になった）
- トーマス・アンドリューズ（一等客。タイタニックの設計者）
- エディス・エヴァンズ（一等の女性客。犠牲となった一等船客の5人の女性のうちの1人。ほかの女性に救命艇の座席を譲り船と運命をともにした）
- ベンジャミン・グッゲンハイム（一等客。ユダヤ系アメリカ人の実業家。鉱山精練王。正装で最期を迎えた）
- シドニー・レスリー・グッドウィン（三等客。遭難当時生後19か月、2007年に身元が確認された）
- ウィリアム・トーマス・ステッド（一等客。イギリスのジャーナリスト。スピリチュアリズムの開拓者で沈没を予言していたといわれる）
- イジドー・ストラウス（一等客。アメリカの実業家。百貨店メイシーズ所有者。夫を残して救命ボートに乗ることを拒否した妻アイダとともに最期を迎えた）
- アイダ・ストラウス（一等客。イジドーの妻。犠牲となった一等船客の5人の女性のうちの1人。夫を残して救命ボートに乗ることを拒否し、夫とともに最期を迎えた）
- ジョン・セイヤー（英語版）（一等客。ペンシルバニア鉄道副社長。クリケット選手）
- ミシェル・ナヴラティル（二等客。偽名を使って2児とともに乗り込んだが、2児を残して死亡した）
- トーマス・バイルズ（二等客。イギリスの神父、沈没の寸前まで乗客に聖書を読み上げた）
- ジョゼフ・フィリップ・ルメルシェ・ラロッシュ（二等客。ハイチの工学者。唯一のアフリカ系乗客）
- アーチボルド・バット（英語版）（一等客。アメリカの軍人。タフト大統領付き武官、休暇中に事故に遭遇した）
- エイノ・パヌラ（三等客。遭難当時生後13か月、一時期誤って身元が判明したと報じられていた）
- ヘンリー・B・ハリス（英語版）（一等客。アメリカの劇場所有者、演劇プロデューサー）
- ジャック・フットレル（一等客。アメリカの小説家）
- チャールズ・メルヴィル・ヘイズ（英語版）（一等客。アメリカの実業家。グランド・トランク鉄道（英語版）社長）
- ワシントン・オーガストス・ローブリング二世（一等客。アメリカの土木技術者・ワシントン・ローブリングの甥）
- ジョージ・ダントン・ワイドナー（一等客。アメリカの実業家。フィラデルフィアの路面電車王）
- ハリー・エルキンズ・ワイドナー（一等客。ジョージの息子。図書収集家）
- アン・エリザベス・アイシャム（一等客。犠牲となった一等船客の5人の女性のうちの1人。愛犬を見捨てることが出来ず、沈みゆく船内に留まり亡くなったと伝えられている）
- フランシス・デーヴィス・ミレー（一等客。アメリカの画家）
- デュアン・ウィリアムズ（一等客。リチャード・ノリス・ウィリアムズの父親。アメリカの弁護士）
- エドワード・オースティン・ケント（一等客。アメリカの建築家。女性や子供が救命ボートに乗るのを助け、犠牲となった）
- ジョージ・ヘンリー・ライト（一等客。カナダの実業家）

### 生存者
最後の生存者が2009年に死去しており、以下の人物は全員故人である。

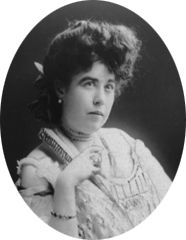
“不沈の女”モリー・ブラウン

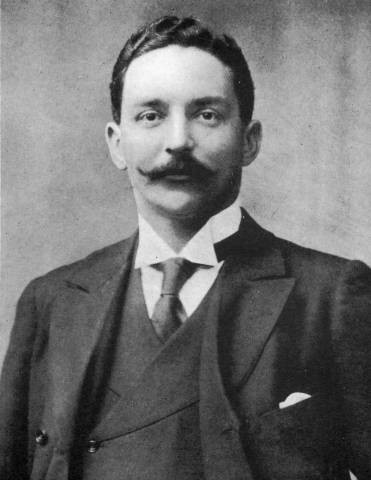
ホワイト・スター・ライン社長ブルース・イズメイ

- リリアン・アスプランド（三等客。当時5歳。事故の記憶のある最後の生存者で、最後のアメリカ人生存者。2006年没）
- ローザ・アボット（三等客。海中に転落したが、生還を果たした。1946年没）
- ジョセフ・ブルース・イズメイ（一等客。ホワイト・スター・ライン社長。ほかの乗客を差し置いて自らは生き延びたことから、のちに非難を浴びて社長を辞任した。1937年没）
- カール・ベア（一等客。テニスプレーヤー。この事件後、試合で下記のウィリアムズと対戦して勝利している。のち、弁護士や銀行員として働いた。1949年没）
- リチャード・ノリス・ウィリアムズ（一等客。テニスプレーヤー。事故後の1924年のパリオリンピックで混合ダブルスの金メダルを獲得した。1968年没）
- ドロシー・ギブソン（一等客。アメリカの映画女優。事故から1か月後に公開された『Saved from the Titanic』に、自ら脚本を執筆して主演した。1946年没）
- ミニー・クーツ（三等客。ジェームズ・ムーディの行為により2人の息子とともに生還した）
- アーチボルド・グレーシー4世（一等客。アメリカのアマチュア戦史研究家、資産家。1912年没）
- フレデリック・キンバー・スワード（一等客。アメリカの弁護士。1943年没）
- ジャック・セイヤー（英語版）（一等客。ジョン・セイヤーの息子。当時16歳、救命艇で母と弟の2人と再会を果たした。1945年没）
- バーバラ・ウェスト・ダニントン（英語版）（二等客。当時11か月。最後から2番目の生存者。2007年没）
- 第5代準男爵コズモ・ダフ＝ゴードン（一等客。スコットランドの地主。1931年没）
- ルーシー・ダフ＝ゴードン（コズモ・ダフ＝ゴードンの妻。上流階級向けファッションクラブ「ルシール」オーナー。「マダム・ルシール」と呼ばれた。1935年没）
- ミルヴィナ・ディーン（三等客。当時生後9週間。最年少の乗船者。最後の生存者。2009年没）
- ミシェル・ナヴラティル（二等客。当時3歳。彼と弟のエドモンは「タイタニックの孤児」と呼ばれて広く知られた。最後の男性生存者。2001年没）
- エヴァ・ハート（英語版）（二等客。当時7歳。1996年没）
- マーガレット・ブラウン（モリー・ブラウン）（一等客。コロラド州の実業家の妻。1997年の映画『タイタニック』ではキャシー・ベイツが、『不沈のモリー・ブラウン（1964年の映画）』ではデビー・レイノルズが同夫人を演じた。1932年没）
- ダニエル・バックリー（英語版）（三等客。女物のショールをかぶってボートに乗り込み生還した。1918年没）
- ルース・ベッカー（二等客。当時13歳。1990年没）
- 細野正文（二等客。唯一の日本人乗客。鉄道院副参事。鉄道院副参事はおおむね現在の国土交通省大臣官房技術参事官にあたる役職。音楽家・細野晴臣の祖父である。1939年没）
- マウリッツ・ホーカン・ビョルンストロム＝ステファンソン（一等客。スウェーデンの実業家。1913年初頭、タイタニック号を運用していたホワイト・スター・ライン社に対して巨額の賠償請求をした。1962年没）
- エラ・ホームズ・ホワイト（一等客。事故後、アメリカ上院査問会において、タイタニック号が沈没する前に船体が二つに折れたことを証言した。1942年没）
- ロシズ伯爵夫人ノエル・レズリー（一等客。第19代ロシズ伯爵ノーマン・レズリー（英語版）の夫人。1956年没）

## 各界の反応

### メジャーリーグベースボール
1912年4月21日、メジャーリーグベースボール（MLB）のニューヨーク・ハイランダーズとボストン・レッドソックスは、亡くなった乗客の遺族たちのためにポロ・グラウンズで慈善試合を開催した。

## タイタニックを題材にした作品
タイタニックをめぐって、多くの作品が発表されている。おもな作品は、次のとおりである。

### ドキュメンタリー
- 衝撃の瞬間4 第2回 『タイタニック沈没事故 "TITANIC" （タイタニック）』（ナショナル・ジオグラフィック） : 結論に至るまでの過程で、陰謀論に関して反証を行っている。
- 失われた世界の謎 第11回 『タイタニック建造の謎』（ヒストリーチャンネル）
- ジェームズ・キャメロンのタイタニックの秘密
- タイタニック 新たな真実 （原題：TITANIC:THE NEW EVIDENCE）

### タイタニック沈没事故が主題の作品
- タイタニック (映画)

タイタニック号をモチーフにした複数の映画の項目
- 運命のSOS（青空文庫）

牧逸馬（長谷川海太郎）のノンフィクションで、船体や無線、危機対応などの問題点も述べられているが、創作めいた面も多い。
- タイタニック沈没

ハンス・マグヌス・エンツェンスベルガーの長編詩。
- レイズ・ザ・タイタニック

クライブ・カッスラーのダーク・ピットシリーズの小説。邦題は「タイタニックを引き揚げろ」で、沈んだタイタニックに積まれた希少金属をめぐって暗闘するという話。ただし、海底調査以前の作品のため、同作中におけるタイタニックの描写は実際の状態とは異なる。
のちに映画化されたが、第1回ゴールデンラズベリー賞の最低映画賞にノミネートされ、原作者や批評家から酷評されるなどその評価は高いものではない。
- タイタニック号の殺人

マックス・アラン・コリンズによる推理小説。タイタニック号に乗船していた実在の推理作家ジャック・フットレルを主人公に、タイタニック号で発生した密室殺人と、タイタニック沈没にまつわる謎が、並行して描かれている。
- 吹奏楽曲マードックからの最後の手紙（作曲：樽屋雅徳）

タイタニック号の出港から沈没までをマードック一等航海士からの手紙という設定で作曲。
- タイタニック (ミュージカル)

### タイタニック沈没事故を伏線・モデルとして扱った作品
- ゴーストバスターズ2

幽霊船として1シーンだけ登場。港で乗客の幽霊が下船してくる。
- タイムトンネル

アメリカのSFテレビドラマシリーズ。第1話で主人公が過去に移動したところ沈没寸前のタイタニック号の甲板であった。
- ダウントン・アビー

イギリスのBBC制作の時代劇ドラマ。第1話でタイタニック号が沈没し、長女メアリーと婚約予定であった婚約者が巻き込まれ亡くなったことで、新しい相続人が迎えられることとなる。。
- 時の旅人

ジャック・フィニーの小説。1995年出版。
- マジック・ツリーハウス

アメリカの児童向け小説。日本語版第9巻で、「タイムトンネル」同様、過去に移動して沈没に遭遇。
- ルパン三世 燃えよ斬鉄剣

『ルパン三世』のTVスペシャル第6作。作中ではルパン三世の祖父、ルパン一世がタイタニック号に積まれた龍の置物を盗もうとしていたが、沈没事故で置物がタイタニック号とともに海底に沈んでおり、作中中盤でルパンと次元大介が潜水艇で沈没したタイタニック号に向かう。この作品の歴史では龍の置物をアメリカに売り込もうとした黒幕の曽祖父が犠牲者、その龍の置物を狙って乗船していたルパン一世が生還者の一人に含まれている設定となっている。
- ドクター・フー

イギリスのBBCのSFドラマ。シリーズ4のクリスマススペシャルで、実際のタイタニック号の事件を題材として宇宙船タイタニック号（名称の由来は「地球で一番有名な豪華客船」であることから）が舞台となっている。陰謀説やブルーリボン説をほのめかす描写や、衝突当時船長は休息をとっていたことなどが再現されている。あくまでパロディである。シリーズ1では主人公である9代目ドクターがタイタニック号に搭乗する予定だった家族と写真撮影をし、その家族が出航に遅れたため氷山衝突を回避したという話がある。シリーズ6ではエイミー・ポンドの友人メルスが「タイタニックが沈んだのはドクターのせい」と発言している。
- 銀河ヒッチハイク・ガイド

ダグラス・アダムスのSF小説およびラジオドラマ。第3巻「宇宙クリケット大戦争」で、かつて巨大宇宙船タイタニック号が、搭載した不可能性フィールドの作用で理由のない遭難を遂げたことが語られている。しかし、このエピソードは話の大筋には一切関係しない。
- ドラキュラ城の血闘

J・H・ブレナンのゲームブック。吸血鬼ドラキュラを倒した主人公が、エンディングで乗船の招待状を受け取る。招待主は「Dr.Acura」（つまりドラキュラ）となっており、その後の主人公の運命は定かではない。
- 曲った蝶番

ディクスン・カーの推理小説。作品中、この沈没事故の際に入れ替わったとされる人物に対し、自分こそが本物と名乗る人物が現れ、その真偽を争うなか、偽者と糾弾された人物が何者かに殺害される。
- タイタニック2012

アサイラムによる映画。タイタニック遭難から100年後の2012年に就役した豪華客船タイタニック2号が、再び大西洋上で巨大氷山に衝突し沈没する。
- 天を見つめて地の底で

髙橋美由紀による漫画。番外編「果てしなき航海」という副題がつけられ、堕天使・本條聖が英国にいたころ、魔王ルシフェルから匿ってくれたウィルカックス男爵が殺されたことを知って復讐に時間を浪費したため、男爵が可愛がっていた少年ウィリアムがルシフェルにより殺人犯に仕立て上げられてしまう。聖はそんなウィリアムをアメリカに行かせようとするが、手配した船はタイタニック号だったことでウィリアムは男爵の知人であるチャールズ・ロングフォード侯爵とともに氷海に沈み亡くなる。
- ビットワールド

子ども向けのバラエティ番組。ビットワールドからジャッキーホールを通ってリアルワールド（現実世界）へ到達した生物をビーボと呼称するが、その中に鯛タニックという巨大なビーボが登場する。鯛の上に客船が乗ったような姿をしている。全長は300メートル、体重は5万トンに及ぶ。
- ザ・ドラえもんズ スペシャル

宮崎まさる・三谷幸広の漫画作品。単行本第7巻収録「伝説の豪華客船」のエピソードがタイタニック号の沈没を題材とした内容となっている。
- 天使の輪がみえる

『週刊ストーリーランド』内で放映されたアニメ。寿命が近い人間の頭上に天使の輪が見えるようになったギャングの青年。ある日自分の頭上にも天使の輪が見えるようになり必死に生き延びようと逃げて船に乗り込む。しかしその船の乗客ほぼ全員に天使の輪があり、実はその船はタイタニック号だったという結末。
- クッキングパパ

うえやまとちの漫画作品。単行本59巻収録「即席ラーメンを作ってみよう!!」で大平課長の一人息子・かずおが恋人と映画を見に行った際の物語がタイタニック号の沈没を題材にした内容となっている。ただし船は客船ではなく古い漁船で、船名も「鯛タニック」となっている。

### 音楽
- タイタニック（ファルコの曲）

ファルコ
- RAINBOW RAINBOW

TM NETWORKの1stアルバム。5曲目「クリストファー」の歌詞にタイタニック号にちなんだ歌詞がある。
- テンペスト (アルバム)

ボブ・ディランの曲、同名のアルバムの表題曲。タイタニック号の沈没を描いている。
- 『タイタニック号の沈没（The Sinking of the Titanic）』

別題『タイタニック号（The Titanic）』。1924年にカントリー歌手のアーネスト・ストーンマンの歌で吹き込まれ、その後ヒットした曲。
- 『タイタニック号の沈没（The Sinking of the Titanic）

ギャヴィン・ブライヤーズ作曲。一番初頭は1969年にポーツマスの美術学生のために書かれたもの。ブライヤーズにとってのライフワーク（"Work in Progress"、常に進行中の作品）ともなり、今まで少なくとも 3回録音されている（最初の録音は1975年にオブスキュア・レーベルのシリーズ第一作として発表された）。
- マードックからの最後の手紙 樽屋雅徳作曲

吹奏楽の名曲でありフルートソロなどで知られている。
玉名女子高等学校の演奏により特別版や2021年版などが作られている。

### ゲーム
- タイタニックミステリー 蒼の戦慄

学研 1987年発売、架空のタイタニック号引き上げプロジェクトをテーマにしたディスクシステム用アドベンチャーゲーム。
- サイレントメビウス CASE:TITANIC

東京上空に出現したタイタニック号を舞台にしたPC-9801用アドベンチャーゲーム。
- Titanic VR

VRデバイスを用いたタイタニック号の探索ゲーム。Steamで配信されている。
- Roblox Titanic

バーチャルゲーミングプラットフォームRoblox上で公開されているタイタニック号の探索，脱出ゲーム。アルカディア号や沈没したあとのタイタニック号を探索する潜水艦なども登場することがある。ほかにもRoblox上では多くのタイタニック号に関係するゲームが存在する。